# Liste der Biografien/Schon
Liste der Biografien |
Portal Biografien |
Personensuche
# |
A |
B |
C |
D |
E |
F |
G |
H |
I |
J |
K |
L |
M |
N |
O |
P |
Q |
R |
S |
T |
U |
V |
W |
X |
Y |
Z |
?
 
Sa |
Sb |
Sc |
Sd |
Se |
Sf |
Sg |
Sh |
Si |
Sj |
Sk |
Sl |
Sm |
Sn |
So |
Sp |
Sq |
Sr |
Ss |
St |
Su |
Sv |
Sw |
Sy |
Sz
 
Sca–Sce |
Sch |
Sci–Scz
 
Scha |
Schc |
Schd |
Sche |
Schg |
Schi |
Schj |
Schk |
Schl |
Schm |
Schn |
Scho |
Schp |
Schr |
Schs |
Scht |
Schu |
Schv |
Schw |
Schy
 
Schoa |
Schob |
Schoc |
Schod |
Schoe |
Schof |
Schog |
Schoh |
Schoi |
Schok |
Schol |
Schom |
Schon |
Schoo |
Schop |
Schor |
Schos |
Schot |
Schou |
Schov |
Schow |
Schoy
Die Liste der Biografien führt alle Personen auf, die in der deutschsprachigen Wikipedia einen Artikel haben. Dieses ist eine Teilliste mit 989 Einträgen von Personen, deren Namen mit den Buchstaben „Schon“ beginnt.

## Schon
- Schön, Adam Ehregott (1725–1805), deutscher Astronom, Autor, Pfarrer, Lehrer und Diakon
- Schön, Adolf (1906–1987), deutscher Radrennfahrer
- Schön, Aldo (1912–2014), deutscher Pianist, Hochschullehrer und Rektor des Brucknerkonservatoriums Linz
- Schön, Alexander (1864–1941), deutscher Jurist und Politiker, MdHB
- Schön, Alfred (* 1962), deutscher Fußballspieler und Trainer
- Schön, Andreas (* 1955), deutscher Maler
- Schön, Andreas (* 1989), deutscher Fußballspieler
- Schön, Anton Matthias (1837–1922), deutscher Unternehmer, Spekulant, Großgrundbesitzer und Politiker, MdR
- Schön, August Joseph (1802–1870), deutscher Kaufmann und Reeder
- Schön, Bettina (1926–2021), deutsche Schauspielerin, Hörspiel- und Synchronsprecherin
- Schön, Carmen (* 1967), deutsche Managementberaterin und Buchautorin
- Schön, Chris-Carolin (* 1963), deutsche Agrarwissenschaftlerin und Pflanzengenetikerin, sowie Hochschullehrerin
- Schon, Dietmar (* 1959), deutscher Geistlicher
- Schön, Donald (1930–1997), US-amerikanischer Philosoph und Professor der Stadtplanung am MIT
- Schön, Dorothee (* 1961), deutsche DrehbuchautorinDorothee Schön (* 1961)

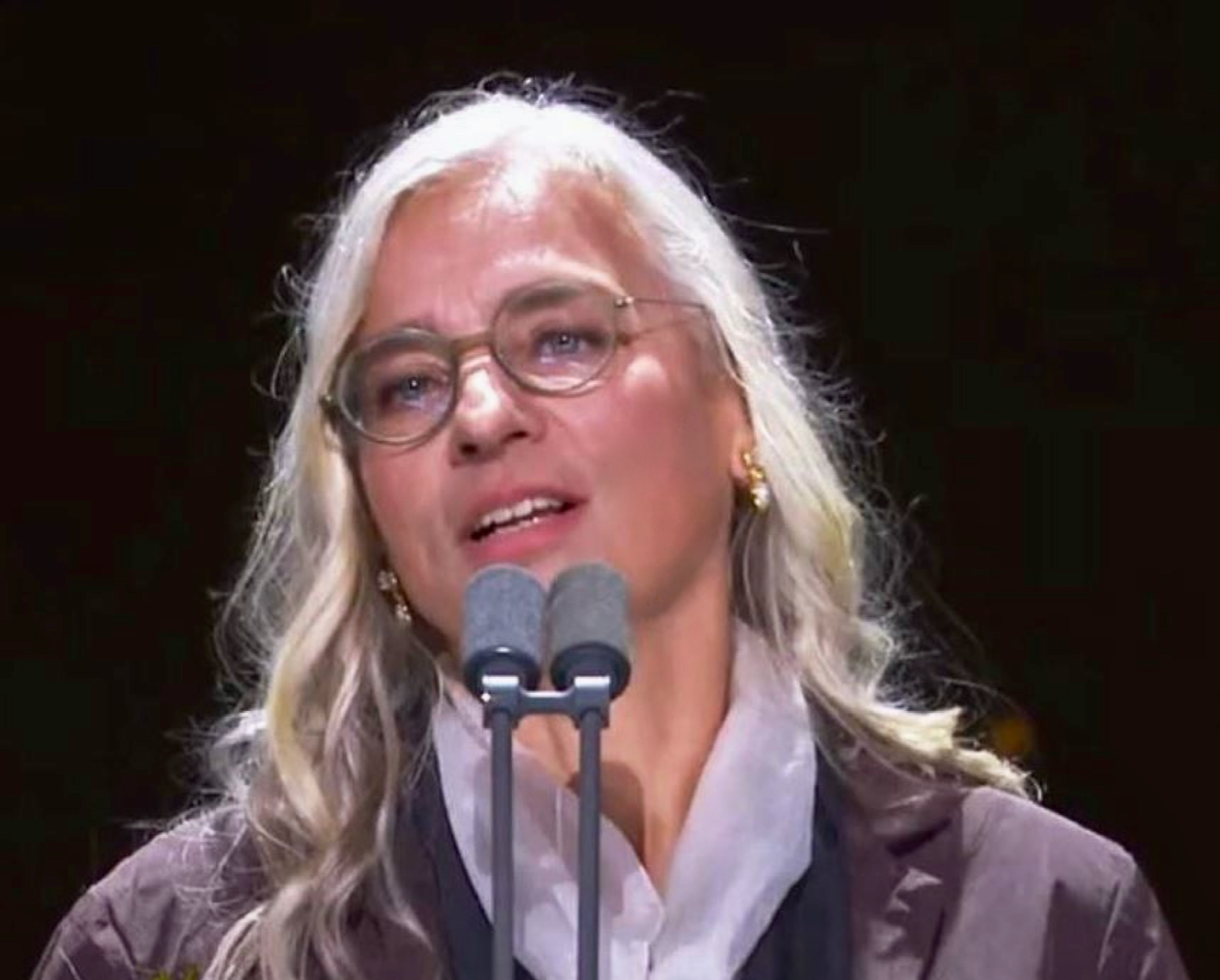
Dorothee Schön (* 1961)

- Schön, Eduard (1825–1879), österreichischer Ministerialrat, Dichter und Komponist
- Schön, Emil (1872–1945), deutscher Fechter
- Schön, Erhard († 1542), deutscher Schnitzer und Maler
- Schön, Ernst (1907–2010), österreichischer Musiker (Gesang, Trompete und Geige)
- Schön, Ernst Christian Johannes (1843–1908), deutscher Politiker und Bürgermeister der Hansestadt Lübeck
- Schön, Eva, deutsche Badmintonspielerin
- Schön, Eva-Maria (* 1948), deutsche Künstlerin
- Schön, Frank (* 1959), deutscher Fußballspieler
- Schön, Frank (* 1971), deutscher Fußballspieler
- Schon, Frank, Baron Schon (1912–1995), britischer Politiker
- Schön, Franz (1893–1957), österreichischer Bergarbeiter und Politiker (SPÖ), MdL (Burgenland), Abgeordneter zum Nationalrat
- Schön, Franz Wilhelm (1784–1871), deutscher Historien-, Landschafts- und Porträtmaler
- Schön, Friedel (1914–2005), deutscher Motorradrennfahrer
- Schön, Friedrich (1821–1886), deutscher Bürgermeister und MdPL
- Schön, Friedrich (1857–1941), ungarischer Architekt jüdischer Herkunft
- Schön, Fritz (* 1871), deutscher Maler
- Schön, Fritz (* 1881), deutscher, später Schweizerischer, nach den USA und Kanada ausgewanderter jüdischer Unternehmer und Kunstsammler
- Schön, Georg († 1634), Kammerdiener, Hofkaplan und geheimer Sekretär im Dienst der bayerischen Herzöge
- Schön, Gerd (1948–2024), deutscher Physiker
- Schön, Gustav Adolf (1834–1889), deutscher Unternehmer, Spekulant und Politiker (NLP), MdR
- Schön, Gustav Heinrich Lorenz (1832–1873), deutscher Maler und Zeichner
- Schön, Gustl (1929–1997), deutscher Politiker (CSU), MdL
- Schön, Hans (1940–2004), deutscher Agrarwissenschaftler
- Schön, Hans Otto (1925–2018), deutscher Geodät
- Schön, Hans-Joachim (* 1955), deutscher Fußballspieler
- Schön, Heinrich, deutscher Architekt
- Schön, Heinz (1926–2013), deutscher Archivar und Sachbuchautor
- Schön, Helmut (1915–1996), deutscher Fußballtrainer und -spielerHelmut Schön (1915–1996)

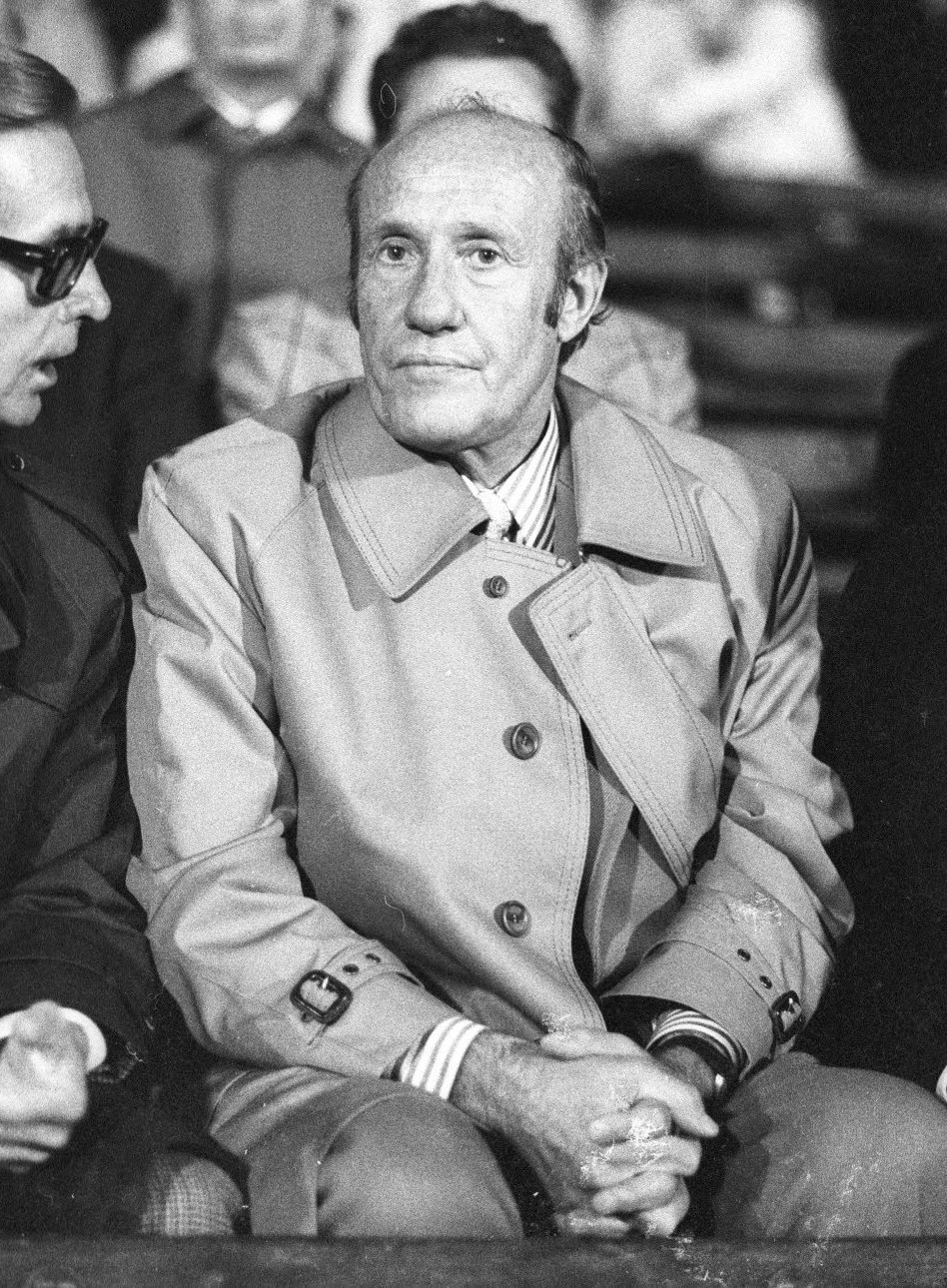
Helmut Schön (1915–1996)

- Schön, Helmut Otto (1941–2017), deutscher Bildhauer und Autor
- Schon, Hermann (1928–2021), deutscher Politiker (SPD), MdL
- Schön, Holger (1910–1980), schwedischer nordischer Skisportler
- Schön, Horst (1926–2020), deutscher Schauspieler, SynchronsprecherHorst Schön (1926–2020)

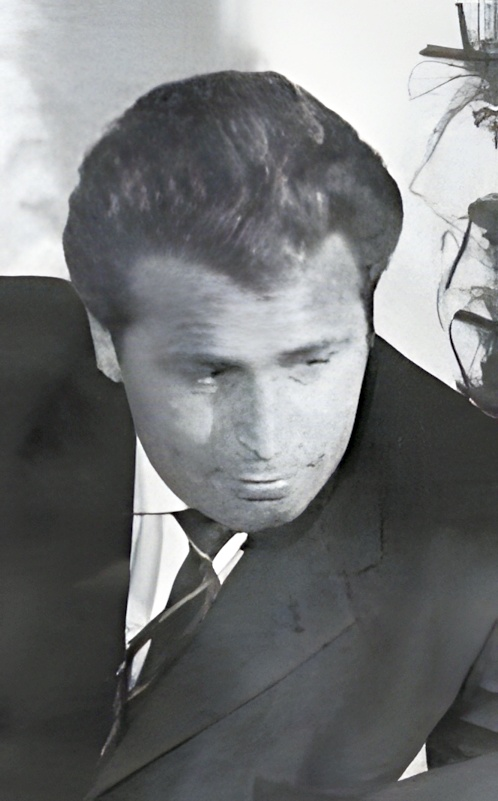
Horst Schön (1926–2020)

- Schön, Horst (1931–1986), deutscher Diplomat, Botschafter der DDR
- Schön, Ignaz (1882–1957), deutscher Jurist und Kommunalpolitiker
- Schon, Ingo (* 1976), deutscher Politiker (CDU)
- Schön, James (1803–1889), deutscher Missionar und Sprachwissenschaftler
- Schön, Jan Hendrik (* 1970), deutscher Physiker, der 2002 einen Betrugsskandal auslöste
- Schon, Jenny (* 1942), deutsche Autorin, Herausgeberin und Stadtführerin
- Schön, Johann (1771–1839), deutscher Geistlicher, Mathematiker, Meteorologe, Astronom und Hochschullehrer
- Schön, Johann (1802–1839), österreichisch-preußischer Jurist, Staatswissenschaftler und Autor
- Schön, Johann Adam (1675–1730), deutscher Archidiakon, Liederdichter, Autor
- Schön, Johann Matthias Albrecht (1800–1870), deutscher Mediziner, praktischer Arzt und Augenheilkundiger sowie Autor
- Schön, Jürgen (* 1948), deutscher Politiker (NPD), MdL
- Schön, Jürgen (* 1956), deutscher Bildhauer
- Schön, Karl (1847–1934), deutscher Bürgermeister und MdPL
- Schön, Karl (1868–1945), deutscher Marinemaler
- Schön, Karl (1923–1994), deutscher Politiker (SPD), MdEP
- Schön, Karl (1931–1989), deutscher Politiker (CSU), MdL
- Schon, Karl von (1765–1818), preußischer Generalmajor, Kommandant der Festung Graudenz
- Schon, Karl von (1791–1872), preußischer Generalmajor
- Schön, Konrad (1930–2021), deutscher Hochschullehrer und Politiker (CDU), MdL, MdEP
- Schon, Kyra (* 1957), US-amerikanische Schauspielerin und Buchautorin
- Schön, Ludwig (1883–1945), deutscher römisch-katholischer Oberwerkmeister und Märtyrer
- Schön, Ludwig (1918–1983), deutscher Kommunalpolitiker
- Schön, Margarete (1895–1985), deutsche Schauspielerin
- Schön, Markus (* 1971), deutscher Klarinettist
- Schön, Marlena (* 1987), deutsche Basketballspielerin
- Schön, Martin (* 1909), deutscher Fußballspieler
- Schön, Max (* 1961), deutscher Unternehmensvorstand
- Schön, Michal (* 1987), deutsch-tschechischer Eishockeyspieler
- Schön, Nadine (* 1983), deutsche Politikerin (CDU), MdL, MdBNadine Schön (* 1983)

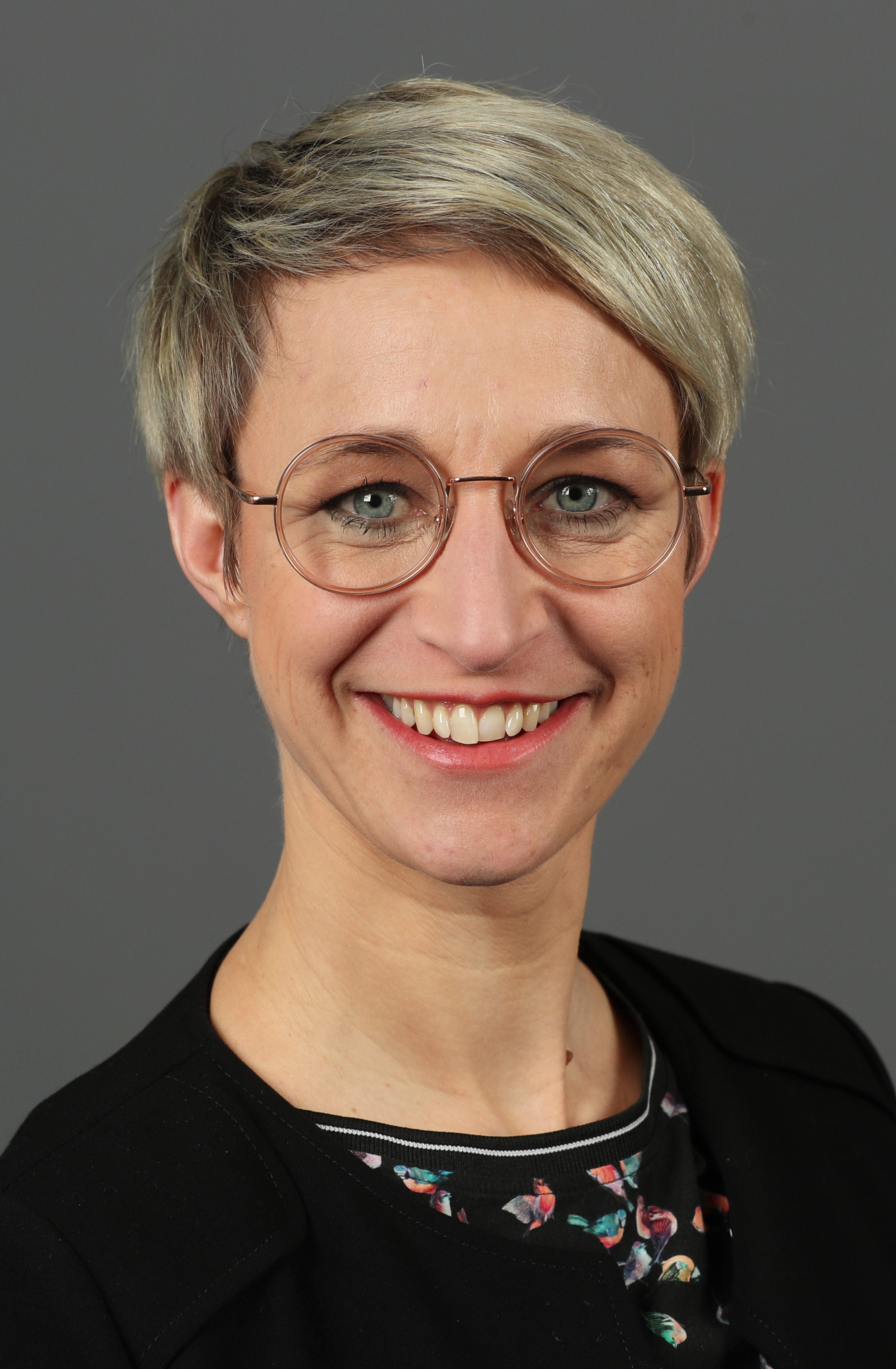
Nadine Schön (* 1983)

- Schon, Neal (* 1954), US-amerikanischer Blues- und Rock-GitarristNeal Schon (* 1954)

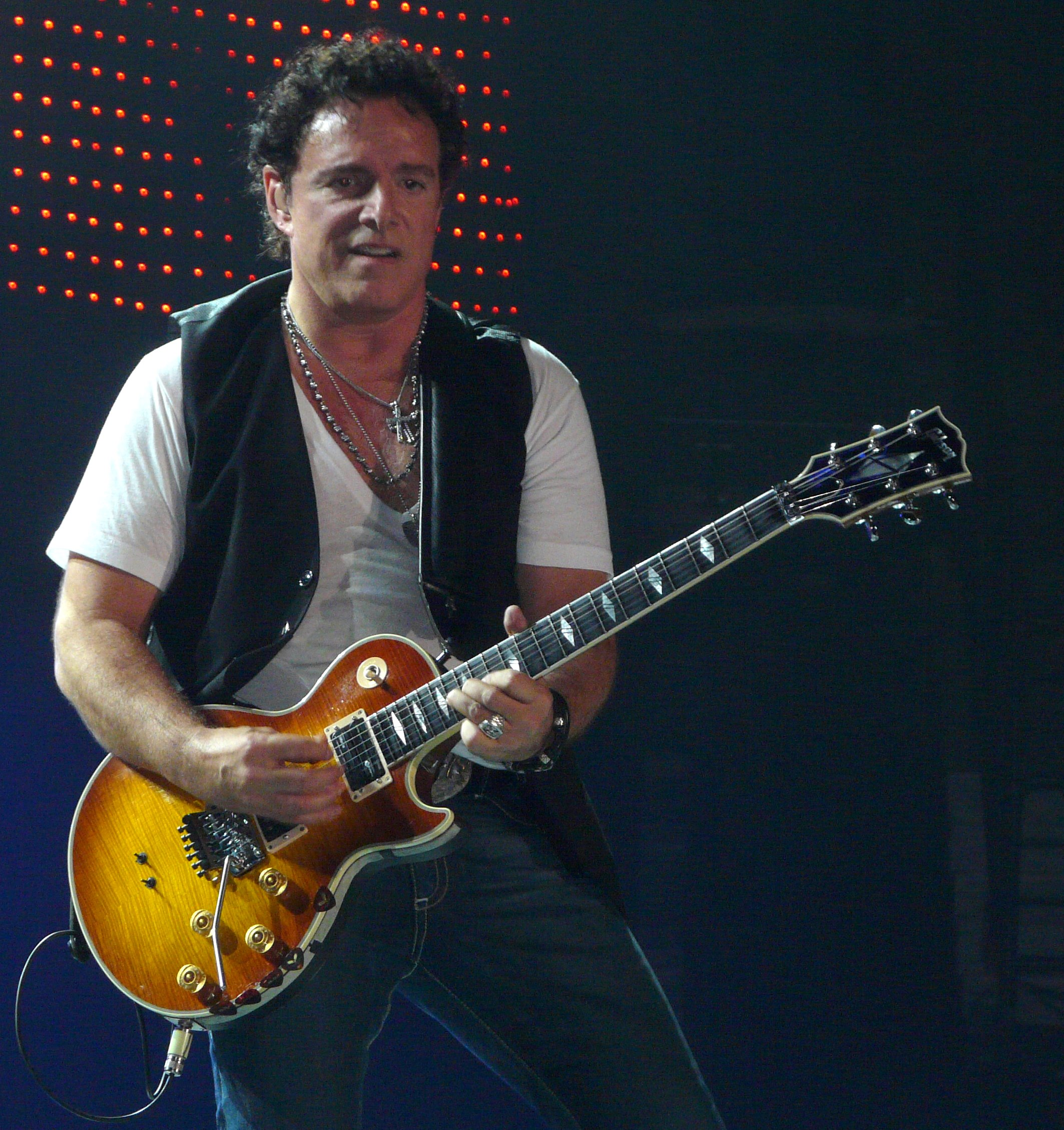
Neal Schon (* 1954)

- Schön, Nicole (* 1972), deutsche Fußballspielerin
- Schön, Otto (1905–1968), deutscher Politiker (KPD, SED), MdV, Büroleiter des Politbüros des ZK der SED in der DDR
- Schon, Peter M. (1912–1985), deutscher Romanist
- Schon, Ralph (* 1990), luxemburgischer Fußballspieler
- Schön, Robert (* 1975), deutscher Moderator und Schauspieler
- Schön, Rudolf von (1810–1891), preußischer General der Kavallerie
- Schön, Silvia (* 1959), deutsche Politikerin (Bündnis 90/Die Grünen), MdBB
- Schön, Theodor (1855–1911), deutscher Genealoge und Historiker
- Schön, Theodor von (1773–1856), preußischer Politiker
- Schön, Tibor (1911–1984), ungarisch-israelischer Architekt
- Schön, Waldemar (1904–1969), deutscher Jurist und Politiker (NSDAP)
- Schön, Werner (1893–1970), deutscher Maler, Zeichner und Grafiker
- Schön, Wilhelm (1848–1917), deutscher Augenarzt und Hochschullehrer
- Schon, Wilhelm von (1800–1857), preußischer Generalmajor
- Schön, Wolfgang (* 1961), deutscher Rechtswissenschaftler und Hochschullehrer

### Schona
- Schönach, Alois (1811–1899), österreichischer Orgelbauer
- Schonaeus, Cornelius (1540–1611), niederländischer Pädagoge und Dramatiker
- Schönaich, Christoph Otto von (1725–1807), deutscher Schriftsteller
- Schönaich, Franz Xaver von (1844–1916), österreichischer General der Infanterie und 1906/11 Reichskriegsminister
- Schönaich, Georg Philipp von (1704–1790), kaiserlicher Oberst und preußischer Generalmajor
- Schönamsgruber, Christian (1875–1961), deutscher Graveur
- Schonat, Hans Wolff (* 1614), deutscher Orgelbauer
- Schonath, Alexander (* 1951), deutscher Politiker (REP, DSU), MdL
- Schonath, Columba (1730–1787), deutsche Dominikanerin und Mystikerin
- Schonath, Wilhelm (1907–1979), deutscher Bibliothekar
- Schønau Fog, Peter (* 1971), dänischer Filmregisseur
- Schönau, Annaliese (1907–1977), deutsche Politikerin (SPD), Mitglied des Abgeordnetenhauses von Berlin
- Schönau, Birgit (* 1966), deutsche Journalistin und Publizistin
- Schönau, Cordula von, Schweizer Dominikanerin und Schreiberin
- Schönau, Horst (* 1949), deutscher Bobfahrer
- Schönau, Johann Franz von (1619–1656), Fürstbischof von Basel
- Schönau, Johann Nepomuk von (1753–1821), böhmischer Industrieller
- Schönau, Marlies (1923–1995), deutsche Schauspielerin und Hörspielsprecherin
- Schönau, Peter (* 1944), deutscher Schriftsteller
- Schönau-Wehr, Gunhild von (1891–1981), deutsche Malerin
- Schönau-Wehr, Max von (1847–1903), preußischer Generalleutnant und zuletzt Kommandant von Karlsruhe
- Schönau-Wehr, Rudolf von (1809–1880), badischer Forstbeamter und Kammerherr
- Schönauer, Apameh (* 1984), deutsche Architektin
- Schönauer, Daniel (* 1975), deutscher Kameramann
- Schönauer, Detlev (* 1953), deutscher KabarettistDetlev Schönauer (* 1953)

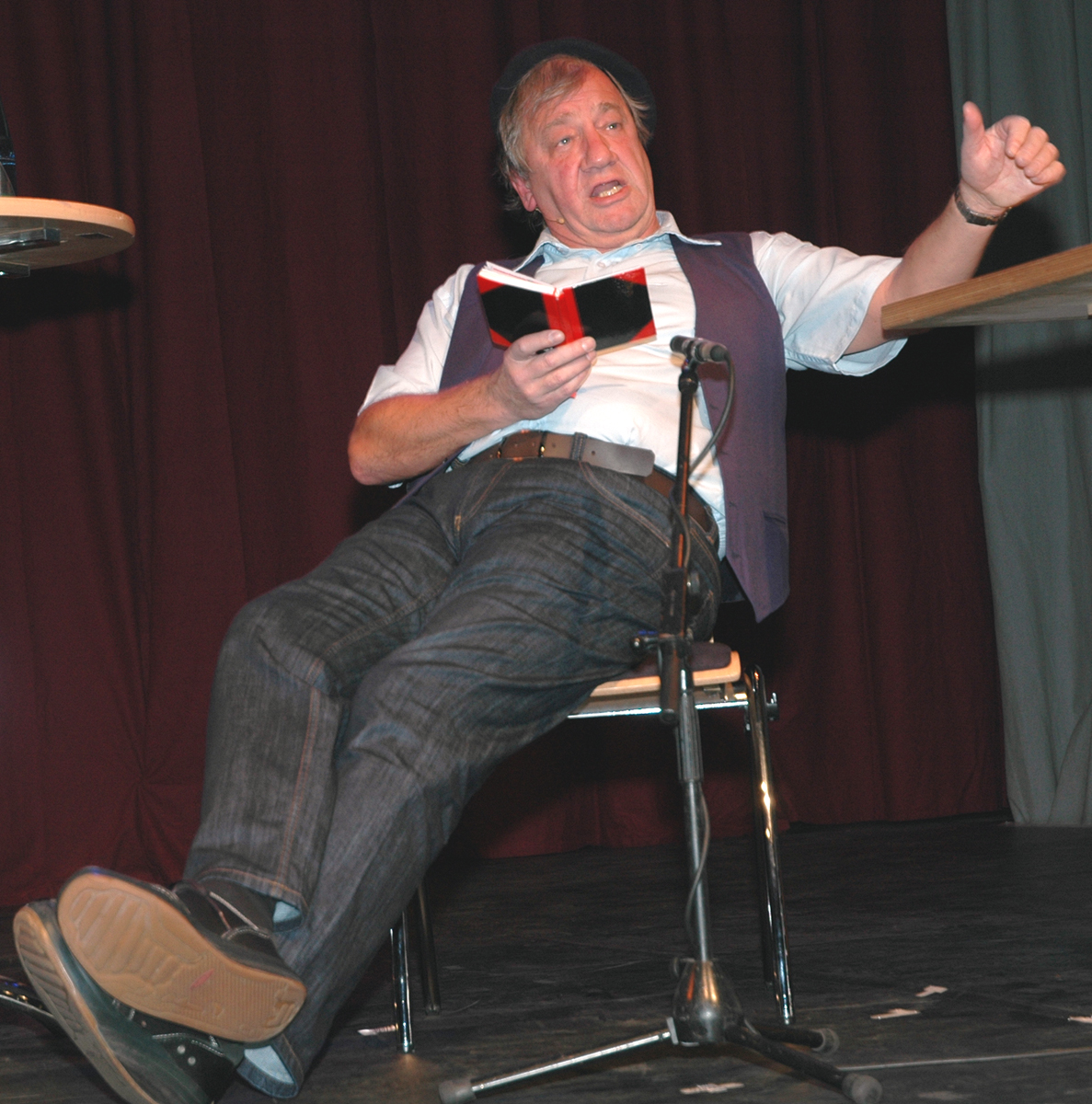
Detlev Schönauer (* 1953)

- Schönauer, Franz (* 1889), deutscher Radrennfahrer
- Schönauer, Friedrich (1904–1950), deutscher Gewerkschafter und Politiker (SPD), MdB
- Schönauer, Hans († 1727), Baumeister des Barock
- Schönauer, Hans (1927–2013), deutscher Jurist
- Schönauer, Helmuth (* 1953), österreichischer Schriftsteller und Bibliothekar an der Universität Innsbruck
- Schönauer, Inken (* 1973), deutsche Journalistin
- Schönauer, Magdalena (1778–1828), österreichische Brandstifterin
- Schönauer, Marianne (1920–1997), österreichische Schauspielerin
- Schönauer, Thomas (* 1953), deutscher bildender Künstler

### Schonb
- Schönbach, Anton Emanuel (1848–1911), österreichischer Germanist und Literaturwissenschaftler
- Schönbach, Dieter (1931–2012), deutscher Komponist und Regisseur
- Schönbach, Hans (1910–1984), deutscher Forstingenieur und Hochschullehrer
- Schönbach, Kay-Achim (* 1965), deutscher Vizeadmiral und Politiker (Bündnis Deutschland, CDU)Kay-Achim Schönbach (* 1965)

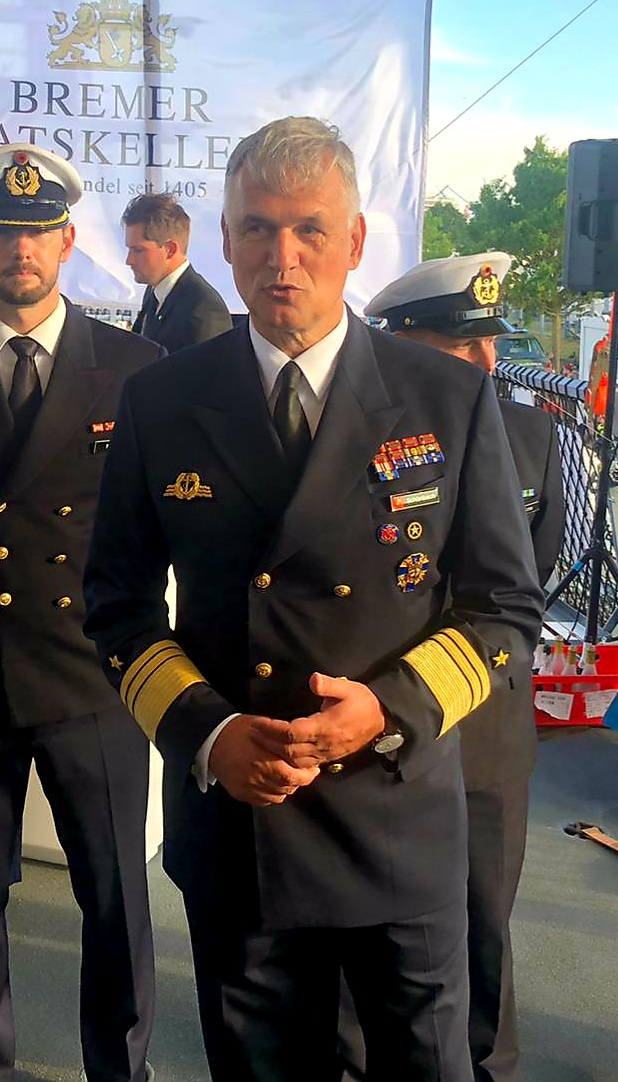
Kay-Achim Schönbach (* 1965)

- Schönbach, Klaus (* 1949), deutscher Kommunikations- und Medienwissenschaftler
- Schönbach, Kurt (* 1893), deutscher Unternehmer und Naturschützer
- Schönbach, Leo (1892–1945), deutscher Musiker und Kapellmeister
- Schönbach, Patrick (* 1971), deutscher Komponist
- Schönbach, Peter (1928–2004), deutscher Sozialpsychologe und Hochschullehrer
- Schönbacher, Gerhard (* 1954), österreichischer Radrennfahrer
- Schönbächler, Andreas (* 1966), Schweizer Skisportler
- Schönbächler, Daniel (1942–2023), Schweizer römisch-katholischer Ordenspriester, Abt des Klosters Disentis
- Schönbächler, Erich (1935–2022), Schweizer Biathlet
- Schönbächler, Hermann (* 1966), Schweizer Forstwart und Sportholzfäller
- Schönbächler, Konstantin (1925–1994), Schweizer Ländlermusiker
- Schönbächler, Marco (* 1990), Schweizer Fußballspieler
- Schönbächler, Maria (* 1969), Schweizer Geologin und Hochschullehrerin
- Schönbächler, Martina (* 1965), Schweizer Skilangläuferin
- Schönbächler, Patrick (* 1968), Schweizer Politiker und Jurist
- Schönbächler, Viktor (1913–1996), Schweizer Benediktiner und Abt von Disentis
- Schönbauer, Ernst (1885–1966), österreichischer Rechtswissenschaftler und Politiker (LBd), Abgeordneter zum Nationalrat
- Schönbauer, Franz (1886–1932), österreichischer Mediziner
- Schönbauer, Leopold (1888–1963), österreichischer Mediziner und Politiker (ÖVP), Abgeordneter zum Nationalrat
- Schönbeck, Charlotte (1936–2019), deutsche Wissenschaftshistorikerin
- Schönbeck, Florian (* 1974), deutscher Zehnkämpfer
- Schönbeck, Franz (1931–2010), deutscher Politiker (SED), OB von Schwerin
- Schönbeck, Hans-Erdmann (1922–2022), deutscher Automobilmanager
- Schönbeck, Rudolf (1919–2003), deutscher Fußballspieler
- Schönbein, Christian Friedrich (1799–1868), deutsch-schweizerischer Chemiker
- Schönberg, Abraham von (1640–1711), sächsischer Reformer des Bergbaus und Hüttenwesens
- Schonberg, Adam, US-amerikanischer Kameramann und Schauspieler
- Schönberg, Adam Friedrich von (1654–1707), kurfürstlich-sächsischer Geheimer Rat und Kammerherr sowie Rittergutsbesitzer
- Schönberg, Adam Friedrich von (1688–1751), königlich-polnischer und kurfürstlich-sächsischer wirklicher Geheimer Rat und Obersteuereinnehmer sowie Rittergutsbesitzer
- Schönberg, Adam Rudolph von (1712–1795), kursächsischer Generalpostmeister
- Schönberg, Alexander (1892–1985), deutscher Chemiker und Hochschullehrer
- Schönberg, Alfons Diener von (1879–1936), deutscher Familien- und Heimatforscher
- Schönberg, Andreas von († 1587), kursächsischer Lehnsmann
- Schönberg, Andreas von (1600–1688), kursächsischer Geheimer und Kriegsrat, Generalwachtmeister und Oberkommandant
- Schönberg, Antonius von (1588–1638), sachsen-altenburgischer Kammer- und Hofrat sowie Rittergutsbesitzer
- Schönberg, Arnold (1874–1951), österreichischer Komponist, Musiktheoretiker, Kompositionslehrer, Maler, Dichter und ErfinderArnold Schönberg (1874–1951)

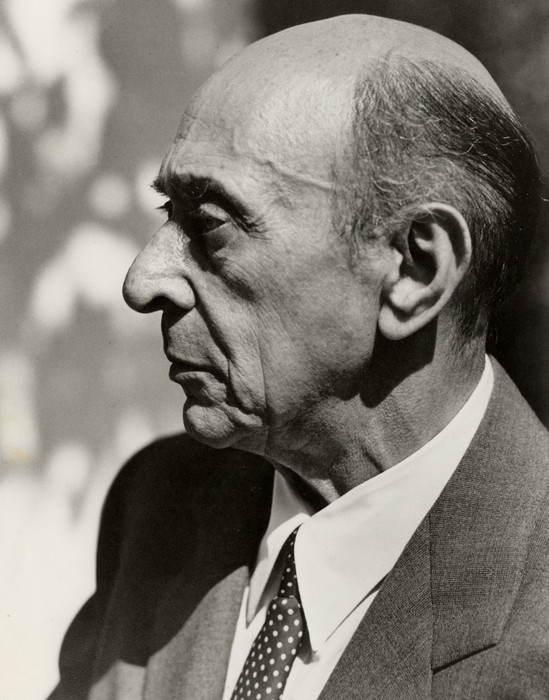
Arnold Schönberg (1874–1951)

- Schönberg, Arthur (1874–1943), österreichischer Maschinenbauingenieur, Mitinitiator des Deutschen Museums in München
- Schönberg, August Leberecht (1761–1825), deutscher Kaufmann
- Schönberg, Bernhard von (1827–1902), deutscher Verwaltungsjurist in Sachsen
- Schönberg, Bessie (1906–1997), amerikanische Tänzerin, Choreografin, Tanzpädagogin des Modern Dance
- Schönberg, Carl August von (1725–1806), kurfürstlich-sächsischer Kammerherr, Obersteuerdirektor und Rittergutsbesitzer
- Schönberg, Carl Heinrich Wilhelm (1805–1865), deutscher Bibliothekar und Schriftsteller
- Schönberg, Caspar Abraham von (1637–1703), fürstlich-sachsen-weißenfelsischer Geheimer Rat und Kanzler sowie Rittergutsbesitzer
- Schönberg, Caspar Carl Philipp Utz von (1804–1864), deutscher Rittergutsbesitzer und Politiker
- Schönberg, Caspar Friedrich von (1826–1903), königlich sächsischer Generalleutnant
- Schönberg, Caspar Rudolph von (1572–1628), Beamter im Dienste der sächsischen Kurfürsten Johann Georg I.
- Schönberg, Caspar von († 1463), Bischof von Meißen
- Schönberg, Caspar von (1540–1599), französischer General
- Schönberg, Caspar von (1570–1629), kursächsischer Politiker
- Schönberg, Caspar von (1621–1676), sächsischer Oberberg- und Amtshauptmann
- Schönberg, Caspar von (1679–1733), deutscher königlich-polnischer und kurfürstlich-sächsischer Kammerherr und Rittergutsbesitzer
- Schönberg, Christian Johann von (1608–1672), kurfürstlich-sächsischer Geheimer Rat und Landesältester der Oberlausitz
- Schönberg, Christoph von (1554–1608), sächsischer Berghauptmann
- Schönberg, Claude-Michel (* 1944), französischer Musical-KomponistClaude-Michel Schönberg (* 1944)

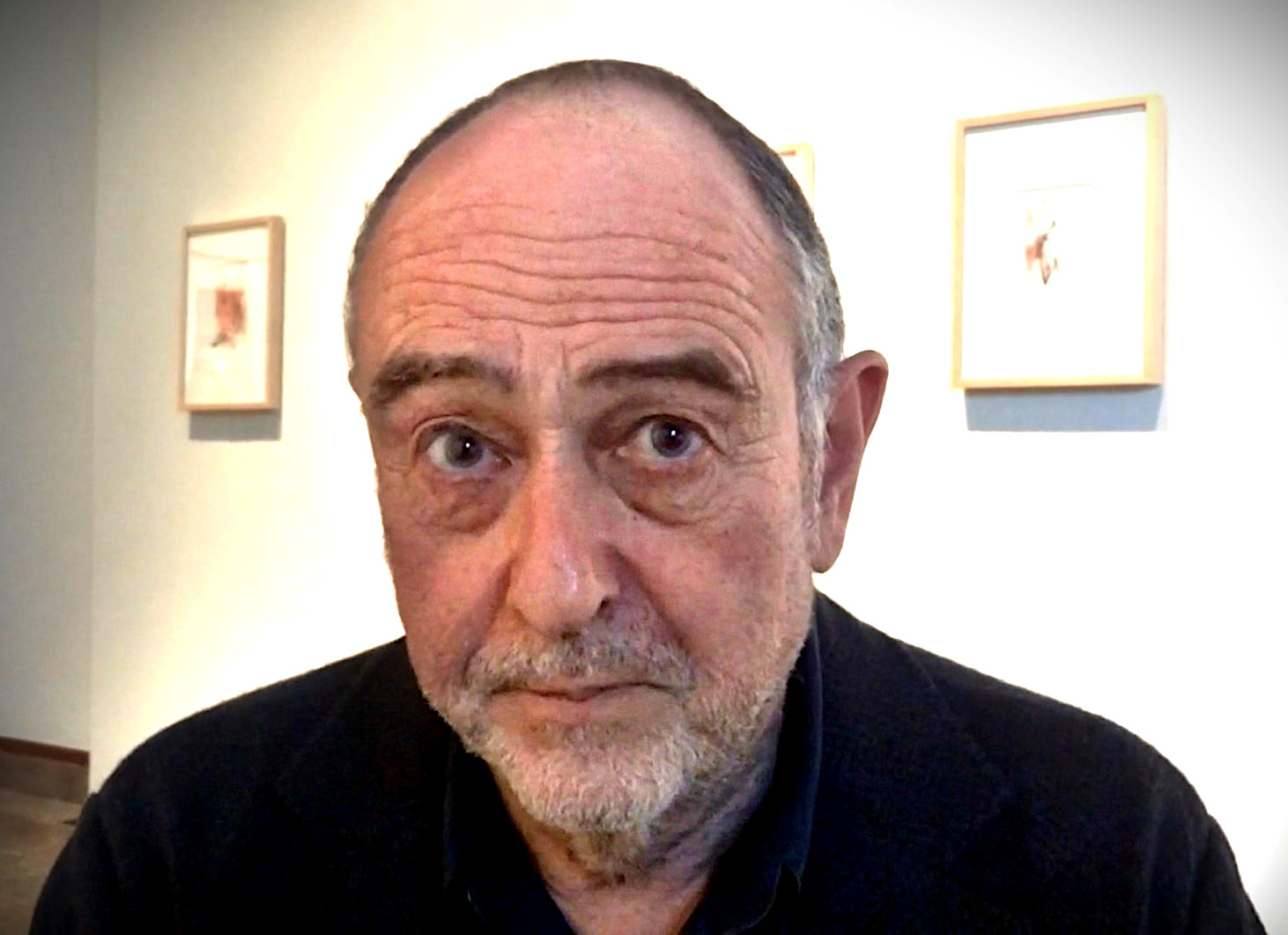
Claude-Michel Schönberg (* 1944)

- Schönberg, Curt Adolph Dietrich von (1749–1799), kurfürstlich-sächsischer Kammerherr und Rittergutsbesitzer
- Schönberg, Curt Alexander von (1703–1761), kursächsischer Kammerherr und Oberberghauptmann
- Schönberg, Donald von (1854–1926), deutscher Rittergutsbesitzer und Hofbeamter
- Schönberg, Ewald (1882–1949), deutscher Maler der Neuen Sachlichkeit
- Schönberg, Ferdinand Ludwig Christian von (1750–1829), kursächsischer Amtshauptmann und deutscher Rittergutsbesitzer
- Schönberg, Franz von (1795–1861), deutscher Kammerherr und Rittergutsbesitzer
- Schönberg, Franz von (1855–1916), sächsischer Generalleutnant
- Schönberg, Friedrich Alexander von (1754–1803), kurfürstlich-sächsischer Kammerherr, Obersteuerdirektor und Rittergutsbesitzer
- Schönberg, Fritz (1878–1968), deutscher Diplomat
- Schönberg, Georg Friedrich von (1586–1650), sächsischer Berg- und Amtshauptmann
- Schönberg, Gotthelf Friedrich von (1631–1708), kursächsischer Kammerherr
- Schönberg, Gotthelf Friedrich von (1681–1745), kursächsischer Kammerherr
- Schönberg, Gustav von (1839–1908), deutscher Nationalökonom
- Schönberg, Hans Dietrich von (1623–1682), sachsen-altenburgischer Geheimer Rat und Kanzler sowie Rittergutsbesitzer
- Schönberg, Hans Eberhard von (1839–1883), sächsischer Rittergutsbesitzer und Politiker
- Schönberg, Hans Friedrich von (1655–1676), kurfürstlich-sächsischer Truchsess und Rittergutsbesitzer
- Schönberg, Hans Meinhard von (1582–1616), kurpfälzischer und kurbrandenburgischer Feldobrister und Hofmeister des Kurfürsten Friedrich V. von der Pfalz
- Schönberg, Hans Wolf von (1539–1603), kursächsischer Politiker
- Schönberg, Hans Wolf von (1587–1645), deutscher Landeshauptmann der Oberlausitz
- Schönberg, Hans Wolf von (1648–1712), sachsen-weißenfelsischer Oberhofmarschall, Landkammerrat und Rittergutsbesitzer
- Schonberg, Harold C. (1915–2003), US-amerikanischer Journalist und Musikkritiker
- Schönberg, Heinrich (1818–1850), sächsischer Hütteningenieur, Eisenwerkbesitzer und Politiker
- Schönberg, Heinrich (1870–1919), deutscher Gewerkschafter
- Schönberg, Heinrich von (1549–1616), kurfürstlich-sächsischer Rat, Amtshauptmann sowie Rittergutsbesitzer
- Schönberg, Heinrich Wilhelm von (1723–1763), königlich-polnischer und kurfürstlich-sächsischer Kreishauptmann und Rittergutsbesitzer
- Schönberg, Helena Dorothea von (1729–1799), deutsche Rittergutsherrin und Unternehmerin
- Schønberg, Ib (1902–1955), dänischer Schauspieler
- Schönberg, Jakob (1900–1956), deutscher Komponist und Musikwissenschaftler
- Schönberg, Johann Friedrich von (1543–1614), Schriftsteller
- Schönberg, Johann III. von († 1517), Bischof von Naumburg
- Schönberg, Karl von (1872–1914), deutscher Marineoffizier der Kaiserlichen Marine
- Schönberg, Kurt (1877–1948), deutscher Verwaltungsjurist und Landrat
- Schönberg, Kurt von (1862–1938), sächsischer Oberst
- Schönberg, Leo (1928–2015), deutscher Jurist und Politiker (CDU), MdL
- Schönberg, Lorenz von († 1588), kurfürstlich-sächsischer Berghauptmann und Rittergutsbesitzer
- Schönberg, Margarethe von († 1580), sächsische Adlige und Wohltäterin
- Schönberg, Meinhard von (1530–1596), kurpfälzischer Feldmarschall und Amtmann zu Bacharach
- Schönberg, Moritz Haubold von (1770–1860), Oberpräsident der preußischen Provinzen Schlesien und Pommern
- Schönberg, Nicol von (1603–1659), kurfürstlich-sächsischer Ober- und Kreissteuereinnehmer sowie Rittergutsbesitzer
- Schönberg, Nikolaus von (1472–1537), deutscher Erzbischof, Theologe
- Schönberg, Otto Ludwig Christof von (1824–1916), sächsischer Landtagsabgeordneter, Kammerherr und Rittergutsbesitzer
- Schönberg, Otto-Friedrich von (1924–2008), deutscher Politiker (DP, CDU), MdL
- Schönberg, Rudolph Dietrich von († 1789), kursächsischer Kammerherr
- Schönberg, Salomon (1879–1958), Schweizer Gerichtsmediziner
- Schönberg, Stefan (* 1969), deutscher Mediziner und Hochschullehrer
- Schönberg, Stig Gustav (* 1933), schwedischer Komponist und Organist
- Schönberg, Walter von (1861–1926), preußischer Generalmajor
- Schönberg, Wolf Christian von (1727–1786), kurfürstlich-sächsischer Landeshauptmann der Oberlausitz
- Schönberg, Wolf Rudolph von (1668–1735), kursächsischer Kammerherr und Amtshauptmann
- Schönberg, Wolf von (1518–1584), Feldherr und Beamter im Dienste der sächsischen Kurfürsten Johann Friedrich, Moritz und August
- Schönberg, Wolfgang Georg von (1477–1546), deutscher Feldmarschall, Hauptmann und Deutschordensritter
- Schönberger, Albert (* 1949), deutscher Organist und Kirchenmusiker
- Schönberger, Albrecht (1927–2011), deutscher Zahnmediziner und Hochschullehrer
- Schönberger, Alwin (* 1968), österreichischer Wissenschaftsjournalist und Autor
- Schönberger, Andreas (1885–1937), russlanddeutscher römisch-katholischer Geistlicher und Märtyrer
- Schönberger, Angela (* 1945), deutsche Kunsthistorikerin
- Schönberger, Anton (1830–1871), österreichischer Mundartschriftsteller und Malermeister
- Schönberger, Arno (1915–1993), deutscher Kunsthistoriker
- Schönberger, Axel (* 1963), deutscher Sprachwissenschaftler
- Schönberger, Belinda (* 1991), österreichische Eiskunstläuferin
- Schönberger, Christoph (* 1966), deutscher Rechtswissenschaftler und Hochschullehrer
- Schönberger, Dieter (* 1972), deutscher Fußballspieler
- Schönberger, Dirk (* 1972), deutscher Kommunalpolitiker (parteilos), Oberbürgermeister von Remseck am Neckar
- Schönberger, Elke (* 1966), österreichische Künstlerin
- Schönberger, Eugen (1871–1970), deutscher Fabrikant
- Schönberger, Franz Anton (1811–1886), österreichischer Geschäftsmann und Kaufmann
- Schönberger, Georg (1596–1645), deutscher Jesuit und Mathematiker
- Schönberger, Georg (1838–1923), Landtagsabgeordneter Großherzogtum Hessen
- Schönberger, Georg (1936–2017), deutscher Künstler
- Schönberger, Günther (* 1952), österreichischer Musiker und Winzer
- Schönberger, Hans (1916–2005), deutscher Archäologe und Hochschullehrer
- Schönberger, Heinz (1926–2011), deutscher Jazzmusiker und Orchesterleiter
- Schönberger, Heinz (* 1949), deutscher Fußballspieler
- Schönberger, Hugo (1838–1900), österreichischer Exportkaufmann und Handelsrepräsentant
- Schönberger, Irina (* 1994), deutsche Boxerin
- Schönberger, Jenő (* 1959), rumänischer Geistlicher, römisch-katholischer Bischof von Satu Mare, Rumänien
- Schönberger, Joseph (1775–1832), Landrat
- Schönberger, Karl Julius (1804–1884), deutscher Politiker
- Schönberger, Lorenz (* 1768), österreichischer Landschaftsmaler und Radierer
- Schönberger, Margit (1948–2024), deutsche Journalistin und Sachbuchautorin
- Schönberger, Marlene (* 1990), deutsche Politikerin (Bündnis 90/Die Grünen)Marlene Schönberger (* 1990)

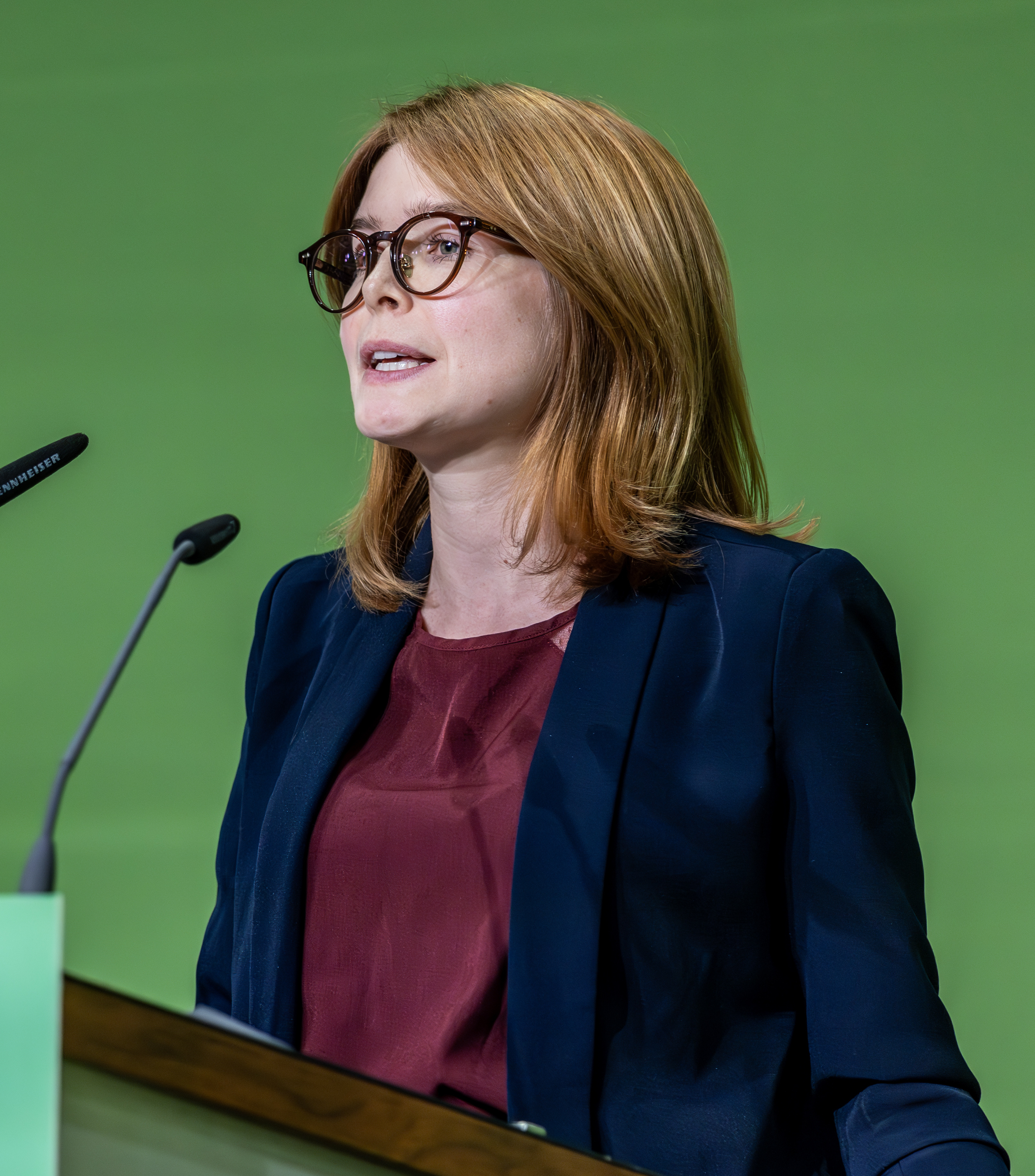
Marlene Schönberger (* 1990)

- Schönberger, Otto (* 1926), deutscher Altphilologe und Didaktiker
- Schönberger, Rolf (* 1954), deutscher Philosoph und Hochschullehrer
- Schönberger, Sandro (* 1987), deutscher Eishockeyspieler
- Schönberger, Sebastian (* 1994), österreichischer Radrennfahrer
- Schönberger, Sophie (* 1979), deutsche Rechtswissenschaftlerin
- Schönberger, Sybille (* 1977), deutsche Köchin
- Schönberger, Thomas (* 1986), österreichischer Fußballspieler und -trainer
- Schönberger, Ursula (* 1962), deutsche Politikerin (Bündnis 90/Die Grünen), MdB
- Schönberger, Victor von (1844–1893), österreichischer Exportkaufmann und Handelsrepräsentant
- Schönberner, Herbert (* 1949), deutscher Koch
- Schönbichler, Gerta (1932–2004), österreichische Politikerin (ÖVP) und Geschäftsfrau
- Schönböck, Karl (1909–2001), österreichischer Schauspieler
- Schönbohm, Arne (* 1969), deutscher Manager und Behördenleiter
- Schönbohm, Jörg (1937–2019), deutscher Politiker (CDU), MdL, Landesminister in Brandenburg, Senator in BerlinJörg Schönbohm (1937–2019)

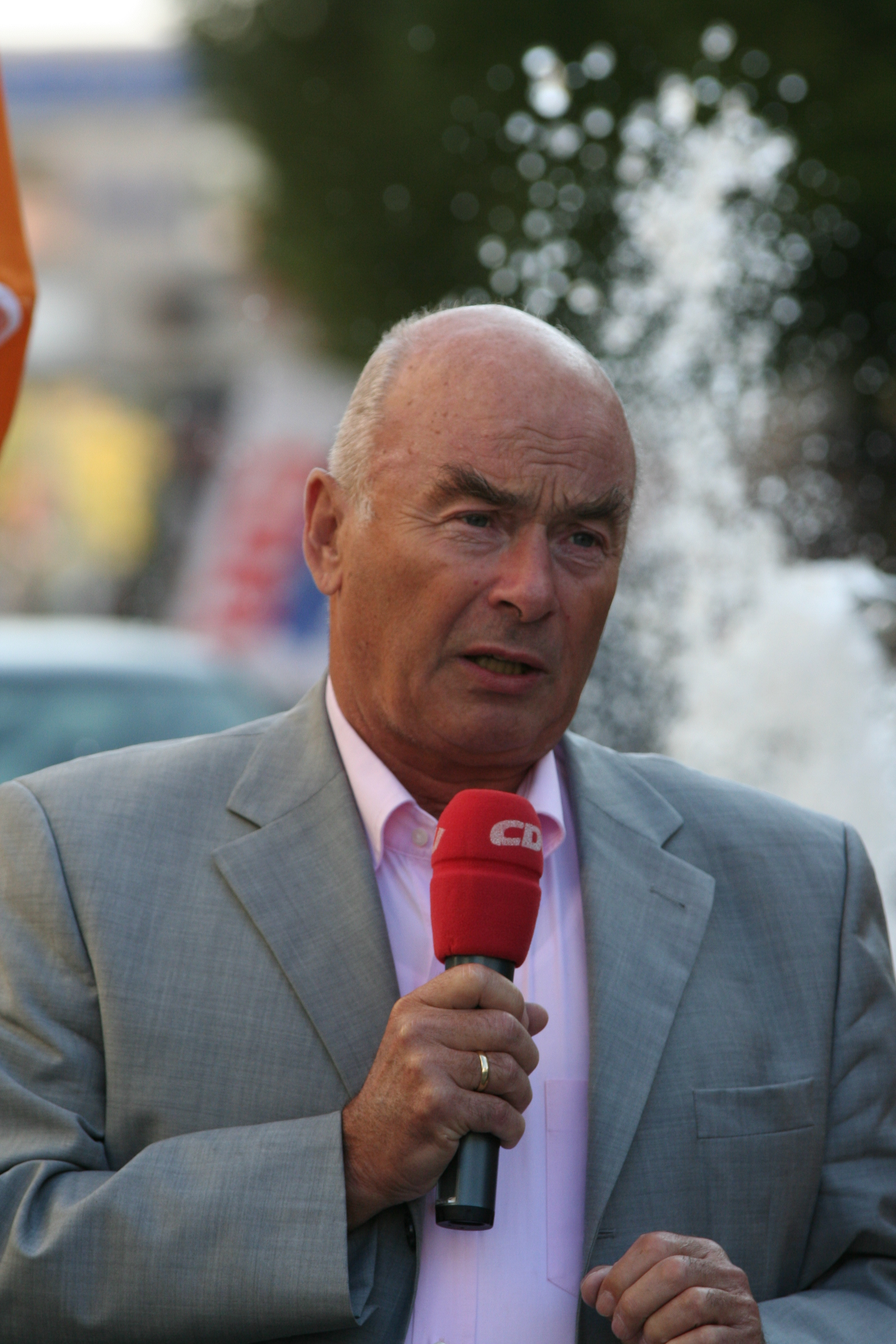
Jörg Schönbohm (1937–2019)

- Schönbohm, Kurt (1908–1997), deutscher Gartenarchitekt, Leiter des Grünflächenamtes Köln (1951–1973)
- Schönbohm, Wulf (1941–2021), deutscher Politiker (CDU) und Autor
- Schönborn, Adolf (* 1924), deutscher Fußballspieler
- Schönborn, Alexander von (1924–2011), deutscher Forstbiologe
- Schönborn, Anna (1880–1957), deutsche Oberstudiendirektorin, Schulleiterin, Mitbegründerin des Deutschen Akademikerinnenbundes
- Schönborn, August (1827–1902), deutsch-amerikanischer Architekt
- Schönborn, Bartholomäus (1530–1585), deutscher Mathematiker, Astronom, Philologe, Physiker und Mediziner
- Schönborn, Christoph (* 1945), österreichischer Erzbischof und Kardinal
- Schönborn, Clemens (* 1967), deutscher Regisseur und Drehbuchautor
- Schönborn, Eleonore (1920–2022), österreichische Prokuristin, Mutter von Christoph Kardinal Schönborn
- Schönborn, Erich (1886–1971), deutscher Offizier, Zeitungsredakteur und Fachamtsleiter Tennis im Nationalsozialistischen Reichsbund für Leibesübungen
- Schönborn, Erwein Damian Hugo von (1812–1881), österreichischer Großgrundbesitzer, Mitglied des Herrenhauses des Reichsrates
- Schönborn, Erwin (1914–1989), deutscher Verleger
- Schönborn, Eugen Franz Erwein von (1727–1801), k.k. wirklicher Geheimer Rat und Oberst-Erbtruchseß von Österreich
- Schönborn, Franz Georg von (1682–1756), Kurfürst von Trier, Fürstabt von Prüm, Fürstbischof von Worms, Fürstpropst von Ellwangen
- Schönborn, Franziskus von Paula (1844–1899), Bischof von Budweis, Erzbischof von Prag und Kardinal
- Schönborn, Friedrich von (1841–1907), österreichischer Politiker
- Schönborn, Gottlob Friedrich Ernst (1737–1817), deutscher Diplomat
- Schönborn, Hugo-Damian (1916–1979), österreichischer Deserteur der Wehrmacht und politischer Aktivist
- Schönborn, Johann Georg von († 1587), Johanniterritter
- Schönborn, Johann Philipp Franz von (1673–1724), Fürstbischof von Würzburg
- Schönborn, Johann Philipp von (1605–1673), Erzbischof von Mainz, Bischof von Würzburg
- Schönborn, Karl (1840–1906), deutscher Chirurg und Hochschullehrer
- Schönborn, Karl von (1840–1908), österreichischer Politiker und Großgrundbesitzer
- Schönborn, Lothar Franz von (1655–1729), Bischof von Bamberg (1693–1729) und Erzbischof von Mainz (1694–1729)Lothar Franz von Schönborn (1655–1729)

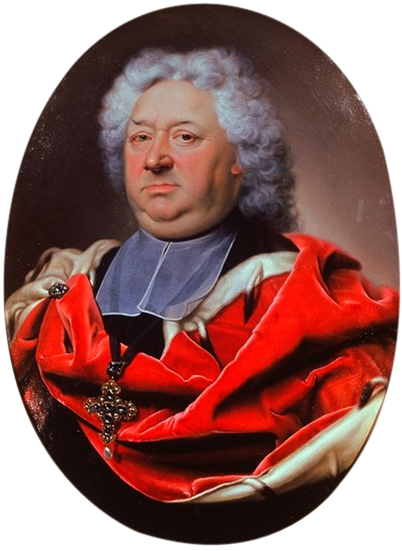
Lothar Franz von Schönborn (1655–1729)

- Schönborn, Max-Josef (* 1994), deutscher Szenenbildner
- Schönborn, Meinolf (* 1955), deutscher Rechtsextremist, Mitgründer und Anführer der verbotenen Neonazi-Partei Nationalistische Front, zentrale Person der Reichsbürgerbewegung
- Schönborn, Michael (* 1954), österreichischer Schauspieler
- Schönborn, Olaf (* 1967), deutscher Jazzmusiker (Saxophone)
- Schönborn, Philipp Erwein von (1607–1668), Reichserzkanzler
- Schönborn, Rainer (* 1941), deutscher Fußballspieler
- Schönborn, Rainer (* 1962), deutscher Eiskunstläufer
- Schönborn, Ralf (* 1966), deutscher Politiker (AfD), MdL
- Schönborn, Richard (1878–1957), deutscher Politiker (Zentrum, CDU), MdR, MdA
- Schönborn, Rudolf Franz Erwein von (1677–1754), deutscher Politiker, Diplomat und Komponist
- Schönborn, Tim (* 1990), deutscher Basketballspieler
- Schönborn-Buchheim, Damian Hugo Philipp von (1676–1743), Kardinal und Fürstbischof von Speyer und Konstanz
- Schönborn-Buchheim, Friedrich Karl von (1674–1746), Fürstbischof von Würzburg und Bamberg und Reichsvizekanzler in WienFriedrich Karl von Schönborn-Buchheim (1674–1746)

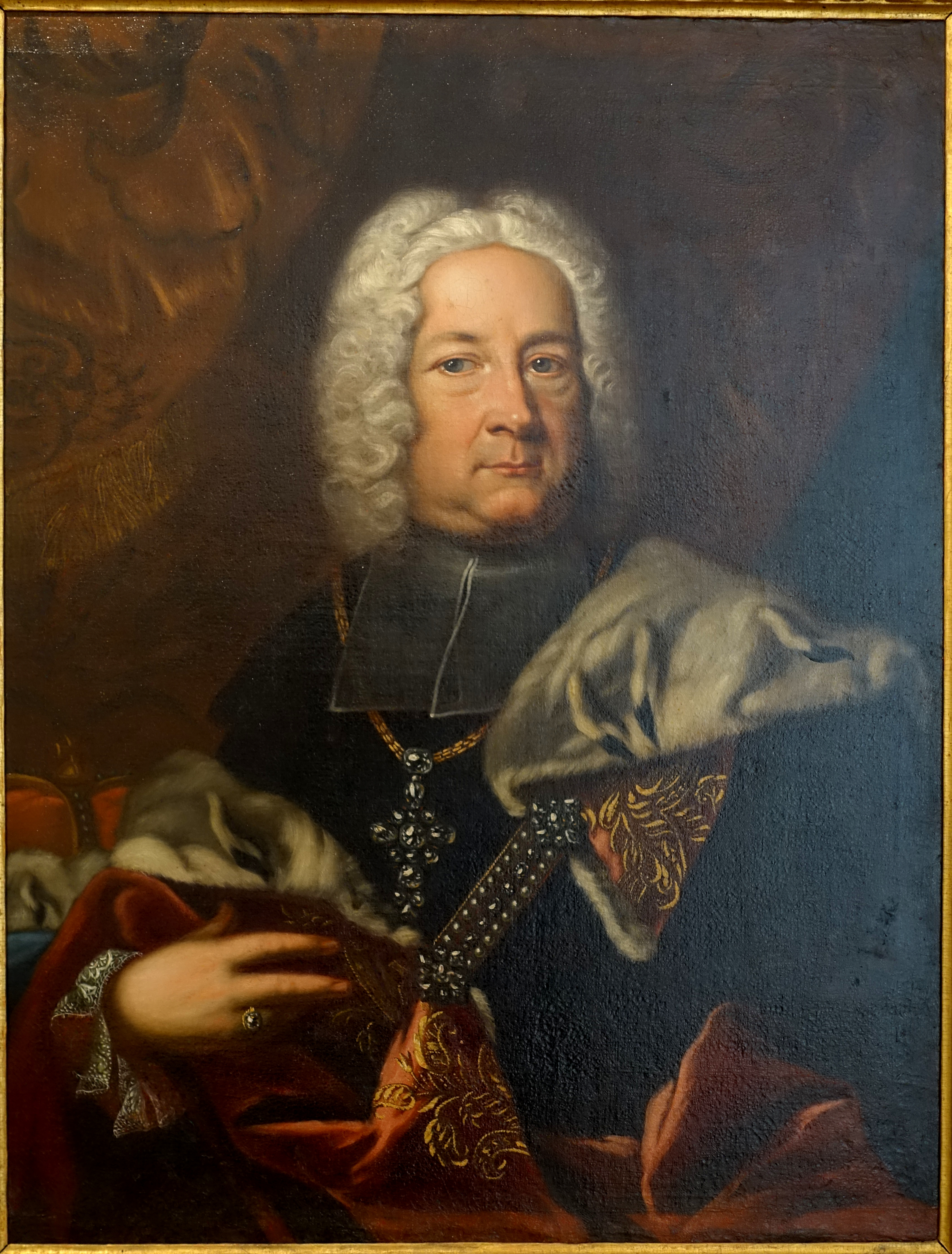
Friedrich Karl von Schönborn-Buchheim (1674–1746)

- Schönborn-Buchheim, Melchior Friedrich von (1644–1717), deutscher Adliger, kaiserlicher Geheimrat und Kämmerer sowie kurmainzischer Staatsminister
- Schönborn-Wiesentheid, Clemens August von (1810–1877), deutscher Politiker, Reichsrat und Politiker (Zentrum), MdR
- Schönborn-Wiesentheid, Franz Erwein von (1776–1840), deutscher Kunstsammler, Erbauer des Schlosses Gaibach
- Schönborn-Wiesentheid, Friedrich Carl von (1847–1913), deutscher Politiker (Zentrum), MdR
- Schönborn-Wiesentheid, Hugo Damian Erwein von (1738–1817), deutscher Landesherr
- Schönborn-Wiesentheid, Joseph Franz Bonaventura von (1708–1772), deutscher Landesherr, Viztum, Geheimer Rat
- Schönbrodt-Rühl, Martin (1904–1965), deutscher Verleger, Buchdrucker und Schriftsetzer
- Schönbrunn, Sina (* 1976), deutsche Politikerin (SPD) und Landtagsabgeordnete in Brandenburg
- Schönbrunn, Walter (1889–1960), deutscher Germanist, Altphilologe und Pädagoge
- Schönbrunner, Franz Xaver (1845–1903), österreichischer Maler
- Schönbrunner, Georg († 1568), Offizier, Landvogt und Zuger Ratsherr
- Schönbrunner, Heinrich (1498–1537), Zuger Ratsherr, Vogt und Offizier
- Schönbrunner, Ignaz (1835–1900), österreichischer Maler
- Schönbrunner, Ignaz der Jüngere (1871–1963), österreichischer Maler
- Schönbrunner, Josef (1831–1905), österreichischer Maler, Illustrator, Restaurator und Museumsbeamter
- Schönbrunner, Karl (1832–1877), österreichischer Maler
- Schönbrunner, Oskar (1908–2004), deutscher Militär, Gerechter unter den Völkern
- Schönbucher, Axel (1945–2025), deutscher Chemiker und Hochschullehrer
- Schönburg, Albert von (1761–1841), deutscher Adeliger und Politiker
- Schönburg, Friedrich von, sächsisch-böhmischer Adeliger
- Schönburg, Heinrich von (1794–1881), Besitzer der Herrschaften Hinterglauchau und Rochsburg, Abgeordneter im Sächsischen Landtag
- Schönburg, Johann Karl von († 1640), Oberamtmann in Königstein
- Schönburg, Johann von († 1555), Bischof von Gurk (1552–1555)
- Schönburg, Ludwig von (1762–1842), bayerischer Generalmajor
- Schönburg, Otto Victor I. von (1785–1859), Fürst von Schönburg und sächsischer Landtagsabgeordneter
- Schönburg, Otto Victor II. von (1882–1914), Fürst von Schönburg-Waldenburg
- Schönburg, Wolf II. von (1532–1581), deutscher Adliger
- Schönburg-Glauchau, Alexander Graf von (* 1969), deutscher Journalist und Schriftsteller
- Schönburg-Glauchau, Joachim Graf von (1929–1998), deutscher Politiker (CDU), MdB
- Schönburg-Glauchau, Joachim von (1873–1943), deutscher Adeliger und PolitikerJoachim von Schönburg-Glauchau (1873–1943)

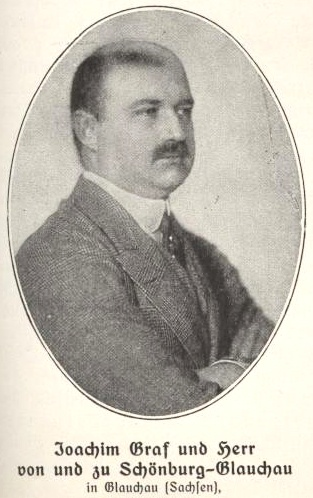
Joachim von Schönburg-Glauchau (1873–1943)

- Schönburg-Glauchau, Maya Felicitas Gräfin von (1958–2019), deutsche Persönlichkeit des öffentlichen Lebens
- Schönburg-Hartenstein, Alexander von (1826–1896), österreichisch-ungarischer Diplomat, Politiker und Gutsbesitzer
- Schönburg-Hartenstein, Alois (1858–1944), österreichischer Generaloberst und Verteidigungsminister
- Schönburg-Hartenstein, Eduard von (1787–1872), Mitglied des Herrenhauses und Begründer der Linie Schönburg-Hartenstein
- Schönburg-Rochsburg, Heinrich Ernst von (1760–1825), deutscher Landwirt und Schafzüchter
- Schönburg-Waldenburg, Georg von (1828–1900), sächsischer General der Kavallerie
- Schönburg-Waldenburg, Günther von (1887–1960), Fürst von Schönburg-Waldenburg
- Schönburg-Waldenburg, Hermann von (1865–1943), deutscher Diplomat, Fideikommissherr und Rittergutsbesitzer
- Schönburg-Waldenburg, Hugo zu (1822–1897), preußischer General der Infanterie
- Schönburg-Waldenburg, Otto Friedrich von (1819–1893), Fürst von Schönburg und sächsischer Landtagsabgeordneter
- Schönburg-Waldenburg, Sophie von (1885–1936), deutsche Adelige, Fürstin von Albanien, SängerinSophie von Schönburg-Waldenburg (1885–1936)

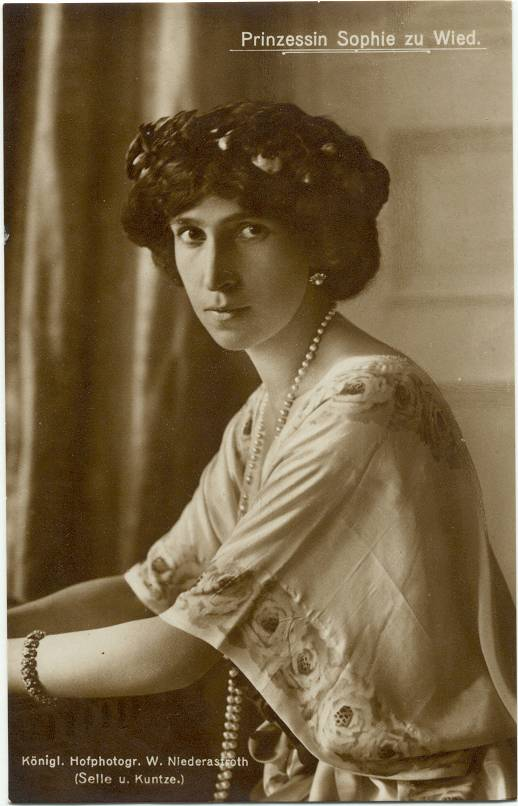
Sophie von Schönburg-Waldenburg (1885–1936)

### Schonc
- Schönchen, Amalie (1836–1905), deutsche Sängerin (Mezzosopran und Alt) und Volksschauspielerin
- Schonckert, Laurent (* 1958), luxemburgischer Fußballspieler

### Schond
- Schondau, Volker (* 1959), deutscher Radrennfahrer
- Schondelmayer, John (* 1971), deutscher Langstreckenläufer
- Schöndorf, Anton (1904–2007), deutscher Jurist und Kommunalpolitiker
- Schöndorf, Erich (1947–2023), deutscher Staatsanwalt und Professor für Umweltstrafrecht an der Fachhochschule Frankfurt
- Schöndorf, Friedrich (1884–1941), deutscher Geologe und Hochschullehrer
- Schöndorf, Harald (* 1944), deutscher Ordensgeistlicher, Philosoph und Hochschullehrer
- Schondorf, Paul (1873–1949), deutscher Architekt und Baubeamter
- Schöndorf-Haubold, Bettina (* 1972), deutsche Rechtswissenschaftlerin und Hochschullehrerin
- Schöndorfer, Manfred (* 1948), deutscher Ringer
- Schöndorff, Albert (1870–1942), deutscher Unternehmer und Kommunalpolitiker in Düsseldorf
- Schöndorff, Hermann (1868–1936), deutscher Unternehmer und Kommerzienrat
- Schöndube, Claus (1927–2007), deutscher Journalist
- Schöndube, Wilhelm (1892–1985), deutscher Arzt und Fechter

### Schone
- Schöne, Albrecht (1925–2025), deutscher Germanist und emeritierter Hochschullehrer
- Schöne, Alfons, deutscher Fechter und Olympiateilnehmer
- Schöne, Alfred (1836–1918), deutscher Klassischer Philologe und Literaturhistoriker
- Schöne, Barbara (* 1947), deutsche Schauspielerin und Sängerin
- Schöne, Bernd (1940–2009), deutscher Volkskundler
- Schöne, Bruno (* 1878), deutscher Landwirtschaftspolitiker
- Schöne, Christian (* 1979), deutscher Musicaldarsteller und SchauspielerChristian Schöne (* 1979)

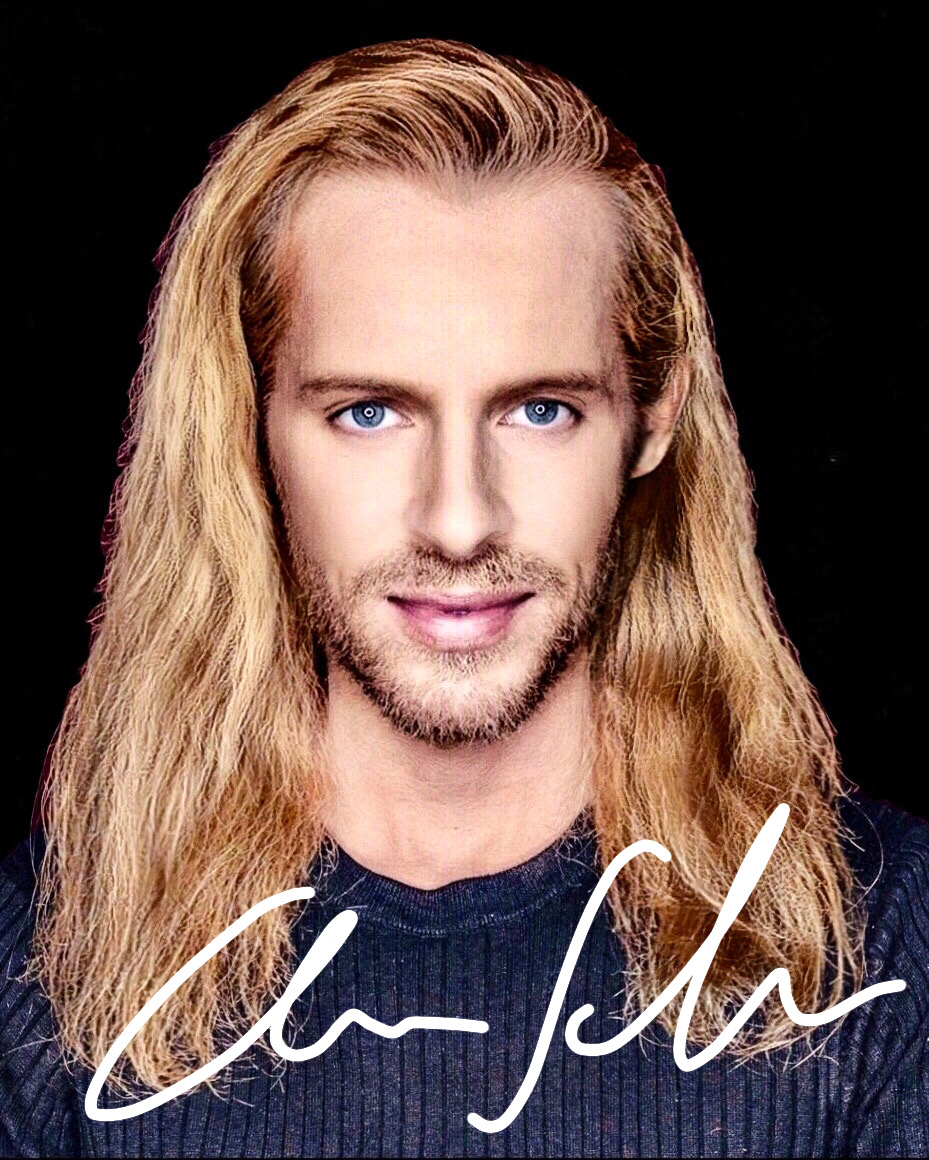
Christian Schöne (* 1979)

- Schöne, Christian (* 1981), deutscher Handballspieler
- Schöne, Christian Hermann (1763–1822), deutscher Jurist und Bremer Bürgermeister
- Schöne, Clara (* 1993), deutsche Fußballspielerin und -trainerin
- Schöne, Dorothea (* 1977), deutsche Kunsthistorikerin
- Schöne, Emil (* 1871), deutscher Gymnasiallehrer
- Schöne, Friedrich (1882–1963), deutscher Jurist, Verwaltungsbeamter und Landrat
- Schöne, Friedrich Gotthold (1806–1857), deutscher Gymnasiallehrer und Altphilologe
- Schöne, Georg (1875–1960), deutscher Chirurg und Hochschullehrer
- Schöne, Gerhard (* 1952), deutscher LiedermacherGerhard Schöne (* 1952)

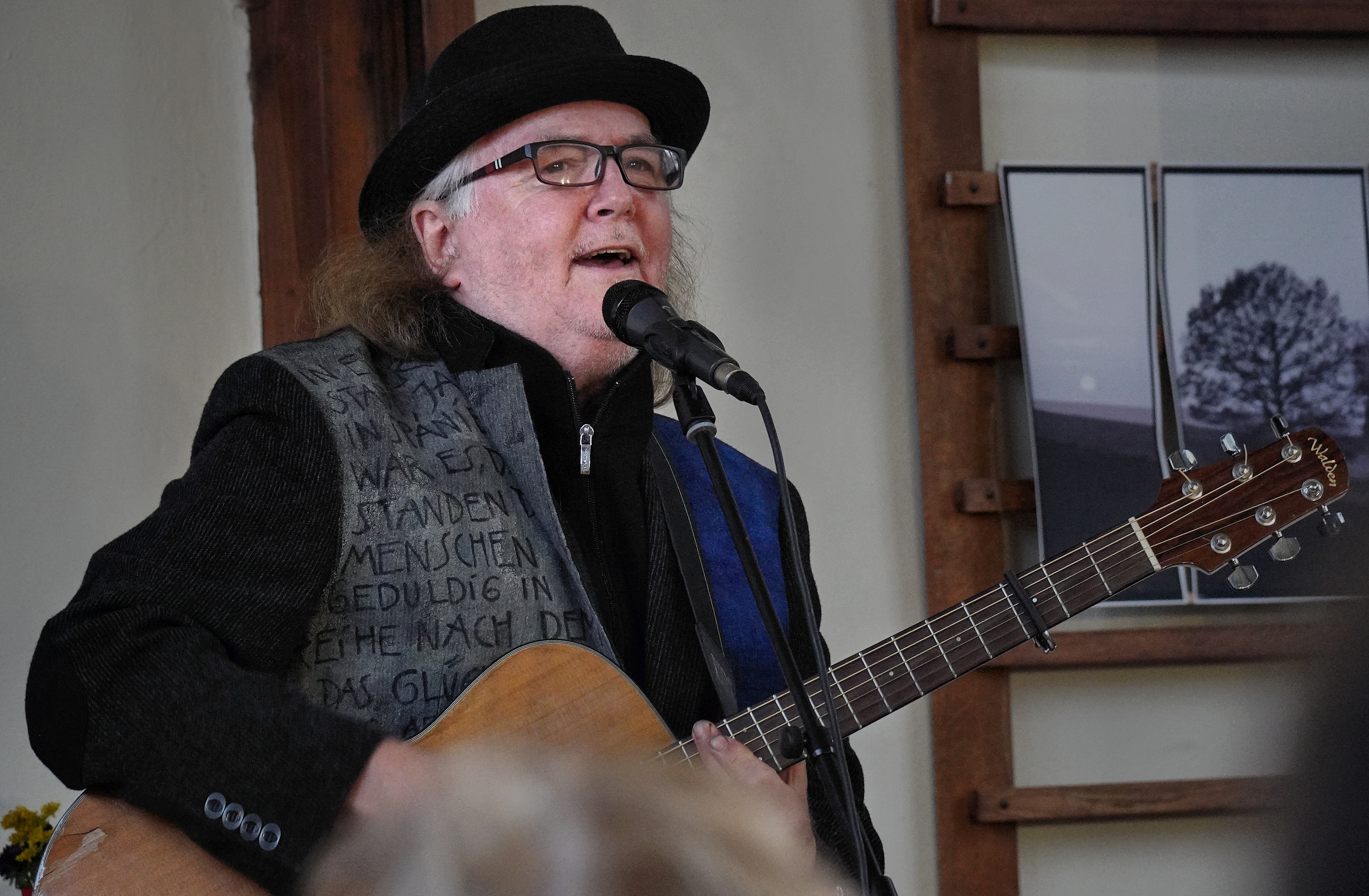
Gerhard Schöne (* 1952)

- Schöne, Günter (1904–1986), deutscher Dramaturg, Theaterwissenschaftler und Museumsdirektor
- Schöne, Günther (1901–1985), deutscher Politiker (CDU)
- Schöne, Hans-Dieter (* 1942), deutscher Organist und Kirchenmusikdirektor
- Schöne, Helmar (* 1966), deutscher Politikwissenschaftler und Hochschullehrer
- Schöne, Heralt (* 1963), deutscher Ingenieurwissenschaftler und Hochschullehrer
- Schöne, Hermann (1836–1902), deutscher Schauspieler
- Schöne, Hermann (1870–1941), deutscher Klassischer Philologe
- Schöne, Hermann (1888–1945), deutscher Soldat und Widerstandskämpfer
- Schöne, Hermann (1894–1982), deutscher Architekt
- Schöne, Horst (* 1943), deutscher Autorennfahrer
- Schöne, Irene, deutsche Wirtschaftswissenschaftlerin und Politikerin (SPD), Abgeordnete der Hamburgischen Bürgerschaft
- Schöne, Jens (* 1970), deutscher Zeithistoriker und Autor
- Schöne, Jessica (* 1988), deutsche Hörfunk- und FernsehmoderatorinJessica Schöne (* 1988)

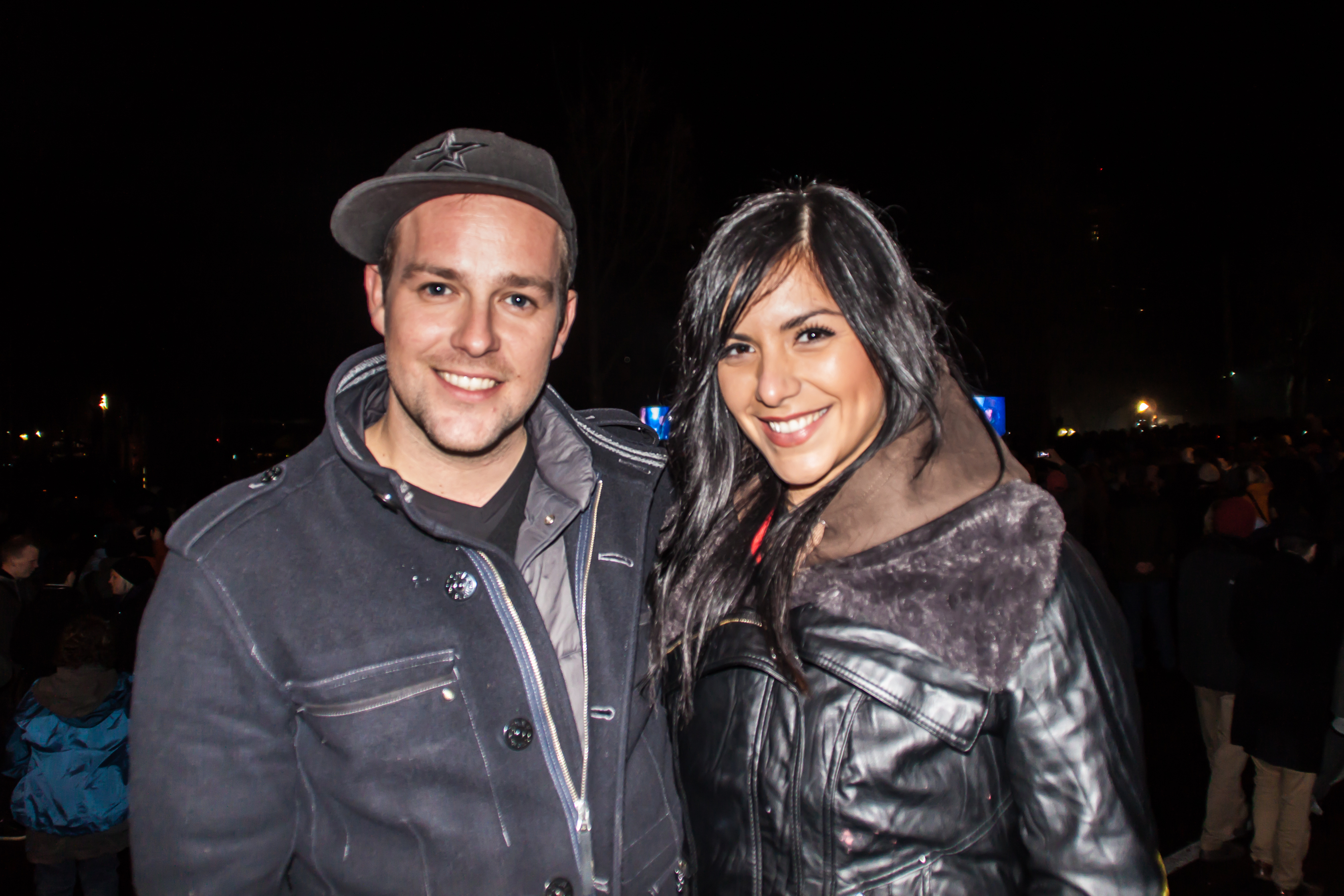
Jessica Schöne (* 1988)

- Schöne, Joachim (1906–1967), deutscher Politiker (SPD), MdB, MdEP
- Schöne, Jobst (1931–2021), deutscher Bischof der Selbständigen Evangelisch-Lutherischen Kirche
- Schöne, Johannes (1856–1933), deutscher Politiker (NLP) und Jurist
- Schöne, Johannes (1920–1989), deutscher Fußballspieler
- Schöne, Lasse (* 1986), dänischer Fußballspieler
- Schöne, Lothar (* 1949), deutscher Journalist und Schriftsteller
- Schöne, Lotte (1891–1977), österreichische Opern- und Liedersängerin (Sopran)
- Schöne, Ludwig (1845–1935), österreichischer Architekt
- Schöne, Maja (* 1976), deutsche Schauspielerin
- Schöne, Maria (* 1987), deutsche Schachspielerin
- Schöne, Martin Gottfried Julius (1810–1873), preußischer Abgeordneter
- Schöne, Max (1880–1961), deutscher Schwimmer
- Schöne, Otto (1888–1962), deutscher Maschinenbauingenieur und Hochschullehrer
- Schöne, Paul (1868–1947), deutscher Kirchenmusiker
- Schöne, Peter (* 1958), deutscher Fußballspieler
- Schöne, Peter (* 1976), deutscher Konzert- und Opernsänger (Bariton)
- Schöne, Philippa (* 2001), deutsche Schauspielerin
- Schöne, Reiner (* 1942), deutscher Schauspieler, Synchronsprecher, Sänger, Songwriter und AutorReiner Schöne (* 1942)

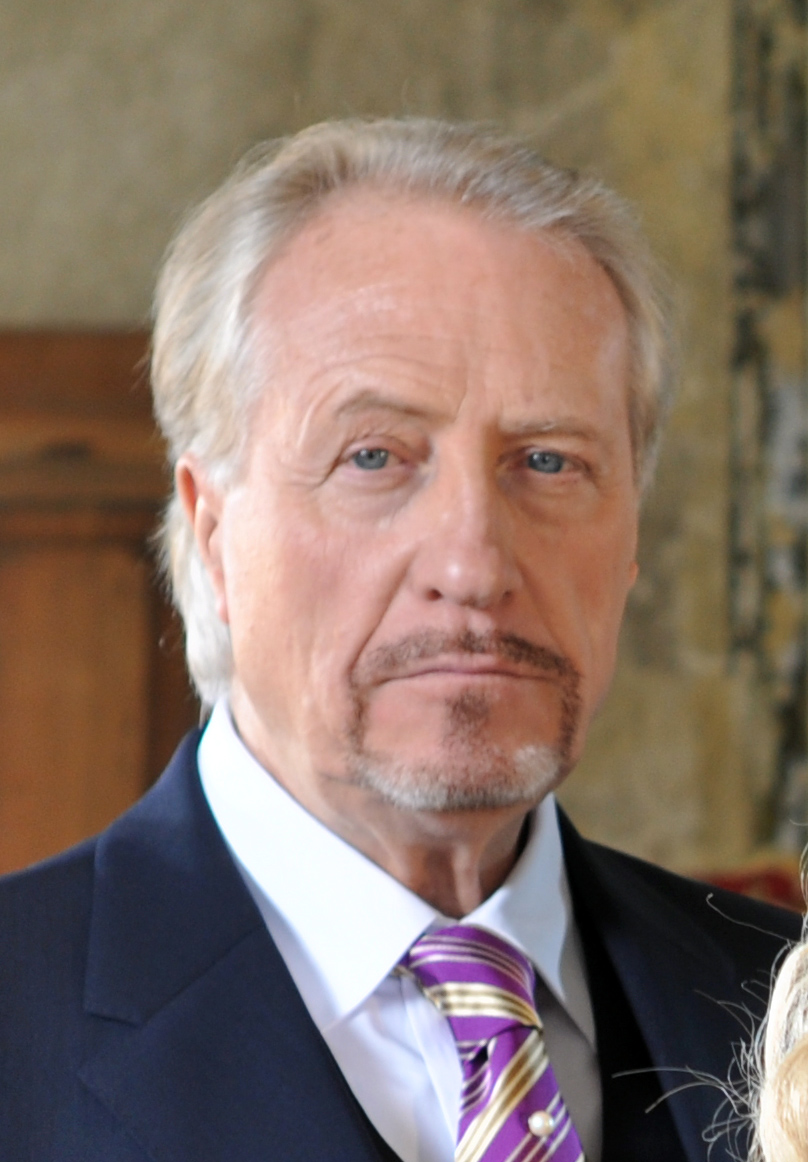
Reiner Schöne (* 1942)

- Schöne, Richard (1840–1922), deutscher Klassischer Archäologe und Museumsleiter
- Schöne, Roland (* 1941), deutscher Bauingenieur und Erwachsenenbildner
- Schöne, Sabine (* 1974), deutsche Squashspielerin
- Schöne, Sally (* 1966), deutsche Kunsthistorikerin
- Schöne, Stephan (* 1962), deutscher Handballspieler, -trainer und Manager
- Schöne, Susanne (* 1982), deutsche Fernsehmoderatorin und Journalistin
- Schöne, Thomas (* 1967), deutscher Politiker (CDU), Bürgermeister von Warstein
- Schöne, Torsten (* 1959), deutscher Rechtswissenschaftler und Hochschullehrer
- Schöne, Walter (1885–1943), deutscher Zeitungswissenschaftler
- Schöne, Werner (1920–1986), deutscher Schauspieler und Regisseur
- Schöne, Wilhelm (* 1887), deutscher Gymnasiallehrer (Altphilologe) und Übersetzer
- Schöne, Wolfgang (1910–1989), deutscher Kunsthistoriker
- Schöne, Wolfgang (* 1940), deutscher Opernsänger (Bassbariton)
- Schöne-Denkinger, Angelika, deutsche Klassische Archäologin
- Schöne-Radunski, Martina (* 1986), deutsche Schauspielerin und MusikerinMartina Schöne-Radunski (* 1986)

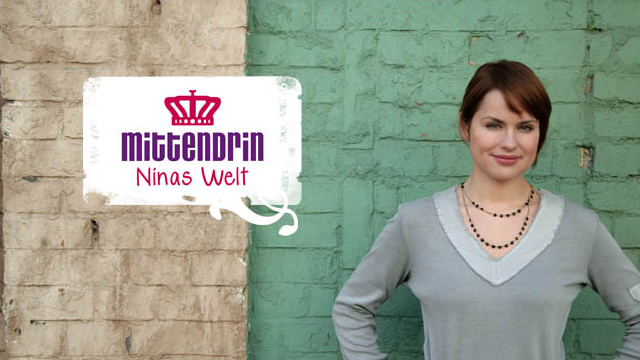
Martina Schöne-Radunski (* 1986)

- Schöne-Seifert, Bettina (* 1956), deutsche Expertin für Medizinethik, Mitglied im Deutschen Ethikrat
- Schönebaum, Herbert (1888–1967), deutscher Pädagoge und Hochschullehrer
- Schönebeck, Bartholomäus (1548–1605), Kaufmann und Ratsherr in Stendal
- Schönebeck, Benedikt (1597–1665), deutscher Jurist und Bürgermeister in Stendal
- Schönebeck, Carl Siegemund (1758–1806), deutscher Cellist und Komponist
- Schönebeck, Christoph (1601–1662), deutscher Jurist, Kurfürstlicher Geheimer Rat und Archivar
- Schönebeck, Erich (1884–1982), deutscher Pädagoge und Schriftsteller
- Schönebeck, Eugen (* 1936), deutscher Maler
- Schönebeck, Fritz (1903–1978), deutscher NDPD-Funktionär
- Schönebeck, George Ernst Heinrich von (1754–1826), preußischer Landrat
- Schönebeck, Jacob der Jüngere (1516–1579), deutscher Ratsherr, Kämmerer und Bürgermeister der Stadt Stendal
- Schönebeck, Martina (1948–2023), deutsche Politikerin (PDS), MdVK, MdB
- Schönebeck, Meinhard von, kurbrandenburgischer General
- Schöneberg, Alfred (1921–2006), deutscher SS-Offizier und verurteilter Kriegsverbrecher
- Schöneberg, Günter (* 1947), deutscher Kaufmann und Politiker (CDU), MdL Rheinland-Pfalz
- Schöneberg, Kai (* 1968), deutscher Journalist
- Schöneberg, Kevin (* 1985), deutscher Fußballspieler
- Schöneberg, Klaus (* 1939), deutscher Politiker (CDU)
- Schöneberg, Manfred (* 1946), deutscher Schachspieler
- Schöneberger, Barbara (* 1974), deutsche Fernsehmoderatorin, Entertainerin, Schauspielerin und SängerinBarbara Schöneberger (* 1974)

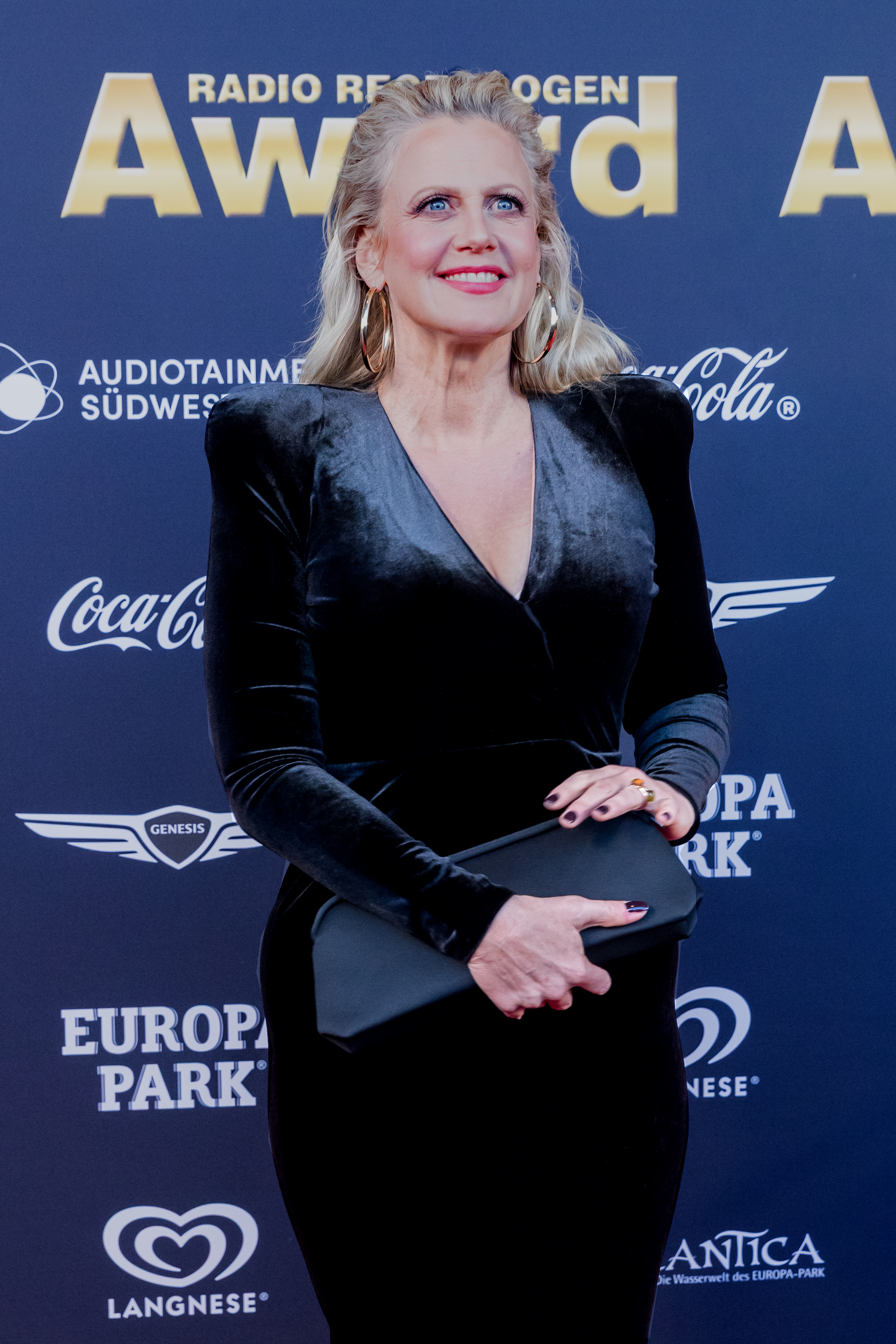
Barbara Schöneberger (* 1974)

- Schöneberger, Heinz (1938–1965), deutsches Todesopfer der Berliner Mauer
- Schöneberger, Joachim, deutscher Filmproduzent
- Schönebner, Paul († 1613), österreichischer Zisterzienser und Abt des Stiftes Heiligenkreuz (1601–1613)
- Schöneboom, Wilhelm (1904–1967), deutscher Politiker (KPD), MdL
- Schöneborn, Deborah (* 1994), deutsche Langstreckenläuferin
- Schöneborn, Lena (* 1986), deutsche Moderne Fünfkämpferin
- Schöneborn, Rabea (* 1994), deutsche Langstreckenläuferin
- Schöneburg, Artur (1905–1959), deutscher Politiker (SPD/SED)
- Schöneburg, Marie (* 1983), deutsche SchauspielerinMarie Schöneburg (* 1983)

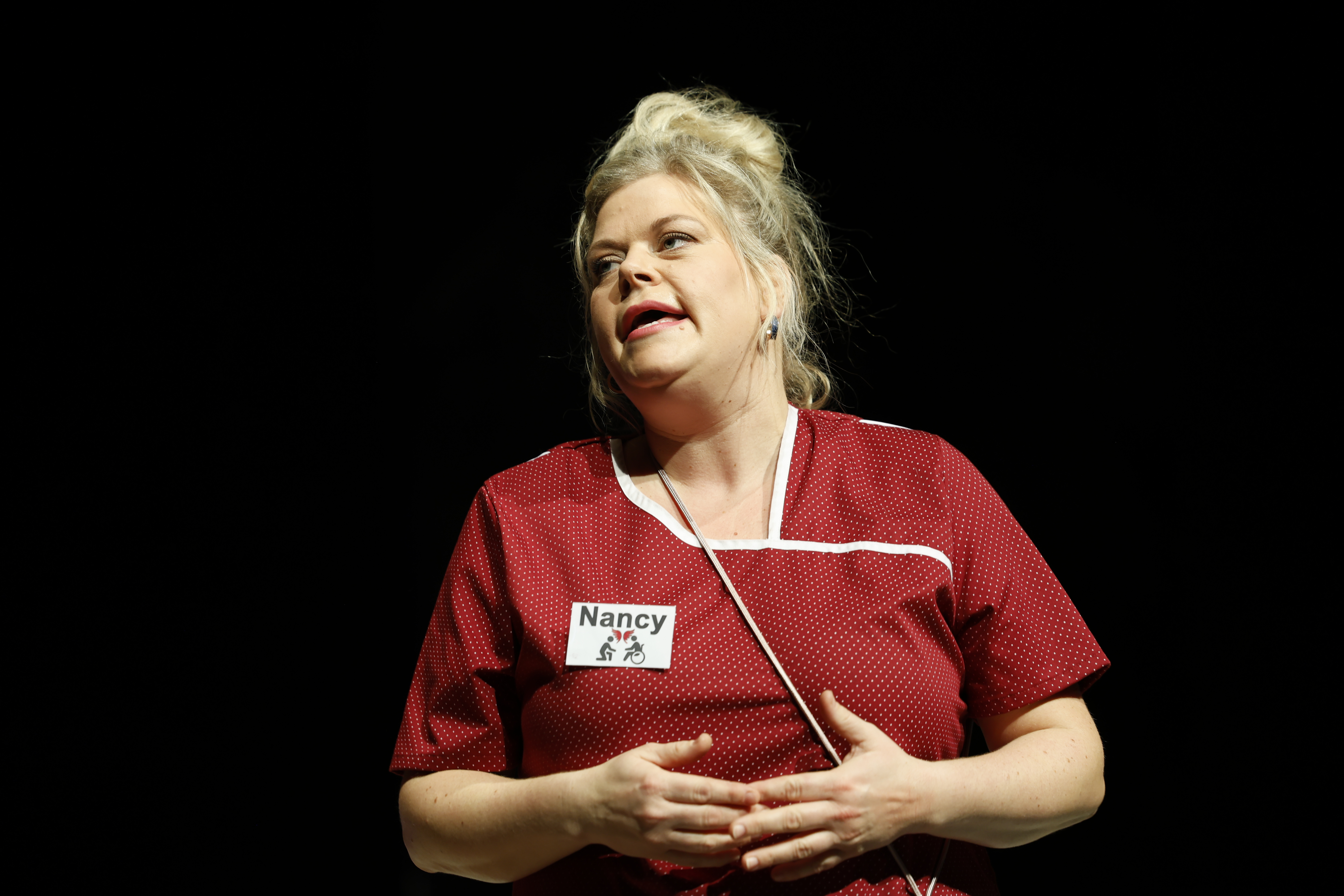
Marie Schöneburg (* 1983)

- Schöneburg, Volkmar (* 1958), deutscher Rechtsanwalt, Richter und Politiker (Die Linke), MdL
- Schöneck, Nikolaus († 1561), katholischer Geistlicher, letzter katholischer Pfarrer von Neustadt an der Weinstraße, vor der Reformation
- Schöneck, Wilhelm (1902–1974), deutscher Jurist und Regierungspräsident
- Schönecke, Heiner (* 1946), deutscher Politiker (CDU), MdL
- Schönecker, Dieter (* 1965), deutscher Philosoph und Hochschullehrer
- Schönecker, Dionys (1888–1938), österreichischer Fußballspieler und -trainer
- Schönecker, Eduard (1885–1963), österreichischer Fußballspieler
- Schönecker, Hanns (1928–2005), deutscher Architekt
- Schönecker, Joachim (* 1966), deutscher Jazzmusiker (Gitarre, Komposition)
- Schönecker, Ludwig (1905–1988), deutscher Jurist und Politiker (BP, CSU), MdL und Oberbürgermeister
- Schönecker, Toni (1893–1979), deutscher Bildender Künstler
- Schönefeld, Christiane (* 1957), deutsche Juristin
- Schönefeld, Dirk (* 1970), deutscher Orgelbauer
- Schönefeld, Doris (* 1953), deutsche Sprachwissenschaftlerin
- Schönefeld, Helmut (1916–1997), deutscher Generalleutnant
- Schönefeld, Karl-Heinz (1937–2021), deutscher Orgelbauer
- Schönefeld, Nina E. (* 1972), deutsch-polnische multimedial arbeitende Video-Künstlerin
- Schönefeld, Stephan von († 1632), Arzt und Ichthyologe
- Schönefeld, Willy (1885–1963), deutscher Architekt
- Schönegg, Stefan (* 1986), deutscher Jazz- und Improvisationsmusiker (Kontrabass)
- Schönegger, Bernd (* 1977), österreichischer Jurist und Politiker (ÖVP), Abgeordneter zum Nationalrat
- Schönegger, Felix (* 2006), österreichischer Fußballspieler
- Schöneich, Brandanus von († 1507), Jurist, Rektor der Universität Leipzig und Kanzler der Herzöge von Mecklenburg
- Schöneich, Julian (* 1987), deutscher Regisseur und Produzent von Musikvideos und Independent-Filmen
- Schöneich, Kaspar von († 1547), Kanzler der Herzöge von Mecklenburg
- Schöneich, Martin (* 1955), deutscher Bildhauer
- Schoneke, Nicolaus († 1362), Bürgermeister der Hansestadt Lübeck
- Schönemann, Anne Sarah (* 1979), deutsche Schauspielerin
- Schønemann, Aud (1922–2006), norwegische Schauspielerin
- Schönemann, Bernd (* 1954), deutscher Lehrer und Geschichtsdidaktiker
- Schönemann, Carl (1854–1920), deutscher Augenarzt und Kommunalpolitiker in Saarbrücken
- Schönemann, Carl Traugott Gottlob (1765–1802), deutscher Jurist, Philologe und Diplomatiker; Hochschullehrer in Göttingen
- Schönemann, Dorle (* 1911), deutsche Schwimmerin
- Schönemann, Franz (1868–1953), deutscher Jurist, Gutsbesitzer und Politiker, MdL
- Schönemann, Franz (1880–1960), deutscher Schauspieler bei Bühne und Film
- Schönemann, Friedrich (1801–1874), deutscher Verwaltungsjurist
- Schönemann, Friedrich (1886–1956), deutscher Literaturwissenschaftler, Amerikanist und Politiker (FDP), MdL
- Schönemann, Hannes (* 1946), deutscher Filmregisseur
- Schönemann, Hans-Georg (* 1946), deutscher Fußballspieler
- Schönemann, Heinz (* 1934), deutscher Kunsthistoriker und Kunstsammler
- Schönemann, Hinnerk (* 1974), deutscher Schauspieler
- Schönemann, Horst (1927–2002), deutscher Schauspieler und Regisseur
- Schönemann, Johann Friedrich (1704–1782), deutscher Theaterdirektor
- Schönemann, Karl Philipp Christian (1801–1855), deutscher Lehrer und Bibliothekar
- Schönemann, Lili (1758–1817), Verlobte GoethesLili Schönemann (1758–1817)

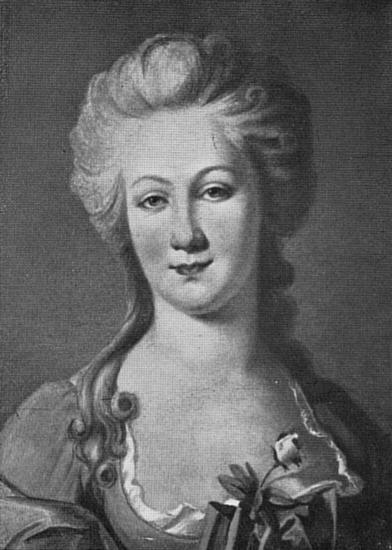
Lili Schönemann (1758–1817)

- Schönemann, Sibylle (* 1953), deutsche Regisseurin
- Schönemann, Theodor (1812–1868), deutscher Mathematiker
- Schönemann, Werner (1911–2003), deutscher SS-Hauptsturmführer, Teilkommandoführer des Einsatzkommandos 8 der Einsatzgruppe B und verurteilter Kriegsverbrecher
- Schönenberg, Detlef (1944–2022), deutscher Musiker und Autor
- Schönenberg, Dietrich von († 1542), Adliger im Dienst der Kurpfalz, Burggraf und Oberamtmann
- Schönenberg, Georg von (1530–1595), Bischof von Worms (1580–1595)
- Schönenberg, Hinrich, Lübecker Brauer und kurzzeitig Bürgermeister der Hansestadt Lübeck
- Schonenberg, Johann, Ratsherr der Hansestadt Lübeck
- Schönenberg, Johann VII. von (1525–1599), Erzbischof und Kurfürst von Trier (1581–1599)
- Schönenberg, Reinhard (1914–1996), deutscher Geologe und Hochschullehrer
- Schönenberg, Tobias (* 1986), deutscher Schauspieler und Fotomodell
- Schönenberger, Edith (* 1954), Schweizer Radrennfahrerin
- Schönenberger, Eduard (1843–1898), Schweizer Lehrer, Redaktor, Politiker und Autor
- Schönenberger, Franz (1865–1933), deutscher Arzt und Professor für Physikalische Therapie
- Schönenberger, Helmut (1924–2020), deutscher Pharmazeut, Chemiker und Hochschullehrer
- Schönenberger, Helmut (* 1972), deutscher Luft- und Raumfahrttechniker und Professor für Entrepreneurship
- Schönenberger, Jakob (1931–2018), Schweizer Politiker (CVP)
- Schönenberger, Karl (1898–1957), Schweizer Archivar
- Schönenberger, Leo (1963–2019), Schweizer Radrennfahrer
- Schönenberger, Mario (* 1986), Schweizer Fussballspieler
- Schönenberger, Peter (* 1940), Schweizer Jurist und Politiker
- Schönenberger, Rita (* 1962), Schweizer Hürdenläuferin und Weitspringerin
- Schönenberger, Urs (* 1959), Schweizer Fußballspieler und TrainerUrs Schönenberger (* 1959)

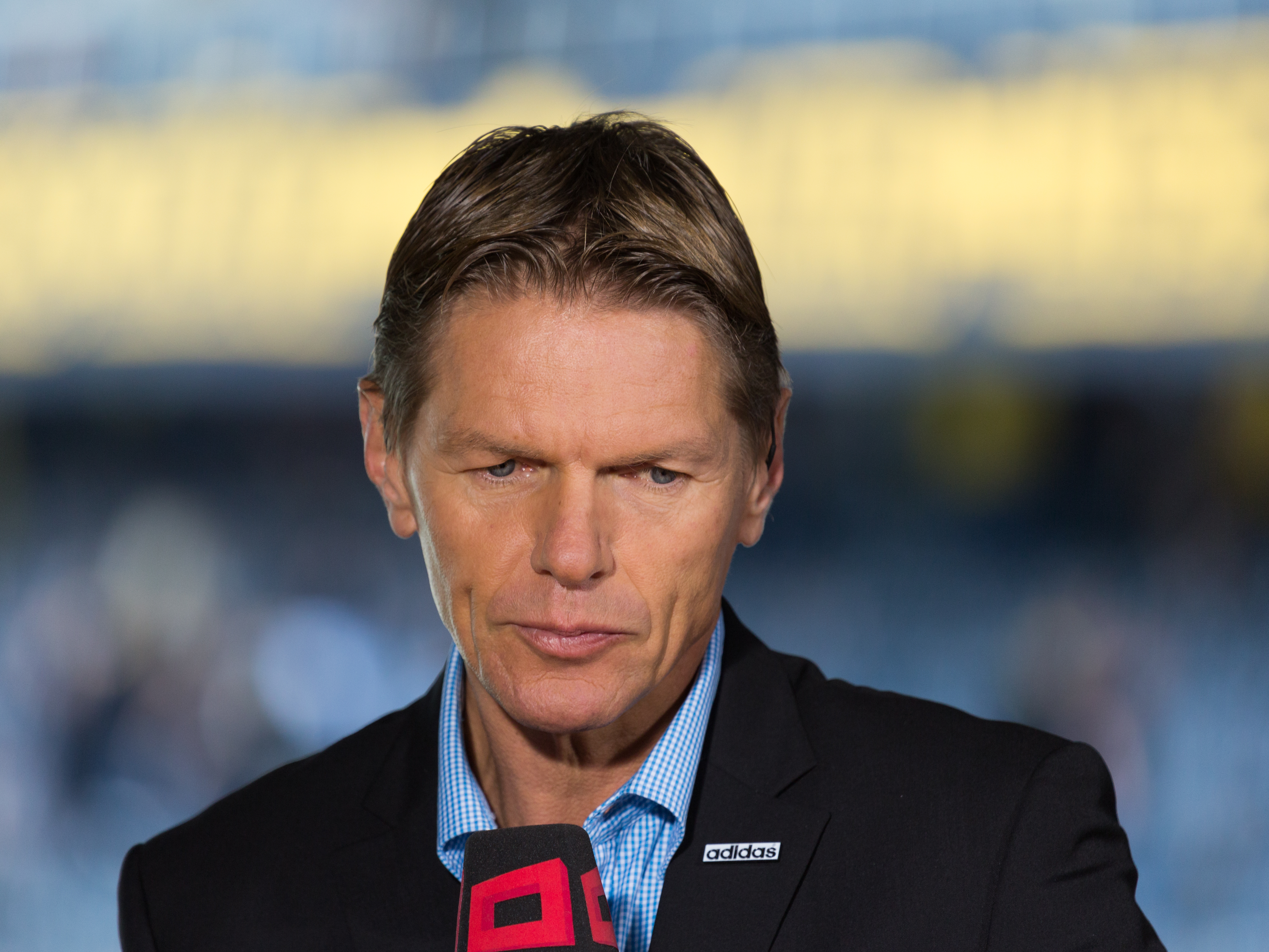
Urs Schönenberger (* 1959)

- Schönenberger, Walter (1914–1994), Schweizer Komponist liturgischer Musik
- Schönenberger, Walter († 2005), Schweizer Philologe
- Schönenberger, Walter (1926–2020), Schweizer Kunstwissenschaftler
- Schönenberger, Walter (* 1944), Schweizer Forstwissenschaftler
- Schönenborn, Jörg (* 1964), deutscher Journalist und Chefredakteur des WDR-FernsehensJörg Schönenborn (* 1964)

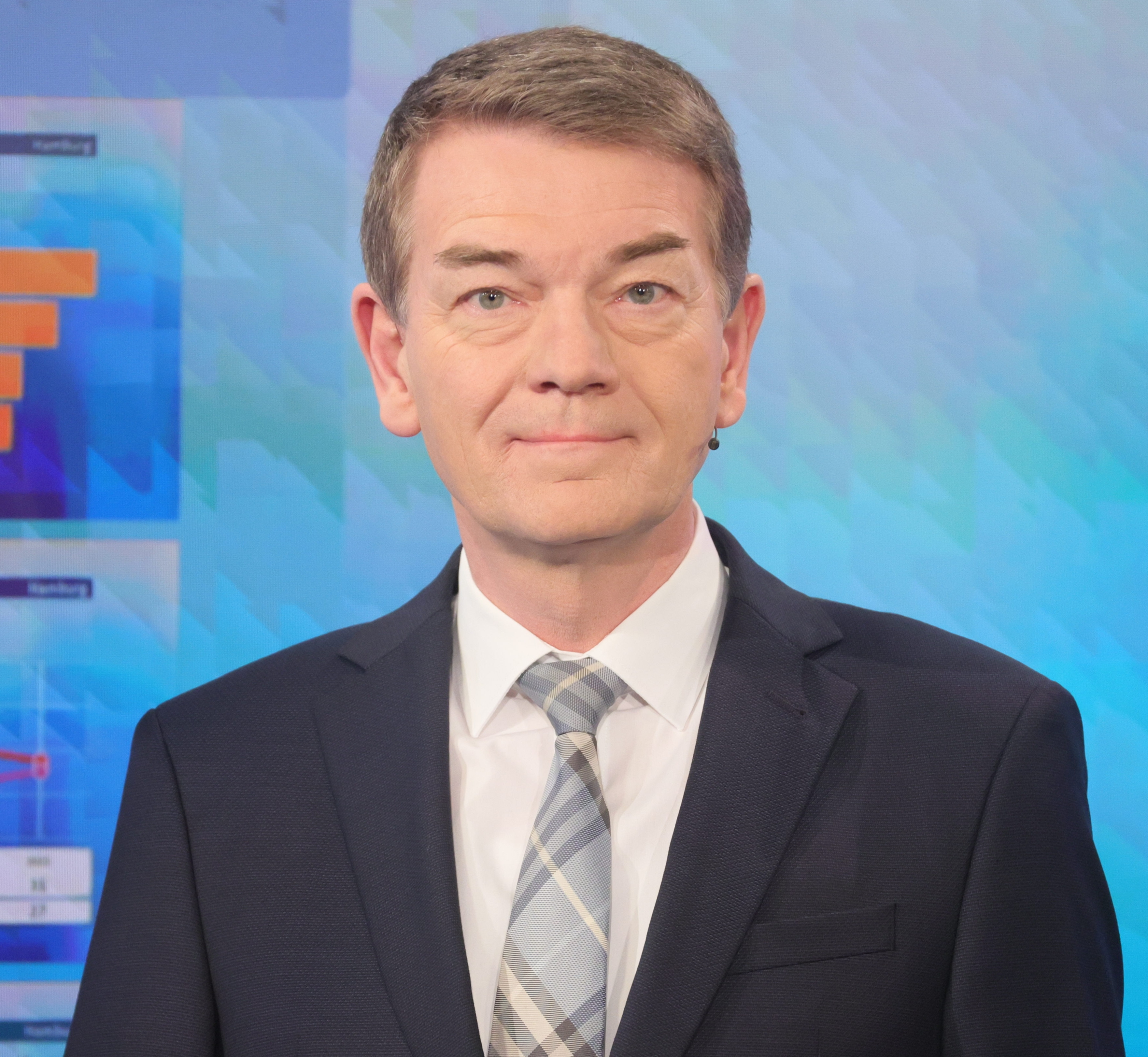
Jörg Schönenborn (* 1964)

- Schönenborn, Martin (1897–1967), Politiker (Zentrum, CDU), MdL
- Schönenbröcher, Walter (* 1964), deutscher Fotograf und Filmemacher
- Schonendorf, Wolfgang (1925–1986), deutscher Hörspielregisseur
- Schöner, Adolf (1891–1976), deutscher Luftfahrtpionier
- Schöner, Anton (1866–1930), deutscher Maler, Illustrator, Lithograph und Kunstschriftsteller
- Schöner, Caroline Leopoldine (1882–1965), österreichische Gastronomin in Wien
- Schoner, Engelbert (1906–1977), deutscher Tier- und Pflanzenmaler
- Schöner, Enri Daniel (* 1977), deutscher Schauspieler
- Schöner, Franz (1898–1967), deutscher Politiker (CSU), MdL Bayern
- Schöner, Georg (1864–1941), römisch-katholischer Pfarrer und Rosenzüchter
- Schöner, Georg Friedrich Adolph (1774–1841), deutscher Maler
- Schöner, Gregor (* 1958), deutscher Neuroinformatiker und Hochschullehrer
- Schöner, Hannes (* 1953), deutscher Sänger
- Schöner, Hellmut (1918–2003), deutscher Journalist, Übersetzer und Sachbuchautor
- Schoner, Herbert (1939–1971), deutscher Polizeibeamter, Mordopfer der RAF
- Schöner, Ingeborg (* 1935), deutsche SchauspielerinIngeborg Schöner (* 1935)

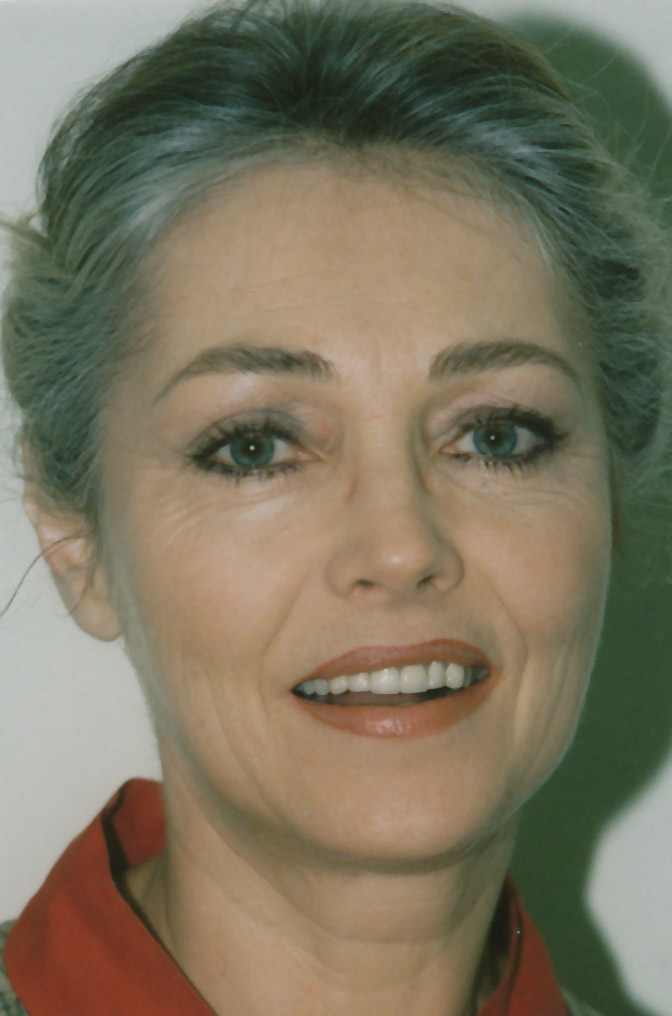
Ingeborg Schöner (* 1935)

- Schöner, Johann Gottfried (1749–1818), lutherischer Pfarrer, Pietist und Liederdichter
- Schöner, Johannes († 1651), deutscher Theologe und Weihbischof in Bamberg
- Schöner, Johannes (1477–1547), deutscher Mathematiker, Geograph, Kartograf, Astronom und Herausgeber
- Schöner, Johannes der Jüngere (1597–1656), schottisch-deutscher Mediziner
- Schöner, Josef (1904–1978), österreichischer Diplomat
- Schöner, Karlheinz (* 1951), deutscher Politiker (CDU)
- Schöner, Sandra Maria (* 1974), österreichische Schauspielerin
- Schoner, Viktor (* 1974), deutscher Opernintendant
- Schönerer, Alexandrine von (1850–1919), österreichische Schauspielerin und Theaterleiterin
- Schönerer, Georg von (1842–1921), österreichischer Gutsherr und Politiker, Landtagsabgeordneter
- Schönerer, Mathias von (1807–1881), österreichischer Eisenbahntechniker
- Schönermarck, Joachim (1575–1631), deutscher Rechtswissenschaftler, Hochschullehrer und Rektor
- Schönermark, Gustav (1854–1910), deutscher Architekt und Schriftsteller
- Schönermark, Hans-Caspar von (* 1899), deutscher Kapitän zur See der Kriegsmarine
- Schönermark, Matthias (* 1964), deutscher HNO-Arzt, Hochschullehrer, Unternehmensberater und Coach
- Schönermark, Otto (1865–1947), deutscher Bürgermeister der Stadt Thale
- Schönermark, Werner (1897–1945), deutscher Konteradmiral der Kriegsmarine
- Schönerstedt, Nikias (* 2002), deutscher Basketballspieler
- Schönert, Curt, deutscher Kommunalpolitiker, preußischer Provinzialrat
- Schonert, Frank-Michael (* 1951), deutscher Fußballspieler
- Schonert, Friedrich Wilhelm (1794–1871), preußischer Generalmajor
- Schönert, Jörg (* 1941), deutscher Literaturwissenschafter
- Schönert, Klaus (1927–2011), deutscher Physiker und Ingenieur
- Schönert-Geiß, Edith (1933–2012), deutsche Numismatikerin
- Schönet, Daniel (* 1988), österreichischer American-Football-Spieler
- Schönewald, Daniel (1782–1857), deutscher Ziegler, Bürgermeister und Politiker
- Schönewald, Karl (1878–1964), deutscher Jurist und Oberbürgermeister
- Schönewald, Paul (* 1958), deutscher Kunsthändler für zeitgenössische Kunst
- Schönewitz, Aschen, herzoglicher Vogt für die Calenberger Neustadt vor Hannover
- Schönewolf, Erich (1905–1990), deutscher Gewerkschafter und Politiker (SPD), MdL
- Schönewolf, Karl (1894–1962), deutscher Musikwissenschaftler und Musikkritiker
- Schönewolf, Otto (1879–1908), deutscher evangelischer Geistlicher und Christlicher Archäologe

### Schonf
- Schönfeld der Ältere, Gregor (1559–1628), deutscher reformierter Theologe
- Schönfeld, Adele (1888–1953), deutsche Schauspielerin
- Schönfeld, Alois (1872–1938), russlanddeutscher römisch-katholischer Geistlicher und Märtyrer
- Schönfeld, Anton von (1827–1898), österreichischer GeneralAnton von Schönfeld (1827–1898)

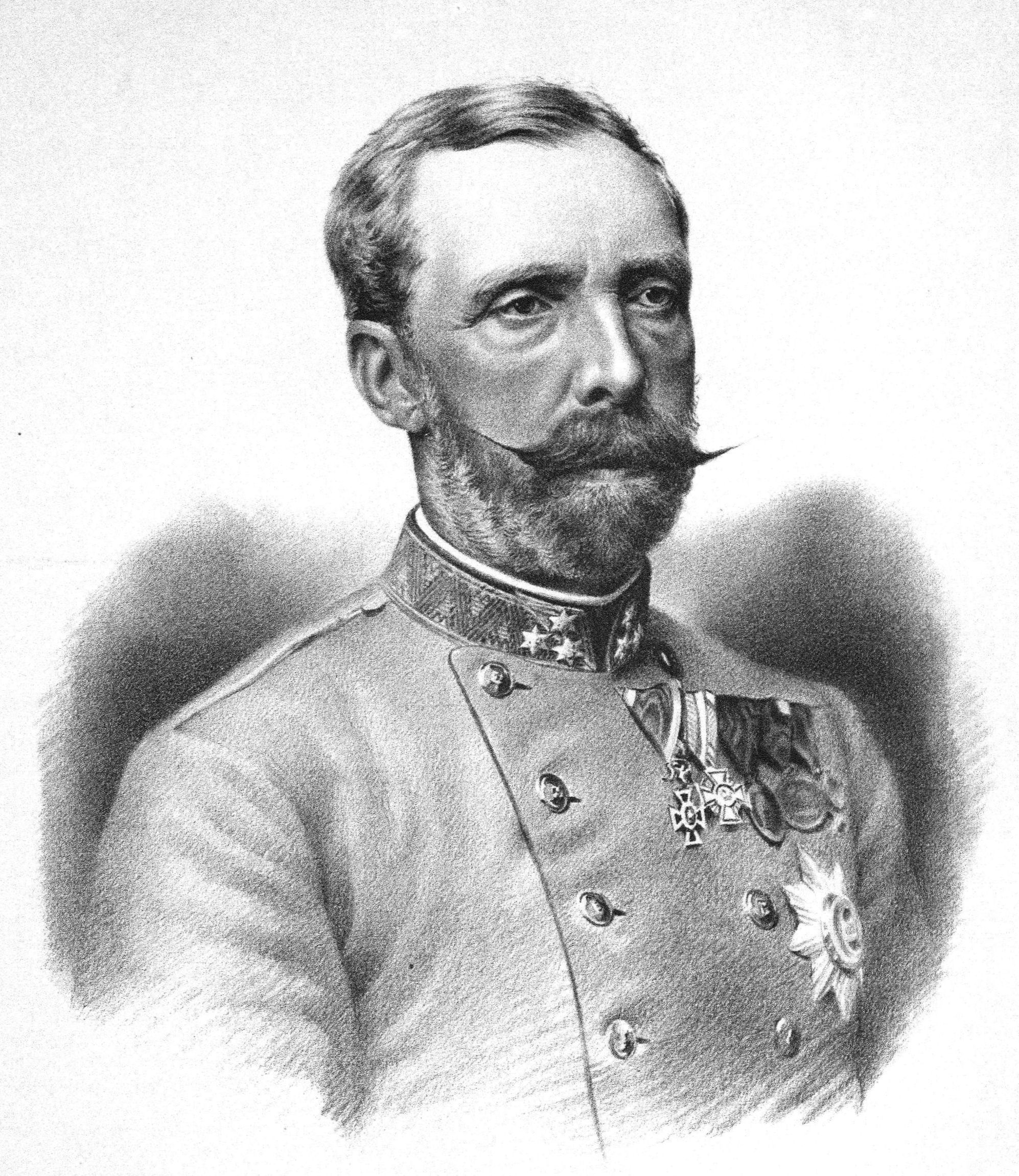
Anton von Schönfeld (1827–1898)

- Schönfeld, Ave von († 1541), Frau in der Geschichte der Reformation und „erste Liebe“ Martin Luthers
- Schönfeld, Axinia, deutsche Jazzmusikerin und Geistliche
- Schönfeld, Bruno (1885–1981), deutscher Bühnenschauspieler, -regisseur und Theaterintendant
- Schönfeld, Carl (1819–1885), deutscher Theaterschauspieler und -regisseur
- Schönfeld, Carl (1854–1934), österreichischer Schauspieler, Regisseur, Theaterdirektor und Schriftsteller
- Schönfeld, Carl (1902–1951), deutscher Politiker (CDU), MdL
- Schönfeld, Chiara (* 1995), Schweizer Jazzmusikerin (Gesang, Komposition)
- Schönfeld, Christina (* 1955), deutsche gehörlose Regisseurin, Schauspielerin und Gebärdensolistin
- Schönfeld, Eduard (1828–1891), deutscher Astronom
- Schönfeld, Eduard (1873–1936), österreichischer Politiker (SdP), Abgeordneter zum Nationalrat
- Schönfeld, Eike (* 1949), deutscher Übersetzer
- Schönfeld, Elisabeth von (1832–1904), österreichische Hofdame
- Schönfeld, Elsa (1908–1986), deutsche expressionistische Malerin
- Schönfeld, Emil (1885–1966), deutscher Gewerkschafter
- Schönfeld, Erich (1904–1983), deutscher Maler und Grafiker
- Schönfeld, Eva Maria (* 1944), deutsche Politikerin (CDU), MdL
- Schönfeld, Eveline (* 1998), deutsche Filmregisseurin und Drehbuchautorin
- Schönfeld, Franz (1851–1932), deutscher Schauspieler und Regisseur
- Schönfeld, Franz (1866–1940), Gärungschemiker und Brauwissenschaftler
- Schönfeld, Franz (1890–1944), österreichischer Gemeindebeamter und Widerstandskämpfer gegen den Nationalsozialismus
- Schönfeld, Friedhelm (* 1938), deutscher Jazzmusiker (Saxophonist und Komponist)
- Schönfeld, Friedrich Wilhelm von (1730–1805), preußischer Generalleutnant, Chef des Infanterie-Regiments Nr. 49
- Schönfeld, Fritz (* 1895), deutscher Theaterschauspieler und Regisseur
- Schönfeld, Georg August von (1722–1793), preußischer Generalleutnant, Chef des Infanterieregiments Nr. 30
- Schönfeld, Gerd (1948–2021), deutscher Schriftsteller
- Schönfeld, Gisela (* 1956), deutsche Rettungsschwimmerin
- Schönfeld, Guntram (* 1952), deutscher Prähistoriker und Referatsleiter am Bayerischen Landesamt für Denkmalpflege
- Schönfeld, Hans (1900–1954), evangelischer Theologe und Volkswirt
- Schönfeld, Hans (1903–1978), deutscher Elektroingenieur und Rektor der TH Hannover (1954–1956)
- Schönfeld, Hans von (1544–1599), kursächsischer Diplomat
- Schönfeld, Heinrich (1809–1845), deutscher Maler
- Schönfeld, Heinrich (1900–1976), österreichischer Fußballspieler
- Schönfeld, Heinz (1908–1957), deutscher Elektrotechniker und Hochschullehrer
- Schönfeld, Henning (1894–1958), deutscher Generalmajor im Zweiten Weltkrieg
- Schönfeld, Herbert (1894–1979), deutscher Pädiater und Schriftsteller
- Schönfeld, Herbert (* 1919), deutscher Journalist und Politiker (SED)
- Schönfeld, Ignaz von (1778–1839), österreichischer Beamter, Unternehmer und Genealoge
- Schönfeld, Jakob (1884–1937), russlanddeutscher römisch-katholischer Geistlicher und Märtyrer
- Schönfeld, Jakob Ludwig († 1866), deutscher Soldat, Ritter der Ehrenlegion
- Schonfeld, Jeremy (* 1970), US-amerikanischer Sänger, Songschreiber und Musical Theater-Komponist
- Schönfeld, Jobst (* 1957), deutscher Militär
- Schönfeld, Johann August von (1699–1760), sachsen-coburg-saalfeldischer Regierungsrat
- Schönfeld, Johann Ferdinand von (1750–1821), österreichischer Unternehmer, Kunstsammler und Schriftsteller
- Schönfeld, Johann Georg von (1718–1770), deutscher Rittergutsbesitzer
- Schönfeld, Johann Heinrich (1609–1684), deutscher Barockmaler
- Schönfeld, Johann Hilmar Adolph von (1743–1820), sächsischer Gesandter und Minister
- Schönfeld, Johann Siegfried von (1682–1718), kurfürstlich-sächsischer und pfälzischer Kammerherr und Rittergutbesitzer
- Schönfeld, Karl Theobald (1836–1917), Kreisrat und Landtagsabgeordneter Großherzogtum Hessen
- Schönfeld, Karsten (* 1963), deutscher Politiker (SPD), MdB
- Schönfeld, Konrad (* 1932), deutscher Grafiker und Gebrauchsgrafiker
- Schönfeld, Marie (1898–1944), österreichische Regierungsassistentin und Widerstandskämpferin gegen den Nationalsozialismus
- Schönfeld, Martin (* 1922), deutscher Fußballspieler
- Schonfeld, Maximiliano (* 1982), argentinischer Filmregisseur und Drehbuchautor
- Schönfeld, Moritz (1880–1958), niederländischer Sprachwissenschaftler
- Schönfeld, Nikolaus Heinrich von (1733–1795), königlich preußischer Generalleutnant und zuletzt Gouverneur der Festung Schweidnitz
- Schönfeld, Patrick (* 1989), deutscher FußballspielerPatrick Schönfeld (* 1989)

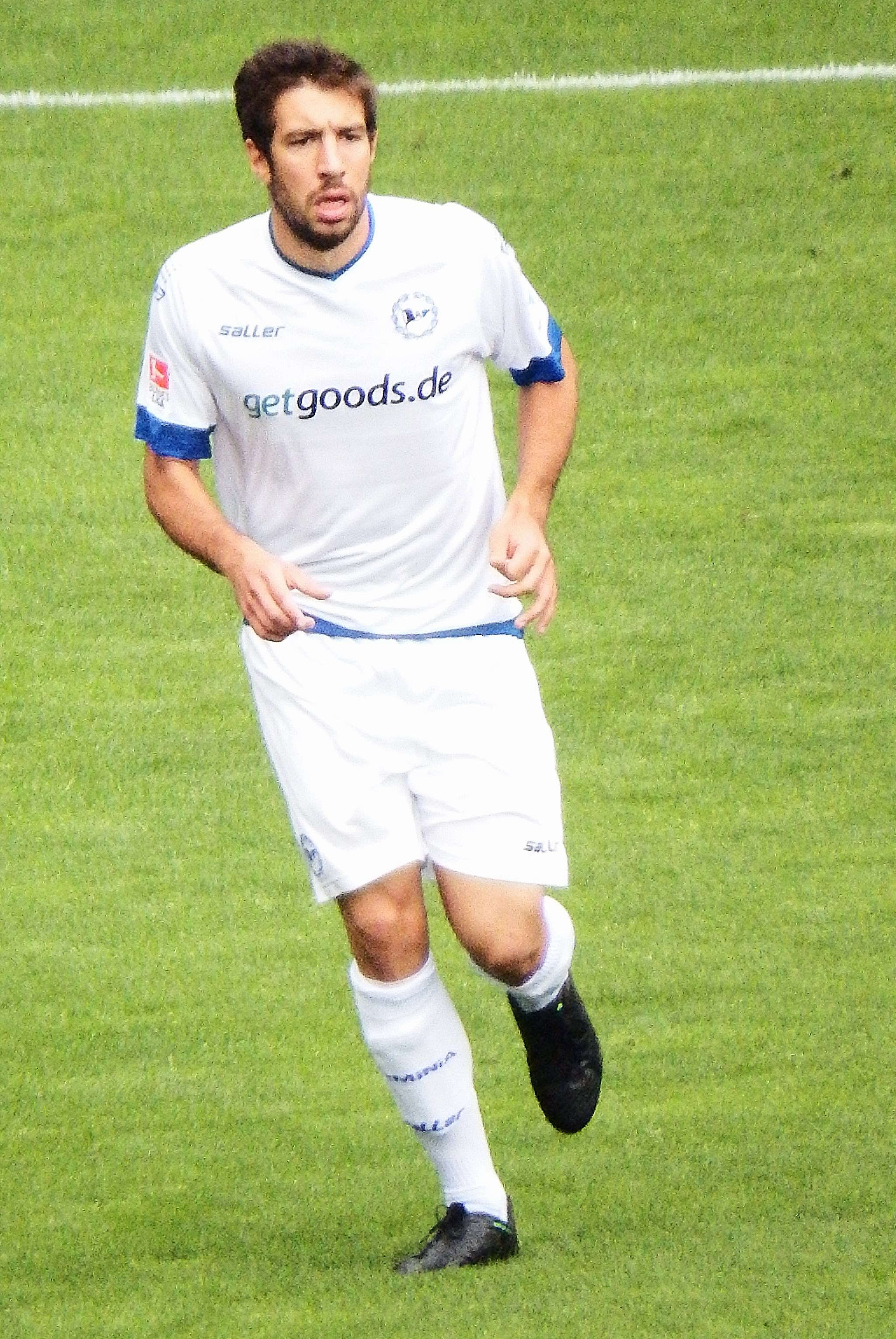
Patrick Schönfeld (* 1989)

- Schönfeld, Paula, Opernsängerin (Sopran)
- Schönfeld, Sarah (* 1979), deutsche Künstlerin
- Schonfeld, Solomon (1912–1984), britischer Rabbiner
- Schönfeld, Stephanie (* 1978), deutsche Schauspielerin
- Schönfeld, Swetlana (* 1951), deutsche Film- und Theaterschauspielerin
- Schönfeld, Thomas (1923–2008), österreichischer Universitätsprofessor für Strahlenchemie und in der Friedensbewegung engagiert
- Schönfeld, Volker (* 1946), deutscher Radrennfahrer
- Schönfeld, Walther (1888–1977), deutscher Dermatologe und Venerologe, Hochschullehrer in Würzburg, Greifswald und Heidelberg
- Schönfeld, Walther (1888–1958), deutscher Rechtswissenschaftler
- Schönfelder, Adolph (1875–1966), deutscher Politiker (SPD), MdHB, Senator
- Schönfelder, Alexander (* 1963), deutscher Diplomat
- Schönfelder, Alfred (1924–2020), deutscher Dirigent und Komponist
- Schönfelder, Andreas (* 1958), deutscher Bürgerrechtler der Friedlichen Revolution 1989 und Leiter der Umweltbibliothek Großhennersdorf
- Schönfelder, Anke (* 1975), deutsche Kunstturnerin
- Schönfelder, Baldur (* 1934), deutscher Bildhauer
- Schönfelder, Christoph (* 1992), deutscher Organist und Kirchenmusiker
- Schönfelder, Cornelia (* 1961), deutsche Juristin, Richterin und Staatsanwältin
- Schönfelder, Erich (1885–1933), deutscher Schauspieler und Filmregisseur
- Schönfelder, Fritz (1943–2020), deutscher Maler, Grafiker und Objektkünstler
- Schönfelder, Georg (1911–1996), deutscher ehrenamtlicher Schachtrainer
- Schönfelder, Gerd (1936–2000), deutscher Musikwissenschaftler und Intendant
- Schönfelder, Gerd (* 1970), deutscher Paralympics-Goldmedaillengewinner und WeltcupsiegerGerd Schönfelder (* 1970)

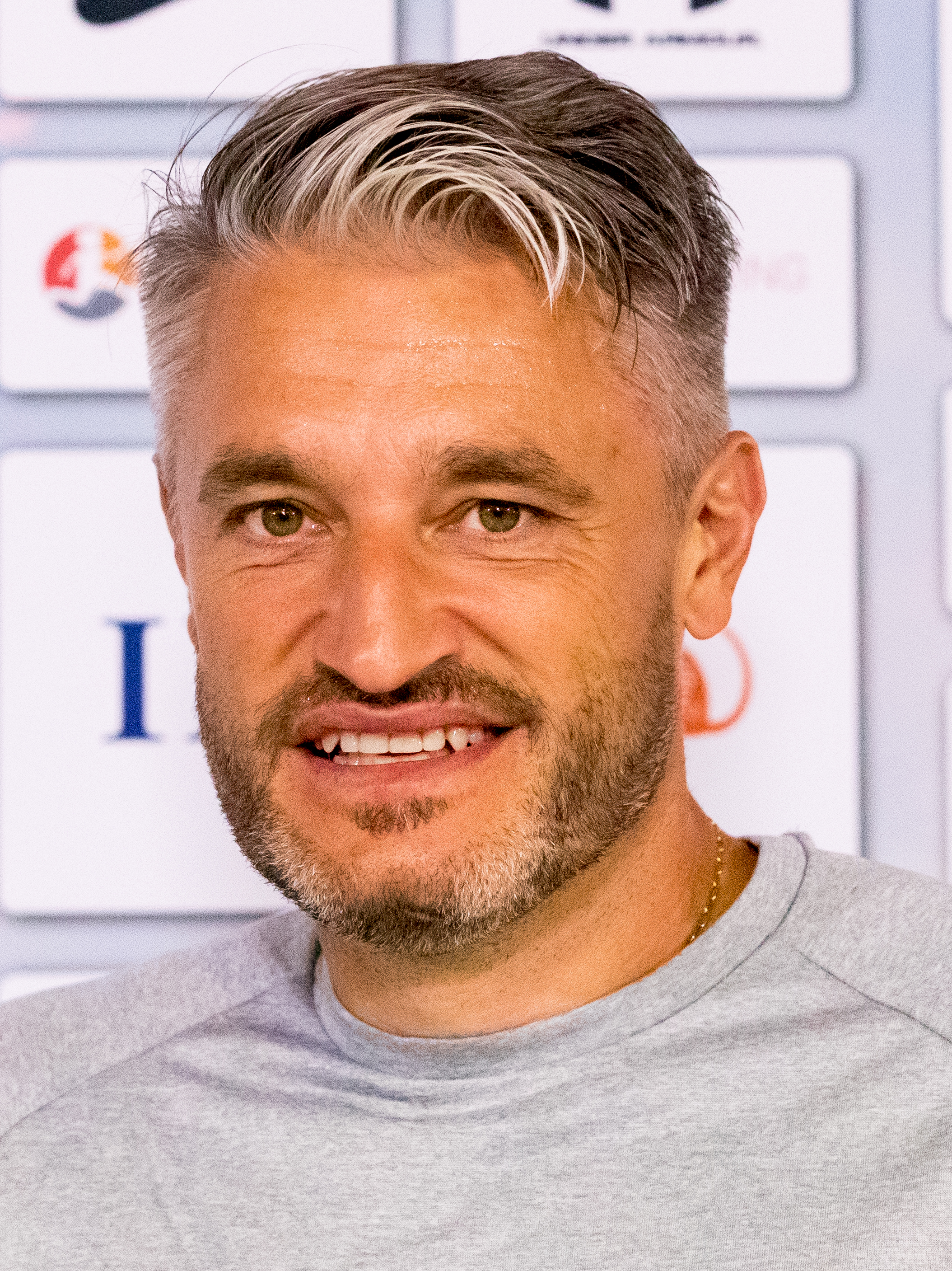
Gerd Schönfelder (* 1970)

- Schönfelder, Hannes (* 1945), deutscher Jurist und bayerischer Politiker (SPD)
- Schönfelder, Heinrich (* 1902), deutscher Jurist, Herausgeber und Autor
- Schönfelder, Helmut (1926–2018), deutscher Ingenieur
- Schönfelder, Horst (1932–2022), deutscher Verkehrsmediziner und Politiker (CDU), MdV
- Schönfelder, Josef Maria (1838–1913), deutscher katholischer Theologe
- Schönfelder, Joseph Bernhard (1787–1835), sächsischer Priester, Heimatforscher und Autor
- Schönfelder, Karl-Heinz (1923–2018), deutscher Amerikanist und Literaturwissenschaftler
- Schönfelder, Marianne (1917–1945), deutsche Frau, Opfer rassistisch-motivierter Zwangssterilisierungen
- Schönfelder, Oscar (* 2001), deutscher Fußballspieler
- Schönfelder, Peter (1940–2020), deutscher Botaniker und Hochschullehrer
- Schönfelder, Rainer (* 1977), österreichischer SkirennläuferRainer Schönfelder (* 1977)

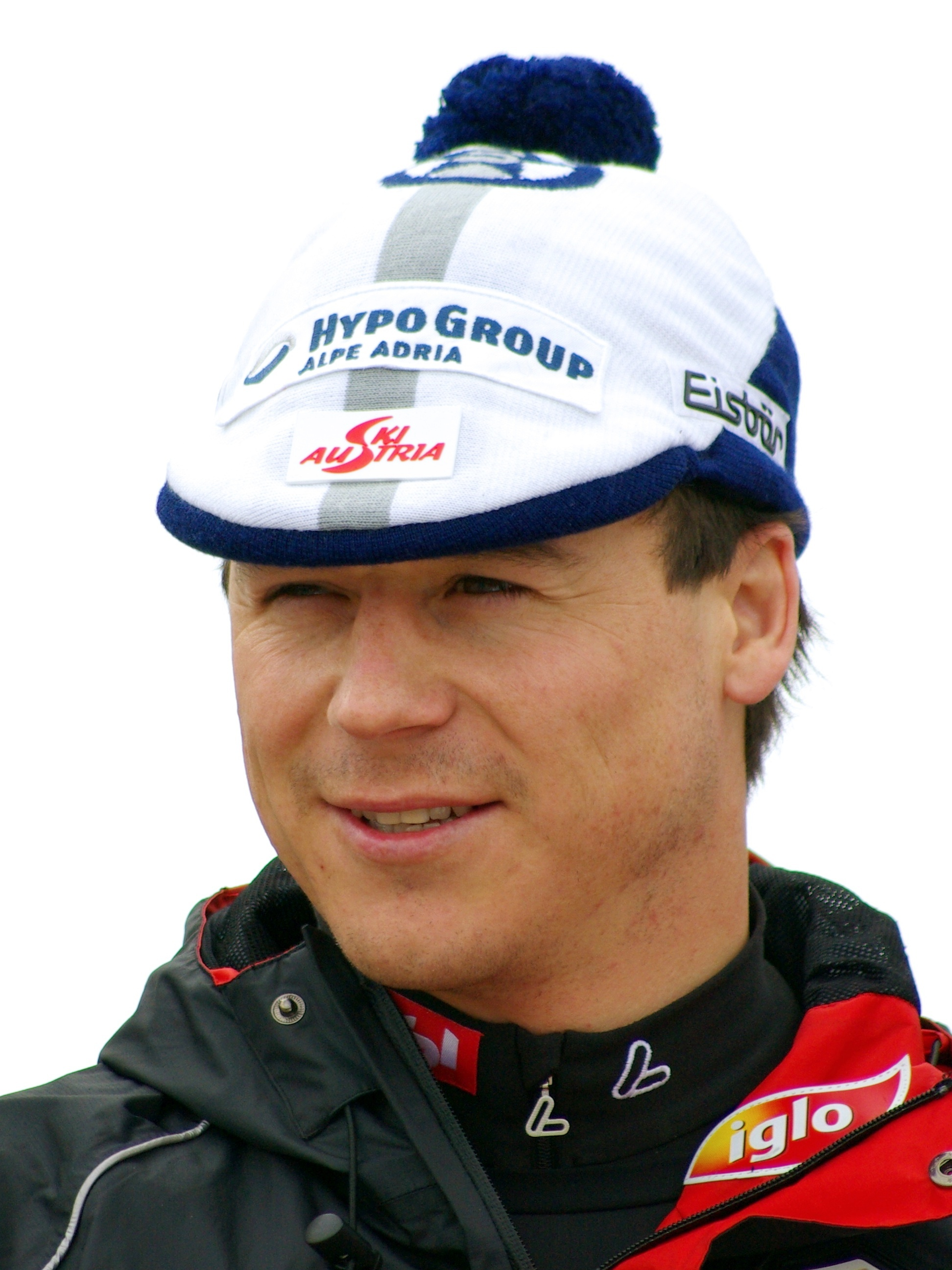
Rainer Schönfelder (* 1977)

- Schönfelder, Thea (1925–2010), deutsche Psychiaterin, und Hochschullehrerin
- Schönfelder, Ulrike (* 1962), deutsche Juristin und Richterin
- Schönfelder, Volker (1939–2024), deutscher Physiker und Hochschullehrer
- Schönfelder, Werner (1908–1982), deutscher Theologe und Politiker (DP, CDU), MdL
- Schönfelder, Wilhelm (* 1940), deutscher Diplomat
- Schönfelder, Willi (1918–2011), deutscher Kommunalpolitiker, Ehrenbürger in Zeven
- Schönfeldová, Jitka (* 1980), tschechische Tennisspielerin
- Schönfeldt, Adolph von (1809–1886), deutscher Rittergutsbesitzer, Verwaltungsbeamter und Parlamentarier
- Schönfeldt, Alfred (* 1935), deutscher Germanist und Universitätsprofessor
- Schönfeldt, Annelene von (* 1939), deutsche Politikerin (FDP), MdBB
- Schönfeldt, Christl (1916–2013), österreichische Musikreferentin und Schriftstellerin
- Schönfeldt, Ernst von (1805–1858), deutscher Verwaltungsjurist
- Schönfeldt, Ernst von (* 1937), deutscher Richter und Politiker (FDP), MdBB
- Schönfeldt, Frank (* 1955), deutscher Segler
- Schönfeldt, Hans Christoph von (1651–1727), königlich-dänischer General
- Schönfeldt, Heinrich (1884–1963), österreichischer Automobilrennfahrer
- Schönfeldt, Heinrich Rudolph von (1695–1751), kursächsischer Hausmarschall
- Schönfeldt, Herbert S. (1895–1956), US-amerikanischer zionistischer Jurist und Verbandsfunktionär
- Schönfeldt, Johann Christoph von (1701–1762), kursächsischer Kreishauptmann
- Schönfeldt, Johann Erich von (1659–1724), kursächsischer Rittergutsbesitzer
- Schönfeldt, Nadja, deutsche Schauspielerin und Synchronsprecherin
- Schönfeldt, Otto (1912–1994), deutscher Theaterleiter, Publizist und Politiker (BdD)
- Schönfeldt, Siegfried von (1486–1569), sächsisch-thüringischer Rittergutsbesitzer
- Schönfeldt, Sybil Gräfin (1927–2022), deutsche Schriftstellerin
- Schönfeldt, Victorinus (1525–1592), deutscher Mathematiker und Arzt
- Schönfellner, Franz (* 1955), österreichischer Historiker
- Schönfels, Carl Heinrich August von (1753–1833), deutscher Supernummerar-Amtshauptmann des vogtländischen Kreises
- Schönfels, Emil von (* 2002), deutscher Film- und Theaterschauspieler
- Schönfels, Friedrich Ernst von (1796–1878), sächsischer Offizier, Rittergutsbesitzer und liberaler Politiker
- Schönfels, Hans von (1867–1946), deutscher Generalmajor
- Schonfield, Hugh J. (1901–1988), britischer Bibelforscher
- Schönfinkel, Moses (1888–1942), russischer Mathematiker

### Schong
- Schöngarth, Jens (* 1988), deutscher Handballspieler
- Schöngarth, Karl Eberhard (1903–1946), deutscher Jurist, Befehlshaber der Sicherheitspolizei und des SicherheitsdienstesKarl Eberhard Schöngarth (1903–1946)

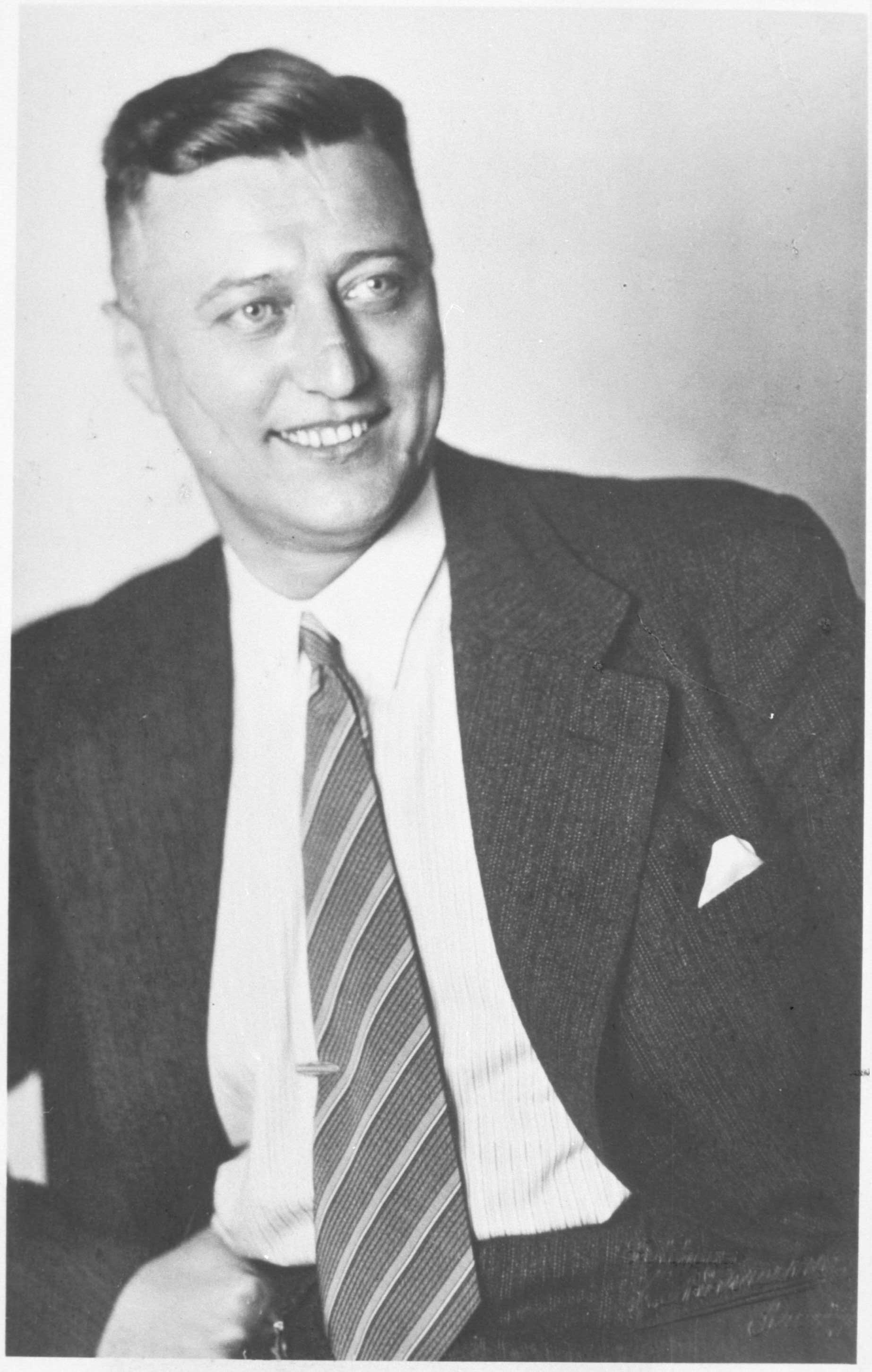
Karl Eberhard Schöngarth (1903–1946)

- Schongauer, Ludwig († 1494), deutscher Maler und Kupferstecher
- Schongauer, Martin († 1491), deutscher Maler und Kupferstecher
- Schöngen, Peter (1943–2014), deutscher Fußballspieler
- Schonger, Hubert (1897–1978), deutscher Filmregisseur und Filmproduzent
- Schöngruber, Leo (1928–2014), österreichischer Architekt, Maler und Zeichner
- Schöngrün, Alex (1854–1942), deutscher Landschafts- und Marinemaler

### Schonh
- Schönhaar, Carlo (1924–1942), deutscher Widerstandskämpfer
- Schönhaar, Eugen (1898–1934), deutscher Widerstandskämpfer gegen das NS-Regime
- Schönhage, Arnold (* 1934), deutscher Mathematiker
- Schönhagen, Benigna (* 1952), deutsche Historikerin
- Schönhagen, Jakob (* 1989), deutscher Volleyballtrainer und ehemaliger Spieler
- Schönhagen, Jonathan (* 1993), deutscher Volleyballspieler
- Schönhagen, Otto (1885–1954), deutscher Architekt und Politiker (CDU), MdL Rheinland-Pfalz
- Schönhals, Ernst (1909–1993), deutscher Bodenkundler und Quartärforscher
- Schönhals, Ferdinand (1842–1915), deutscher Architekt und Baubeamter
- Schönhals, Heinrich (1901–1981), deutscher Jurist, Oberbürgermeister der Stadt Offenbach am Main
- Schönhals, Karl von (1788–1857), österreichischer General
- Schönhammer, Rainer (* 1953), deutscher Psychologe
- Schönhard, Georg (1749–1821), deutscher Mechanikus, Bürgermeister und Politiker
- Schönhardt, Erich (1891–1979), deutscher Mathematiker
- Schönhärl, Korinna (* 1977), deutsche Historikerin
- Schönhart, Günter (* 1941), österreichischer Gastwirt und Politiker (FPÖ), Landtagsabgeordneter, Abgeordneter zum Nationalrat
- Schönharting, Heike (* 1974), deutsche Badmintonspielerin
- Schönhaus, Cioma (1922–2015), Schweizer GrafikerCioma Schönhaus (1922–2015)

Cioma Schönhaus (1922–2015)

- Schönhaus, Max (* 2007), deutscher Tennisspieler
- Schönhausen, Amalia (1737–1811), Frau unbekannter Herkunft
- Schönheim, Fabian (* 1987), deutscher Fußballspieler
- Schönheim, Johann Arnold von (1715–1789), Domherr in Köln und Offizial des Erzbistums Köln
- Schönheimer, Rudolf (1898–1941), deutsch-US-amerikanischer Biochemiker
- Schönheit, Friedrich Christian Heinrich (1789–1870), evangelischer Geistlicher und Botaniker
- Schönheit, Johann Carl (1730–1805), deutscher Bildhauer und Porzellanmodelleur
- Schönheit, Michael (* 1961), deutscher Organist und Dirigent
- Schönheit, Walter (1927–1985), deutscher Kantor, Organist und Chorleiter
- Schönheiter, Klemens (1873–1938), russlanddeutscher römisch-katholischer Geistlicher und Märtyrer
- Schönherr von Schönleiten, Hugo (1858–1938), österreichischer Generalmajor
- Schönherr von Schönleiten, Otto (1888–1954), österreichischer Offizier, Offizier der deutschen Wehrmacht
- Schönherr, Albrecht (1911–2009), deutscher evangelischer Theologe und Bischof
- Schönherr, Alfred (1909–1986), deutscher Widerstandskämpfer, SED-Funktionär, Oberst der Staatssicherheit
- Schönherr, Annemarie (1932–2013), deutsche evangelische Theologin
- Schönherr, Carl Johan (1772–1848), schwedischer Entomologe
- Schönherr, Christoph (* 1952), deutscher Komponist, Dirigent und Arrangeur
- Schönherr, Daniel (1545–1609), sächsischer Jurist und Bürgermeister von Leipzig
- Schönherr, David von (1822–1897), österreichischer Historiker und Publizist; Leiter des Landesarchivs Innsbruck
- Schönherr, Dietmar (1926–2014), österreichischer Schauspieler, Moderator, Sprecher, Regisseur und SchriftstellerDietmar Schönherr (1926–2014)

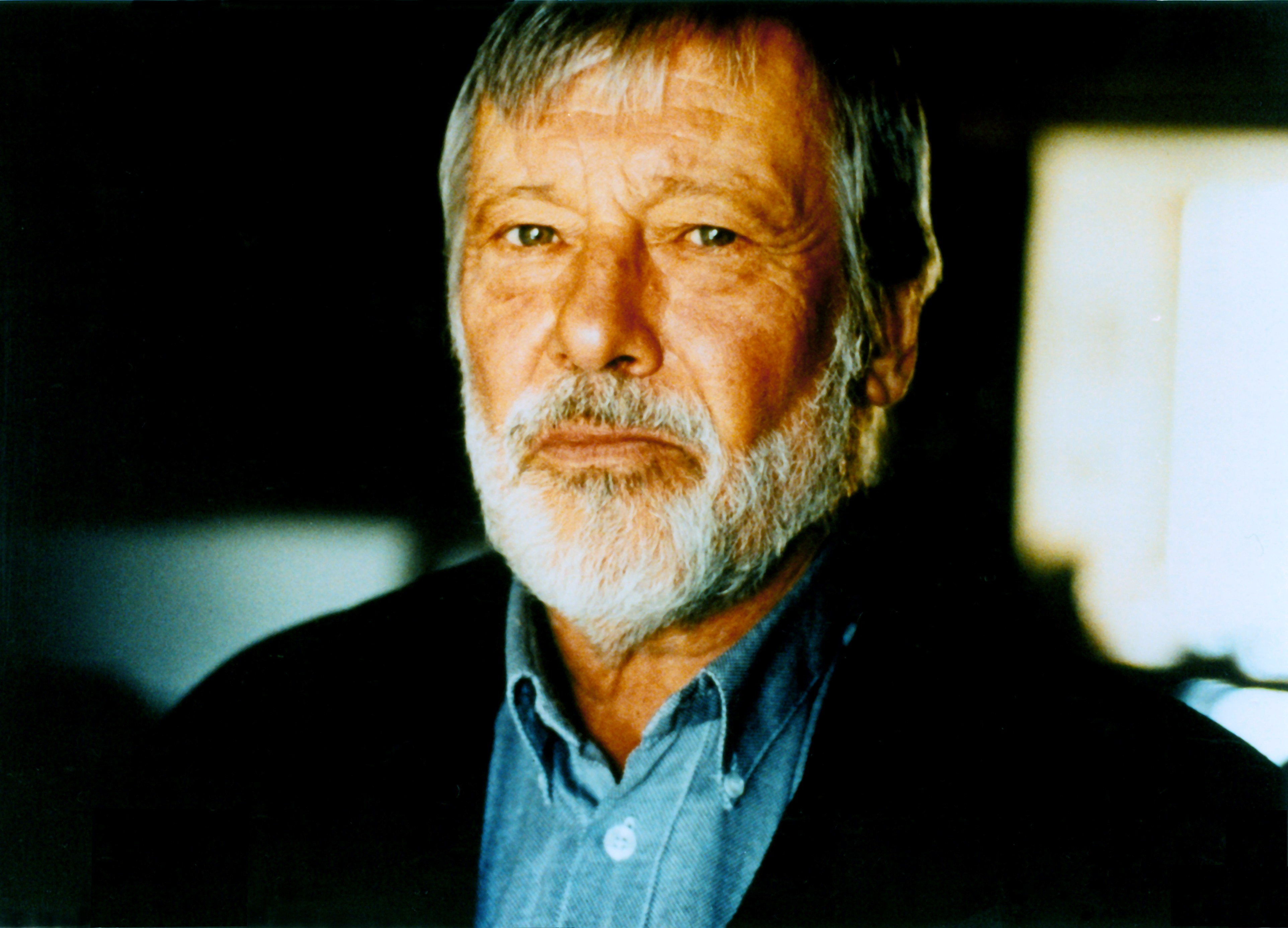
Dietmar Schönherr (1926–2014)

- Schönherr, Eva (* 1953), deutsche Schauspielerin und Autorin
- Schönherr, Frank (* 1964), deutscher Radsportler und DDR-Meister im Radsport
- Schönherr, Fritz (1920–1984), österreichischer Jurist, Rechtsanwalt, Universitätsprofessor und Dolmetscher
- Schönherr, Gerhard (1926–2016), deutscher Generalmajor der NVA
- Schönherr, Gustav (1889–1933), deutscher kommunistischer Widerstandskämpfer gegen den Nationalsozialismus
- Schönherr, Holger (* 1969), deutscher physikalischer Chemiker
- Schönherr, Hugo (1840–1882), deutscher Architekt
- Schönherr, Ivonne (* 1981), deutsche Schauspielerin
- Schönherr, Jan (* 1979), deutscher literarischer Übersetzer
- Schönherr, Johannes (1894–1961), deutscher Schriftsteller, Verlagslektor, Lehrer und Rundfunkmitarbeiter in der DDR
- Schönherr, Johannes (1921–2007), erzgebirgisches Original
- Schönherr, Karl (1867–1943), österreichischer Arzt und SchriftstellerKarl Schönherr (1867–1943)

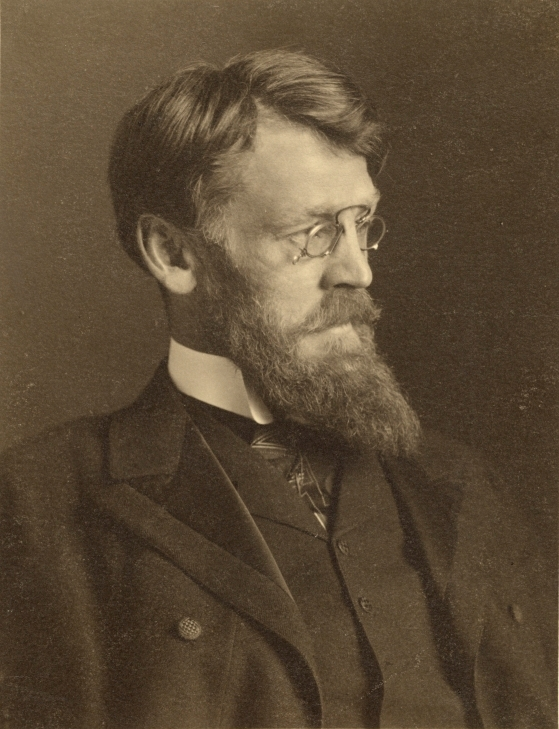
Karl Schönherr (1867–1943)

- Schönherr, Karl (1925–1981), deutscher Bildhauer
- Schönherr, Karl Gottlob (1824–1906), deutscher Maler
- Schönherr, Katja (* 1982), deutsche Schriftstellerin und Journalistin
- Schönherr, Klaus (* 1947), deutscher Militärhistoriker
- Schönherr, Kurt W. (1931–2013), deutscher Volkswirt und Pädagoge
- Schönherr, Louis (1817–1911), deutscher Konstrukteur und Unternehmer
- Schönherr, Mattes (* 2000), deutscher Ruderer
- Schönherr, Matthias (* 1957), deutscher Industriedesigner
- Schönherr, Max (1893–1982), deutscher Bootsbauer
- Schönherr, Max (1903–1984), österreichischer Komponist, Dirigent und Musikschriftsteller
- Schönherr, Maximilian (* 1954), deutscher Journalist
- Schönherr, Oscar (1903–1968), deutscher Pädagoge, Komponist und erzgebirgischer Musiker
- Schönherr, Otto (1861–1926), deutscher Chemiker
- Schönherr, Otto (1922–2015), österreichischer Journalist
- Schönherr, Ruth (* 1999), deutsche Schauspielerin
- Schönherr, Siegfried (1915–1989), deutscher Tierarzt und Politiker (FDP)
- Schönherr, Siegfried (1928–2020), deutscher Chemiker und Hochschullehrer
- Schönherr, Siegfried (* 1934), deutscher Militärökonom, NVA-Oberst und Heimatforscher
- Schönherr, Tom (* 1954), deutscher Designer
- Schönherr, Wilhelm (1902–1975), deutscher Dirigent
- Schönherr-Mann, Hans-Martin (* 1952), deutscher Philosoph
- Schönherz, Edda (* 1944), deutsche Fernsehjournalistin, Zeitzeugin der SED-Diktatur
- Schönherz, Richard (* 1947), österreichischer Komponist
- Schönherz, Zoltán (1905–1942), ungarischer kommunistischer Politiker, Widerstandskämpfer
- Schönhof, Egon (1880–1942), österreichischer Rechtsanwalt und Politiker (KPÖ)
- Schonhofen, Friedrich (1921–1984), deutscher Politiker (SPD), MdB
- Schönhofer, Albert († 1493), Weihbischof in Passau
- Schönhofer, Anton (1850–1918), österreichischer Orgelbauer, Klavierbauer
- Schönhöfer, Fritz (1892–1965), deutscher Chemiker
- Schönhöfer, Peter (* 1935), deutscher Arzt, Pharmakologe und Lokalpolitiker (SPD)
- Schönhofer, Peter (* 1961), deutscher Film- und Fernsehregisseur, Drehbuchautor
- Schönhoff, Peter (* 1938), deutscher Künstler und Schriftsteller
- Schonhoff, Rudolf (* 1952), deutscher Fußballspieler
- Schönhöft, Theo (1932–1976), deutscher Fußballspieler
- Schönholzer, Walter (* 1965), Schweizer Politiker (FDP) und Regierungsrat
- Schönhoven, Klaus (* 1942), deutscher Historiker
- Schönhuber, Franz (1923–2005), deutscher Journalist und Politiker (NSDAP, REP), MdEPFranz Schönhuber (1923–2005)

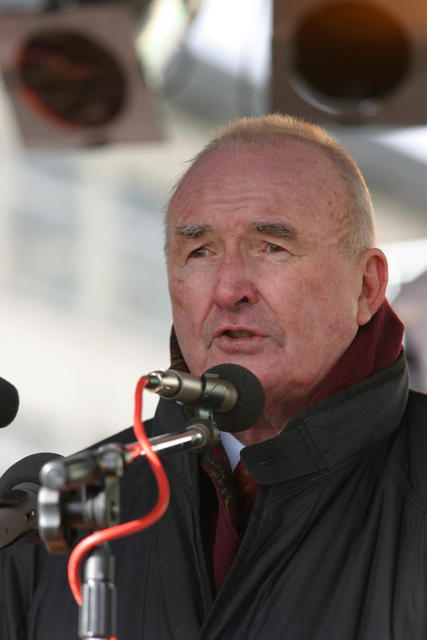
Franz Schönhuber (1923–2005)

- Schönhuber, Manuel (* 1991), deutscher Fußballtorhüter
- Schönhuber, Wilhelm (1902–1979), deutscher Jurist und Politiker (BP, FDP), MdL
- Schönhut-Keil, Evelin (* 1960), deutsche Politikerin (Die Grünen), MdL
- Schönhuth, Ottmar (1806–1864), deutscher Schriftsteller und Heimatforscher

### Schoni
- Schöni, Franz Robert (1841–1876), Schweizer Lyriker und Lehrer
- Schöni, Georg (1504–1536), bernischer Magistrat
- Schöni, Heidi (* 1953), Schweizer Künstlerin
- Schöni, Marco (* 1994), Schweizer Unihockeyspieler
- Schöni, Roman (* 1990), Schweizer Unihockeyspieler
- Schöni, Svenja (* 2002), Schweizer Unihockeyspielerin
- Schöni, Thomas, bernischer Magistrat und Söldner
- Schöni-Affolter, Franziska (* 1959), Schweizer Politikerin (glp)
- Schönian, Alfred (* 1856), deutscher Tier- und Landschaftsmaler
- Schönian, Valerie (* 1990), deutsche Journalistin und BuchautorinValerie Schönian (* 1990)

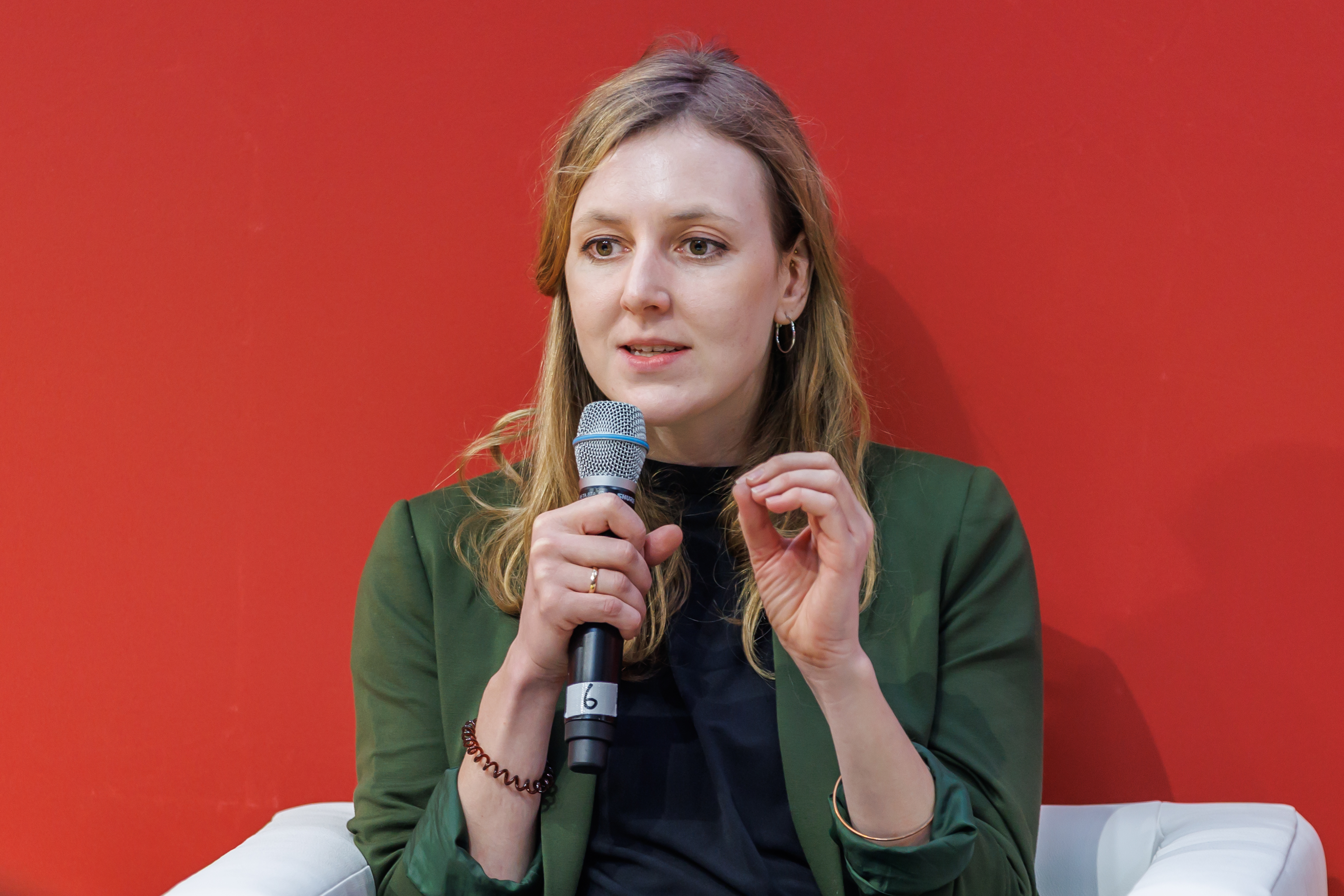
Valerie Schönian (* 1990)

- Schönichen, Georg, deutscher Schuhmacher und Streiter für die Reformation
- Schönig, Barbara (* 1974), deutsche Architekturwissenschaftlerin, Hochschullehrerin und politische Beamtin
- Schönig, Dieter (1944–2010), deutscher Fußballspieler
- Schonig, Jared (* 1983), US-amerikanischer Jazzmusiker (Schlagzeug)
- Schönig, Nikolaus (1867–1925), deutscher römisch-katholischer Ordensgeistlicher und Apostolischer Präfekt von Togo
- Schöniger, Werner (1913–2001), deutscher Dirigent
- Schöniger, Wolfgang (1920–1971), österreichischer Analytiker und Mikrochemiker
- Schonin, Georgi Stepanowitsch (1935–1997), sowjetischer Kosmonaut, Pilot
- Schöning, August Ernst von (1745–1807), preußischer Landrat
- Schöning, August Peter von (1780–1858), preußischer Landrat
- Schöning, Carl Heinrich von (1750–1824), preußischer Landrat
- Schöning, Christian Stephan von (1751–1802), preußischer Landrat
- Schöning, Christoph Friedrich von (1737–1797), preußischer Generalmajor
- Schöning, Claus-Georg-Gustav (* 1992), deutscher Schauspieler
- Schöning, Dietmar (1948–2024), deutscher Politiker (FDP/DVP), MdL
- Schöning, Emanuel von (1690–1757), preußischer Generalmajor, Chef des Infanterieregiments Nr. 46, Amtshauptmann in Köslin
- Schöning, Ernst von (1743–1823), preußischer Offizier, zuletzt Generalleutnant
- Schöning, Friedrich Wilhelm von (1660–1730), preußischer Landrat
- Schöning, George Wilhelm von (1700–1745), preußischer Landrat
- Schøning, Gerhard (1722–1780), norwegischer Historiker
- Schöning, Hans Adam von (1641–1696), kurbrandenburgischer und kursächsischer FeldmarschallHans Adam von Schöning (1641–1696)

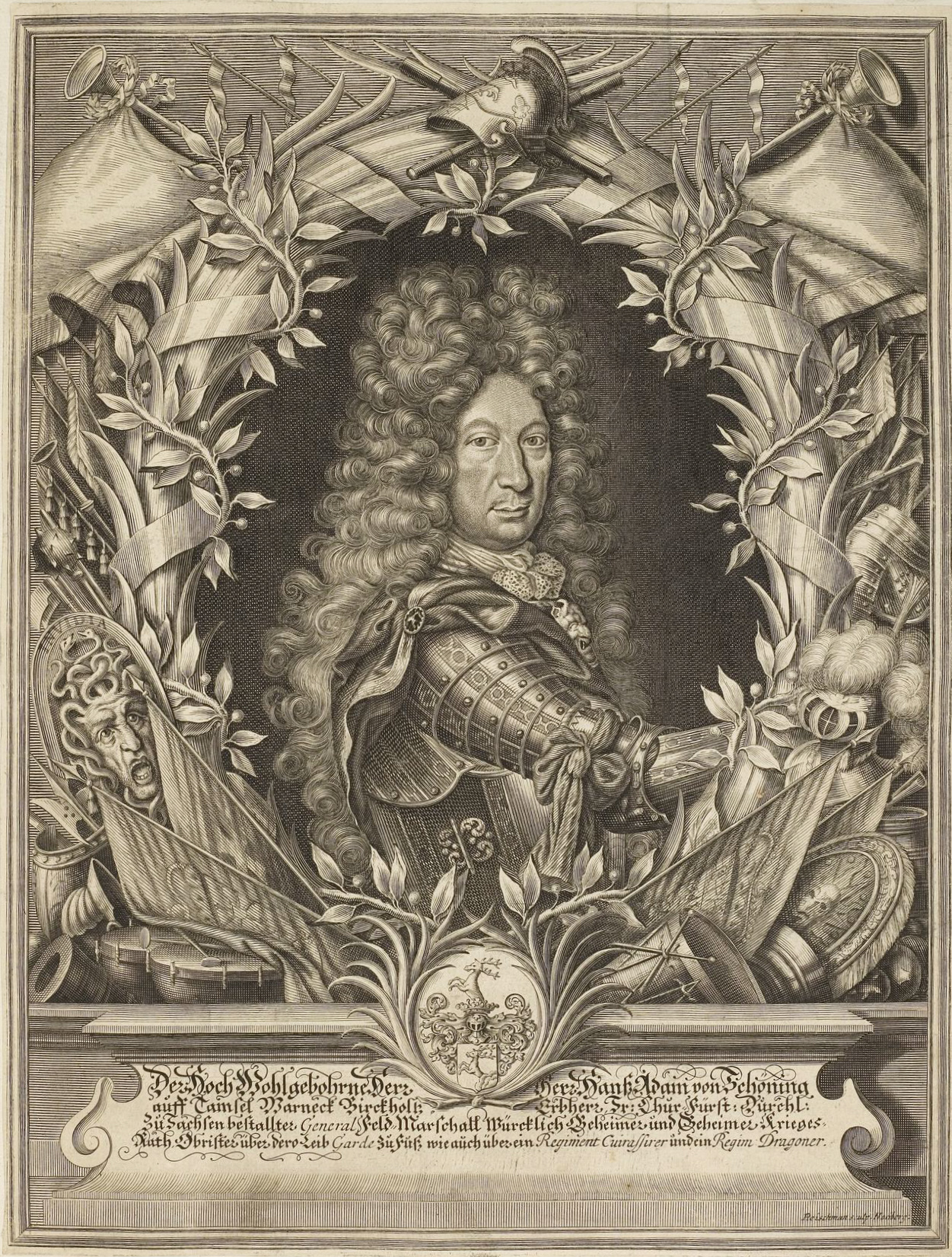
Hans Adam von Schöning (1641–1696)

- Schöning, Hans Ehrenreich von (1648–1710), Königlich preußischer Generalmajor der Kavallerie
- Schöning, Hans Friedrich von (1717–1787), preußischer Kammerpräsident
- Schöning, Hans Wilhelm von (1786–1842), preußischer Landrat
- Schöning, Hermann von (1825–1898), deutscher Majoratsbesitzer und Politiker, MdR
- Schöning, Johann, Bürgermeister der Hansestadt Riga
- Schöning, Julia (* 1974), deutsche Moderatorin
- Schöning, Jürgen (* 1944), deutscher Politiker (parteilos)
- Schöning, Karin (* 1944), deutsche Editorin
- Schöning, Klaus (* 1936), deutscher Regisseur und Hörspielautor
- Schöning, Kurd von (1789–1859), preußischer Generalmajor
- Schöning, Louise Eleonore von (1708–1784), preußische Adlige
- Schöning, Lüdecke Ernst von (1649–1693), brandenburgischer, dann sächsischer General
- Schöning, Lutz-Rüdiger (* 1939), deutscher Schriftsteller
- Schöning, Matthias (* 1997), deutscher Kameramann
- Schöning, Thomas († 1539), Erzbischof von Riga
- Schöning, Uwe (* 1955), deutscher Informatiker und Hochschullehrer
- Schöning, Wilhelm Richard von (1709–1781), preußischer Landrat
- Schöning, Wilhelm von (1824–1902), deutscher Gutsbesitzer, Landrat und Politiker, MdR, MdH
- Schöning-Megow, Ludwig von (1822–1882), deutscher Offizier, Rittergutsbesitzer und Parlamentarier
- Schöninger, Adolph (1833–1900), deutscher Unternehmer
- Schöninger, Florian (* 1983), österreichischer Basketballspieler
- Schöninger, Leo (1811–1879), deutscher Maler, Grafiker und Lithograf
- Schöningh, Eduard (1823–1900), österreichischer Marineoffizier, Bürgermeister von Meppen
- Schöningh, Ferdinand (1815–1883), deutscher Verleger
- Schöningh, Franz Josef (1902–1960), deutscher Verleger
- Schöningh, Olaf (* 1999), niederländischer Eishockeyspieler
- Schönitz, Hans von (1499–1535), deutscher Kaufmann, oberster Kämmerer, Werkmeister und Vertrauter des Kardinals Albrecht von Brandenburg
- Schönitz, Joachim (1941–2019), deutscher Schauspieler

### Schonk
- Schonk, Jan (1889–1976), niederländischer Grafiker, Illustrator und Keramiker
- Schönkaes, Paul (1873–1926), deutscher Politiker
- Schönke, Adolf (1908–1953), deutscher Rechtswissenschaftler
- Schönker, Henryk (1931–2019), israelischer und polnischer Ingenieur und Schriftsteller, Zeuge des Holocaust
- Schönker, Leon (1903–1965), polnischer Maler, Geschäftsmann und sozialer Aktivist
- Schönknecht, Gerd (1926–2009), deutscher Fußballspieler
- Schönkopf, Anna Katharina (1746–1810), Geliebte von Goethe

### Schonl
- Schonland, Basil (1896–1972), südafrikanischer Physiker und Meteorologe
- Schönland, Selmar (1860–1940), deutscher Botaniker
- Schönland, William (1915–2011), deutsch-niederländischer Filmkaufmann und Filmschaffender
- Schönlank, Bruno (1859–1901), deutscher Journalist und Politiker (SPD), MdR
- Schönlank, Bruno (1891–1965), deutscher Lyriker, Dramatiker, Roman- und Hörspielautor
- Schönlau, Rolf (* 1950), deutscher Schriftsteller
- Schonlau, Sebastian (* 1994), deutscher FußballspielerSebastian Schonlau (* 1994)

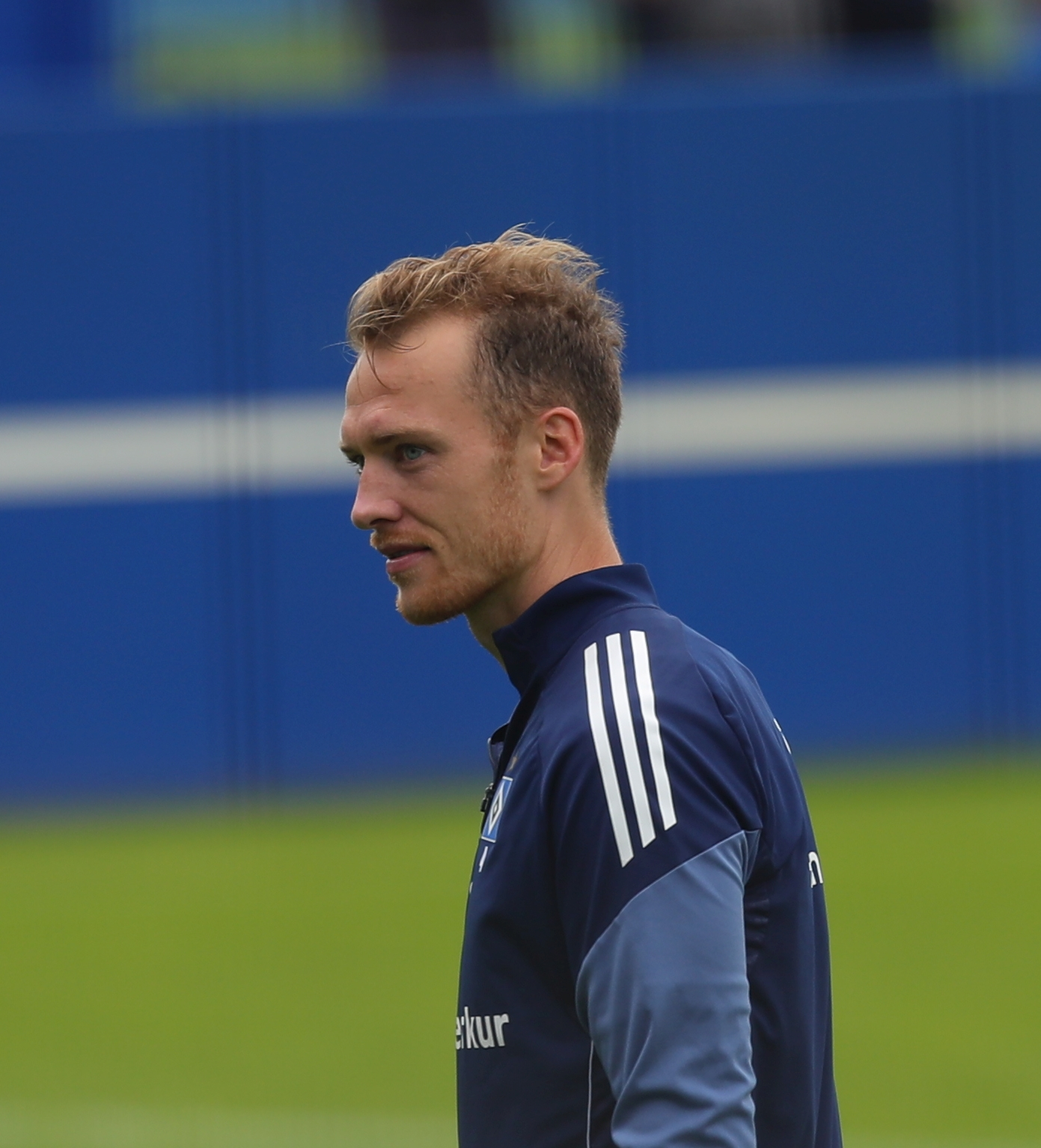
Sebastian Schonlau (* 1994)

- Schönlaub, Fidelis (1805–1883), Bildhauer in Bayern
- Schönlaub, Hans Peter (* 1942), österreichischer Geologe
- Schönlebe, Thomas (* 1965), deutscher LeichtathletThomas Schönlebe (* 1965)

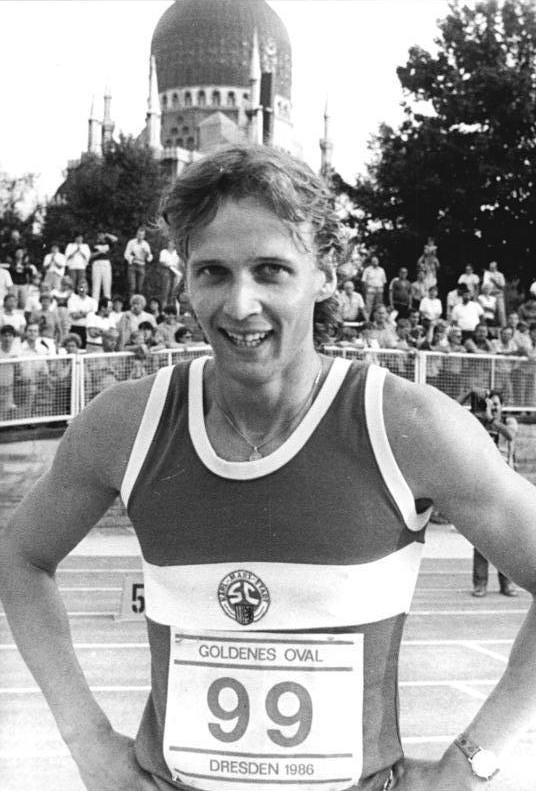
Thomas Schönlebe (* 1965)

- Schönleben, Eduard (1897–1985), deutscher Architekt
- Schönleben, Johann Ludwig (1618–1681), Jesuit, Domdechant in Laibach, zuletzt Pfarrer und Archidiakon in Reiffnitz in Unterkrain (slow. Ribnica), Valvasors Lehrer, Vorbild und Mentor
- Schönleber, Dagmar (* 1973), deutsche Comedy-Darstellerin, Kabarettistin und freie Autorin
- Schönleber, Gustav (1851–1917), deutscher Maler
- Schönleber, Hans Otto (1889–1930), deutscher Maler, Grafiker und Mediziner
- Schönleber, Jochen (* 1959), deutscher Opernregisseur und Intendant
- Schönlein, Hermann (1833–1908), deutscher Verleger
- Schönlein, Johann Lukas (1793–1864), deutscher Arzt
- Schönlein, Peter (1939–2016), deutscher Pädagoge und Kommunalpolitiker (SPD)
- Schönleiter, Hermann (1887–1965), deutscher Böttcher, Parteisekretär, Mitglied des Hannoverschen Provinziallandtages und Widerstandskämpfer gegen die Nationalsozialisten
- Schönleiter, Waldemar (1903–1978), deutscher Verwaltungsjurist und Ministerialbeamter
- Schönleitner, Lambert (* 1970), österreichischer Politiker (Grüne), Landtagsabgeordneter in der Steiermark
- Schönleutner, Max (1778–1831), deutscher Agrarwissenschaftler
- Schönlieb, Carola-Bibiane (* 1979), österreichische Mathematikerin

### Schonm
- Schönmaier, Karina (* 2005), deutsche TurnerinKarina Schönmaier (* 2005)

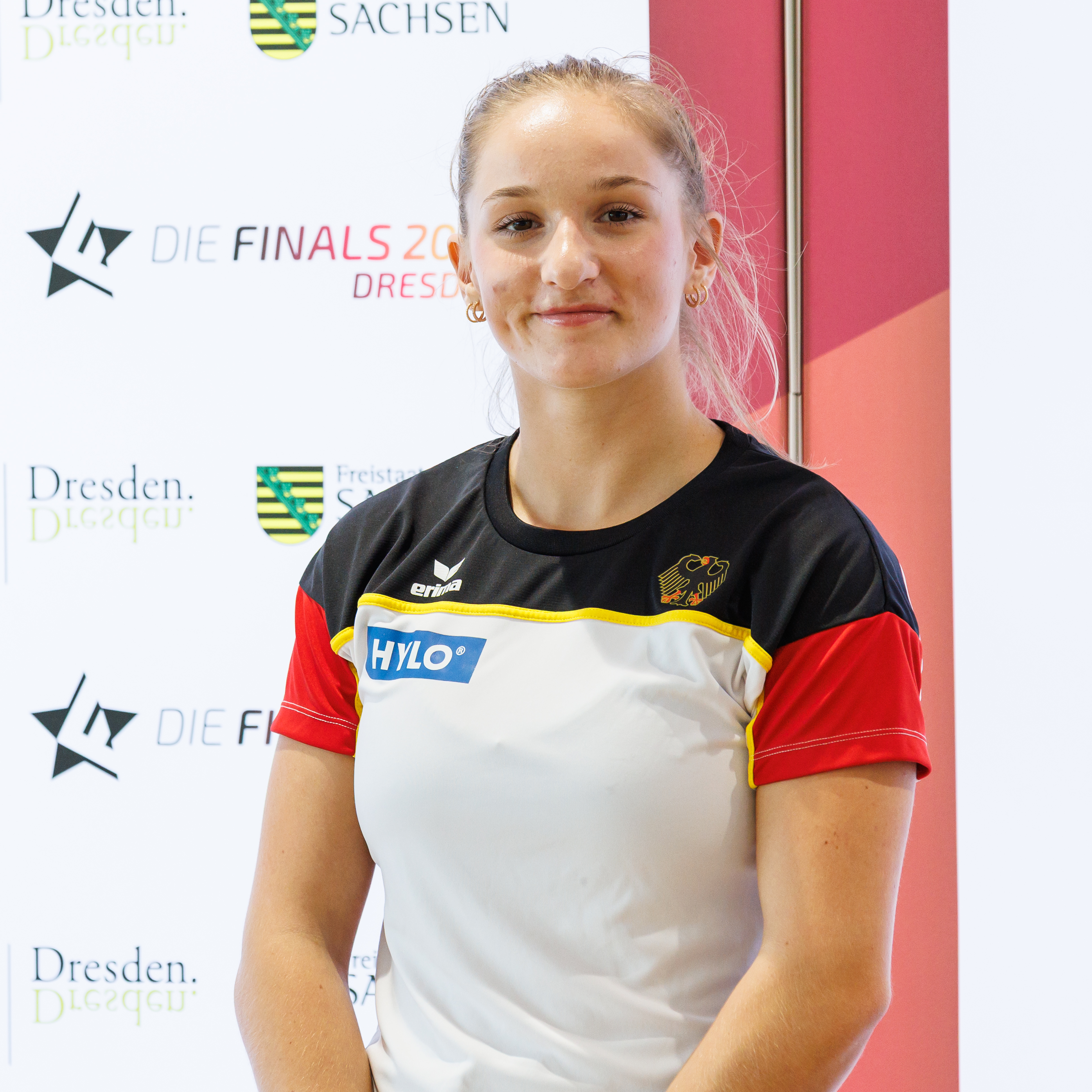
Karina Schönmaier (* 2005)

- Schönmann, Albrecht (1859–1951), württembergischer Oberamtmann
- Schönmann, Hans Günther (1921–2012), deutscher Bankmanager
- Schönmann, Jochen (* 1974), deutscher Handballnationalspieler
- Schönmann, Wilhelm (1889–1970), deutscher Schachmeister
- Schönmayr, Robert (* 1947), deutscher Neurochirurg und Gründungsdirektor der Klinik für Neurochirurgie
- Schönmehl, Wolf, deutscher Koch
- Schönmetzler, Hans (1901–1947), deutscher Aufnahmeleiter und Filmproduzent
- Schönmetzler, Klaus Jörg (1949–2017), deutscher Kulturschaffender
- Schönmetzler, Sepp (* 1944), deutscher Eiskunstläufer, Trainer und Journalist
- Schönmoser, Christian (* 1979), deutscher Eishockeyspieler
- Schönmuth, Georg (1928–2016), deutscher Agrarwissenschaftler, Tierzüchter und Hochschullehrer

### Schonn
- Schönn, Alois (1826–1897), österreichischer Maler
- Schönn, Ricka (1867–1936), österreichische Malerin
- Schönnamsgruber, Helmut (1921–2008), deutscher Naturwissenschaftler, Naturschützer sowie Vereins- und Verbandsfunktionär
- Schönnenbeck, Adolf (1869–1965), deutscher Maler
- Schönnenbeck, Anneliese (1919–2020), deutsche Filmeditorin
- Schönnenbeck, Günter-Matthias (1917–2001), deutscher Brigadegeneral
- Schönnenbeck, Helmuth (1902–1973), deutscher Filmeditor und Filmproduzent
- Schönnenbeck, Hermann (1918–2009), deutscher Manager und Baubetriebswirtschaftler
- Schönner, Kurt (1883–1942), deutscher Jurist und Staatsbeamter

### Schono
- Schönová, Pavla (* 1955), tschechische Jazzmusikerin (Piano)
- Schönová, Vlasta (1919–2001), tschechisch-israelische Schauspielerin
- Schönowsky von Schönwies, Maximilian (1867–1925), österreichischer Offizier und Schriftsteller

### Schonp
- Schönpass, Rosemarie (* 1952), österreichische Politikerin (SPÖ), Abgeordnete zum Nationalrat
- Schönpflug, Daniel (* 1969), deutscher Historiker
- Schönpflug, Fritz (1873–1951), österreichischer Maler und Illustrator
- Schönpflug, Wolfgang (* 1936), deutscher Psychologe und Hochschullehrer

### Schonr
- Schönrath, Hans (1902–1945), deutscher Boxer
- Schönrich, Gerhard (* 1951), deutscher theoretischer Philosoph, Professor an der TU Dresden
- Schönrock, Hans (1902–1982), deutscher Landwirt, Schriftsteller und Drehbuchautor
- Schönrock, Nina-Carissima (* 1986), deutsche Hörbuch- und Synchronsprecherin
- Schönrock, Sabrina (* 1971), deutsche Juristin, Hochschullehrerin und Richterin am Verfassungsgerichtshof des Landes Berlin
- Schönrock, Sybille (* 1964), deutsche Schwimmerin
- Schönrock, Walter (1913–1996), deutscher Langstreckenläufer
- Schönrode, Heinrich von, deutscher Ritter

### Schons
- Schons, François (* 1984), luxemburgischer Eishockeyspieler
- Schons, Hans E. (1919–2005), deutscher Schauspieler
- Schönscheidt, Johann Heinrich (1835–1903), deutscher Fotograf
- Schönschitz, Friedrich (1903–1993), österreichischer Gerechter unter den Völkern
- Schönsperger, Johann († 1521), Augsburger Drucker
- Schönsperger, Johann der Jüngere († 1543), Buchführer, Buchdrucker und Verleger
- Schönstädt, Dirk (* 1960), deutscher Jurist
- Schönstedt, Arno (1913–2002), deutscher Organist
- Schönstedt, Karl von (1833–1924), preußischer Justizminister
- Schönstedt, Rolf (* 1944), deutscher Kirchenmusiker
- Schönstedt, Walter (1909–1961), deutschamerikanischer Schriftsteller
- Schönstein, Carl von (1796–1876), österreichischer Beamter und Liedersänger
- Schönstein, Isolde (* 1941), österreichische Umweltaktivistin
- Schönsteiner, Friedrich (1880–1928), österreichischer Politiker (CSP), Abgeordneter zum Nationalrat
- Schönswetter, Karlheinz (1941–2006), österreichischer Künstler

### Schont
- Schöntag, Wilfried (* 1942), deutscher Archivar und Historiker
- Schönthal, Otto (1878–1961), österreichischer Architekt
- Schönthal, Ruth (1924–2006), deutsche Komponistin, Pianistin und Dozentin für Komposition
- Schönthaler, Franz (1821–1904), österreichischer Bildhauer
- Schönthaler, Philipp (* 1976), deutscher Schriftsteller
- Schönthaler, Walter (* 1954), österreichischer Lebensmittelexperte, Universitätslektor, Fachhochschul-Lehrgangsleiter und Buchautor
- Schönthan, Doris von (1905–1961), deutsches Model, Werbetexterin, Journalistin und FotografinDoris von Schönthan (1905–1961)

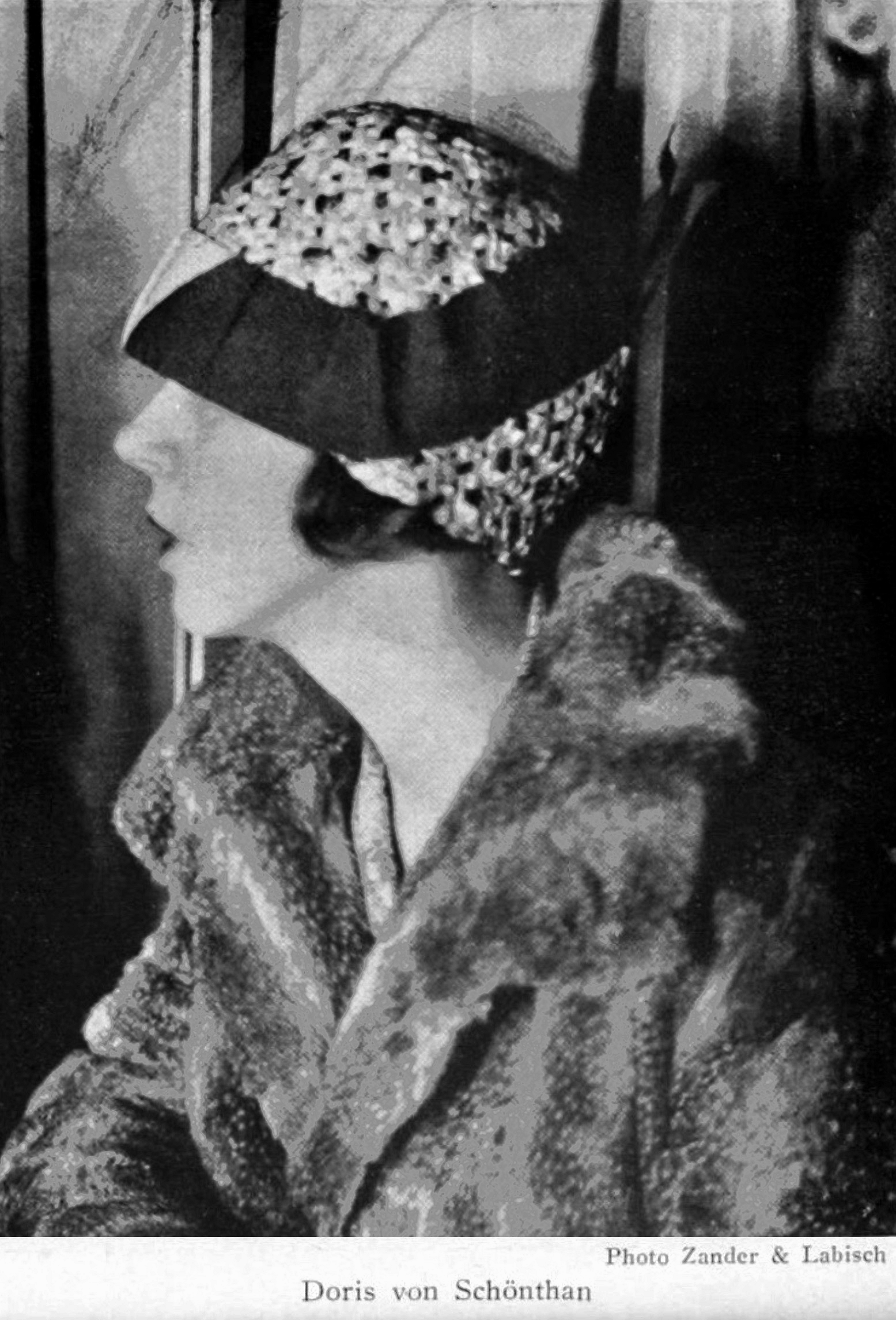
Doris von Schönthan (1905–1961)

- Schönthan, Franz von (1849–1913), österreichischer Schauspieler, Stückeschreiber und Regisseur
- Schönthan, Gaby von (1926–2002), österreichische Schauspielerin und Schriftstellerin
- Schönthan, Paul von (1853–1905), österreichischer Erzähler, Dramatiker und Journalist
- Schönthier, Holger (* 1969), deutsch-österreichischer Biathlet
- Schöntube, Ulrich (* 1973), deutscher Theologe

### Schonw
- Schönwald, Gustav (1868–1919), deutscher Schauspieler, Vortragskünstler, Filmregisseur, Industrie- und Medienpionier
- Schönwald, Matthias (* 1966), deutscher Historiker und Lehrer
- Schönwald, Petra, deutsche Theaterregisseurin
- Schönwald, Rudolf (1928–2022), österreichischer Maler, Grafiker und Karikaturist
- Schönwälder, Bertram (1936–2018), deutscher Politiker (CDU), Pfarrer und Stahlwerker
- Schönwälder, Josef (1897–1972), deutscher Politiker (NSDAP), MdR
- Schönwälder, Karen (* 1959), deutsche Politikwissenschaftlerin
- Schönwälder, Karl Friedrich (1805–1888), deutscher Gymnasialprofessor und schlesischer Heimatforscher, Sekretär der Oberlausitzischen Gesellschaft der Wissenschaften
- Schönwälder, Mario (* 1960), deutscher Musiker
- Schönwälder, Rainer (1940–2025), deutscher Fußballspieler und -trainer
- Schönwandt, Friedrich (1901–1973), deutscher Politiker (FDP), MdL
- Schønwandt, Michael (* 1953), dänischer Dirigent
- Schönweger, Matthias (* 1949), italienischer Schriftsteller, bildender Künstler und Performancekünstler
- Schönweiß, Georg (1889–1963), deutscher lutherischer Geistlicher
- Schönweitz, Meikel (* 1980), deutscher Fußballtrainer
- Schönwerth, Franz Xaver (1810–1886), deutscher Volkskundler
- Schönwetter von Heimbach, Adam († 1519), deutscher Jurist
- Schönwetter, Johann Baptist (1671–1741), aus Frankfurt am Main stammender und in Wien wirkender Drucker, Verleger, Buchhändler und Zeitungsherausgeber
- Schönwiese, Christian-Dietrich (* 1940), deutscher Klimaforscher und Hochschullehrer
- Schönwiese, Ernst (1905–1991), österreichischer Schriftsteller
- Schönwiese, Susanne (* 1931), deutsch-österreichische Schauspielerin und Hörspielsprecherin
- Schönwiese, Volker (* 1948), österreichischer Psychologe und Pädagoge

### Schony
- Schony, Karl Ludwig von, preußischer Major und Führer eines preußischen Freikorps
- Schonyrst, Nickel, Dresdner Ratsherr und Bürgermeister

### Schonz
- Schonz, Klaus (1940–2003), deutscher Fußballspieler (Torhüter)
- Schonzeit, Ben (* 1942), US-amerikanischer Maler
- Schönzeler, Ernst (1923–1981), deutscher Kunsthistoriker und Künstler